# Berlin
För andra betydelser, se Berlin (olika betydelser).
Berlin är huvudstad såväl som största enskilda stad i Tyskland (Den sammanbyggda delen av Ruhrområdet räknar betydligt fler innevånare), med mer än 3,7 miljoner invånare (2023) och utgör även förbundslandet Berlin. Berlins tätort där Berlin med sammanbyggda förstäder som Potsdam räknas in har 4,8 milj (2023). Vidare finns den ännu större regionen med omkring 6,3 miljoner (2023) i Storstadsregionen Berlin-Brandenburg.
Historiskt har Berlin varit huvudstad i flera av de tyska stater som föregått dagens Tyskland, som Kurfurstendömet Brandenburg, Kungadömet Preussen, Kejsardömet Tyskland, Weimarrepubliken, Nazityskland och Östtyskland. Berlin är sedan återföreningen den 3 oktober 1990 det återförenade Tysklands huvudstad. Från Förbundsrepubliken Tysklands grundande 1949 hade Bonn fungerat som de facto huvudstad i Västtyskland och Östberlin som huvudstad i Östtyskland. Från krigsslutet 1945 till 1949 var Berlin en av de fyra segermakterna besatt stad.
Berlin är genom sitt kulturella och historiska arv en av Europas mest kända och besökta metropoler. Berlin är en betydande trafikknutpunkt och ett viktigt ekonomiskt och kulturellt centrum i Tyskland och Europa. Institutioner som universitet, forskningscentrum, teatrar, museer men också festivaler, nattlivet och arkitekturen i Berlin har världsrykte.

## Historia

### Stadens namn
Den vanligaste förklaringen till namnet Berlin är att det kommer av berl-, som betyder 'träsk' eller 'våtmark' på den västslaviska dialekt som talades i området före den tyska kolonisationen under 1200-talet. Detta kan möjligen syfta på de våtmarker som då fanns i området omkring nuvarande Alexanderplatz. Enligt en annan teori uppstod namnet Berlin ur det slaviska ordet ber som betydde 'björnens ande', samt berloga, vilket betyder 'björnens ide'.
Berlins stadsvapen, björnen, Der Berliner Bär, är dock yngre än stadens namn; det äldsta kända sigillet med Berlinbjörnar är från 1280. Hur björnen ursprungligen kopplades till Berlin vet man inte säkert idag, men troligtvis handlar det om ett talande vapen, en under medeltiden populär metod där man valde vapen efter ljudlikheten med stadens namn; det tyska ordet för björn är Bär.

### Stadens tillkomst

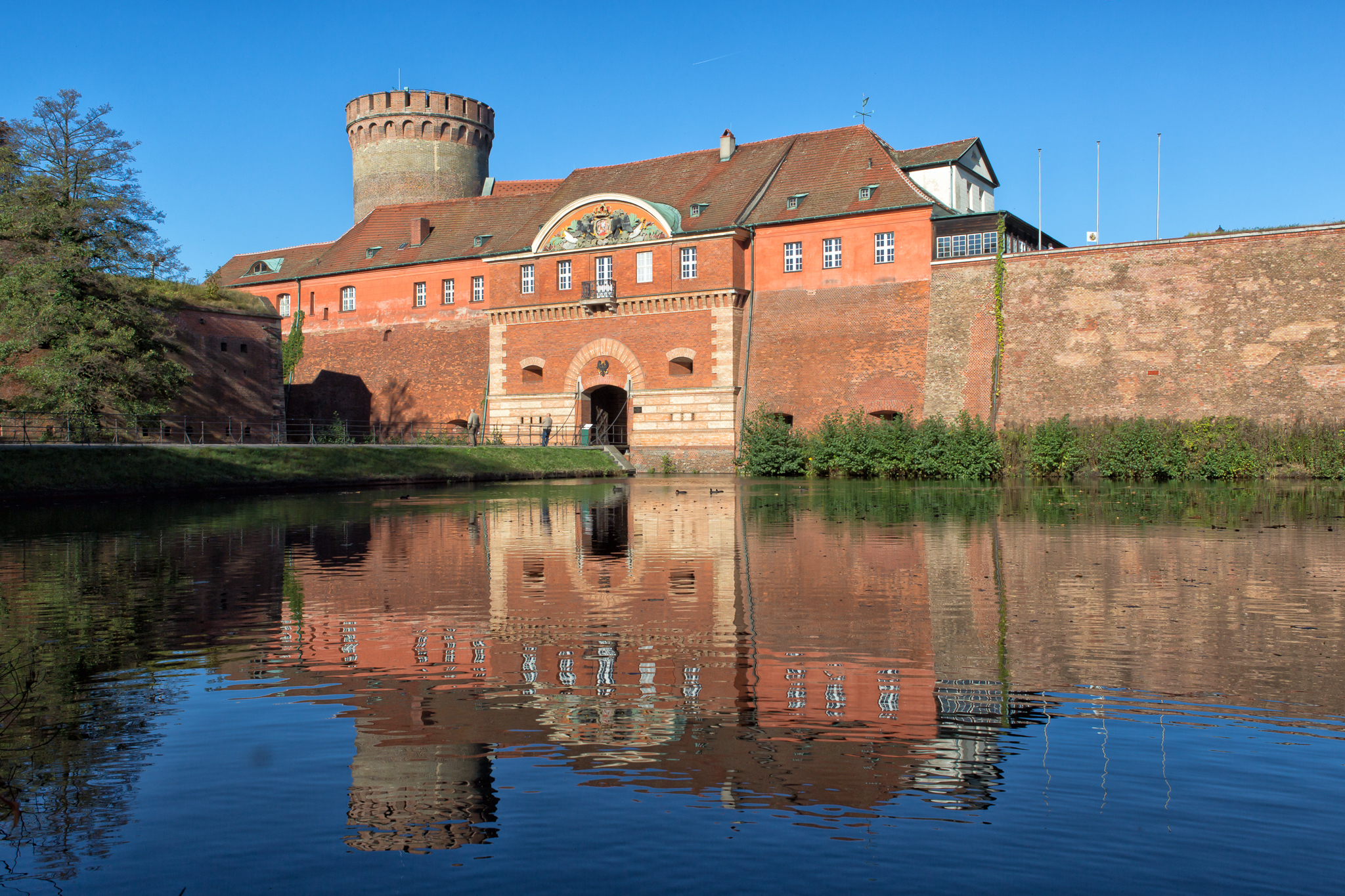
Zitadelle Spandau (Juliusturm, uppfört på 1200-talet)

Berlin växte under lång tid fram som en dubbelstad med namnet Berlin-Cölln. Äldsta kända omnämnandet av en ort här rör Cölln (Alt-Cölln) från 1237, varför detta årtal fått representera Berlins grundande vid jubileum. Detta Cölln låg på ön Spreeinsel i floden Spree. Orten Berlin (Alt-Berlin) anlades på Sprees norra strand, mittemot Cölln, och omnämns i kända skrifter första gången år 1244. Nyare arkeologiska utgrävningar har dock visat att bebyggelse funnits på platsen för både Berlin och Cölln redan på 1100-talet. Berlin omnämns som stad från år 1251, Cölln från år 1261.
År 1307 bildade de två städerna Cölln och Berlin en union, dubbelstaden Berlin-Cölln. Den inre administrationen var fortfarande åtskild, men man hade ett gemensamt rådhus och utåt företräddes dubbelstaden som en enhet. Vid mitten av 1300-talet blev Berlin medlem av hansan.

### Huvudstad i kurfurstendömet Brandenburg
År 1415 blev Fredrik I den förste ur släkten Hohenzollern att bli markgreve och kurfurste i Markgrevskapet Brandenburg. Berlins stadsslott stod klart 1451 och blev under Johan Cicero av Brandenburg säte för kurfurstarna. Medlemmar av släkten Hohenzollern kom att regera i Berlin fram till 1918: först som markgrevar av Brandenburg, senare som kungar av Preussen och slutligen som tyska kejsare. Den lutherska reformationen genomfördes 1539 i Berlin.
Under det trettioåriga kriget mellan 1618 och 1648 förstördes en tredjedel av Berlins bebyggelse och befolkningen minskade med hälften. Kurfursten Fredrik Vilhelm lockade därefter många utlänningar till Berlin och staden växte snabbt. Efter 1658 uppstod flera nya stadsdelar, och en starkt invandring av franska hugenotter efter 1685 bidrog till att berika stadens finansiella liv. Fredrik I byggde efter 1688 Friedrichstadt.
Som reaktion på erfarenheterna under trettioåriga kriget och inte minst svenska styrkors härjningar i området, påbörjades en militär upprustning med en stående armé, vilket lade grunden till den framtida militära stormakten.

### Kungadömet Preussen och Tyska kejsarriket

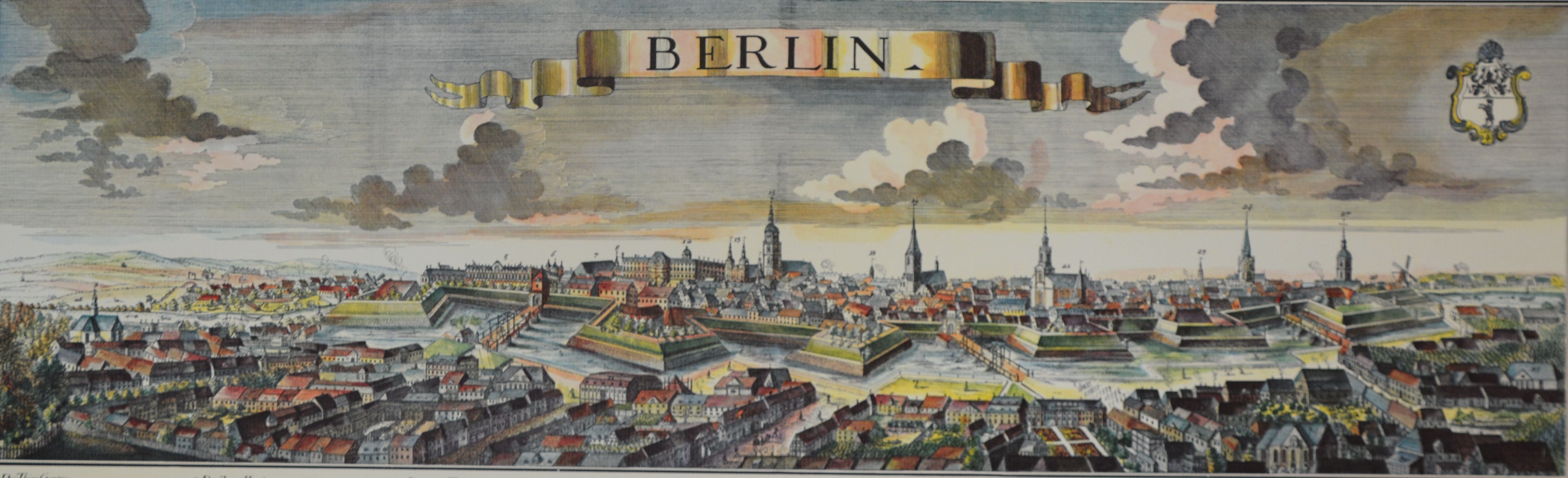
Berlin omkring 1700.

Sedan 1618 var Kurfurstendömet Brandenburg i personalunion med hertigdömet Preussen (Ostpreussen). År 1701 förenades dessa riken i kungariket Preussen när Fredrik I utropade sig till "kung i Preussen" och Berlin blev då det förenade Preussens huvudstad. År 1709 slogs de fem städerna Berlin, Cölln, Friedrichswerder, Friedrichstadt och Dorotheenstadt ihop under namnet Berlin, ”Haupt- und Residenzstadt Berlin".

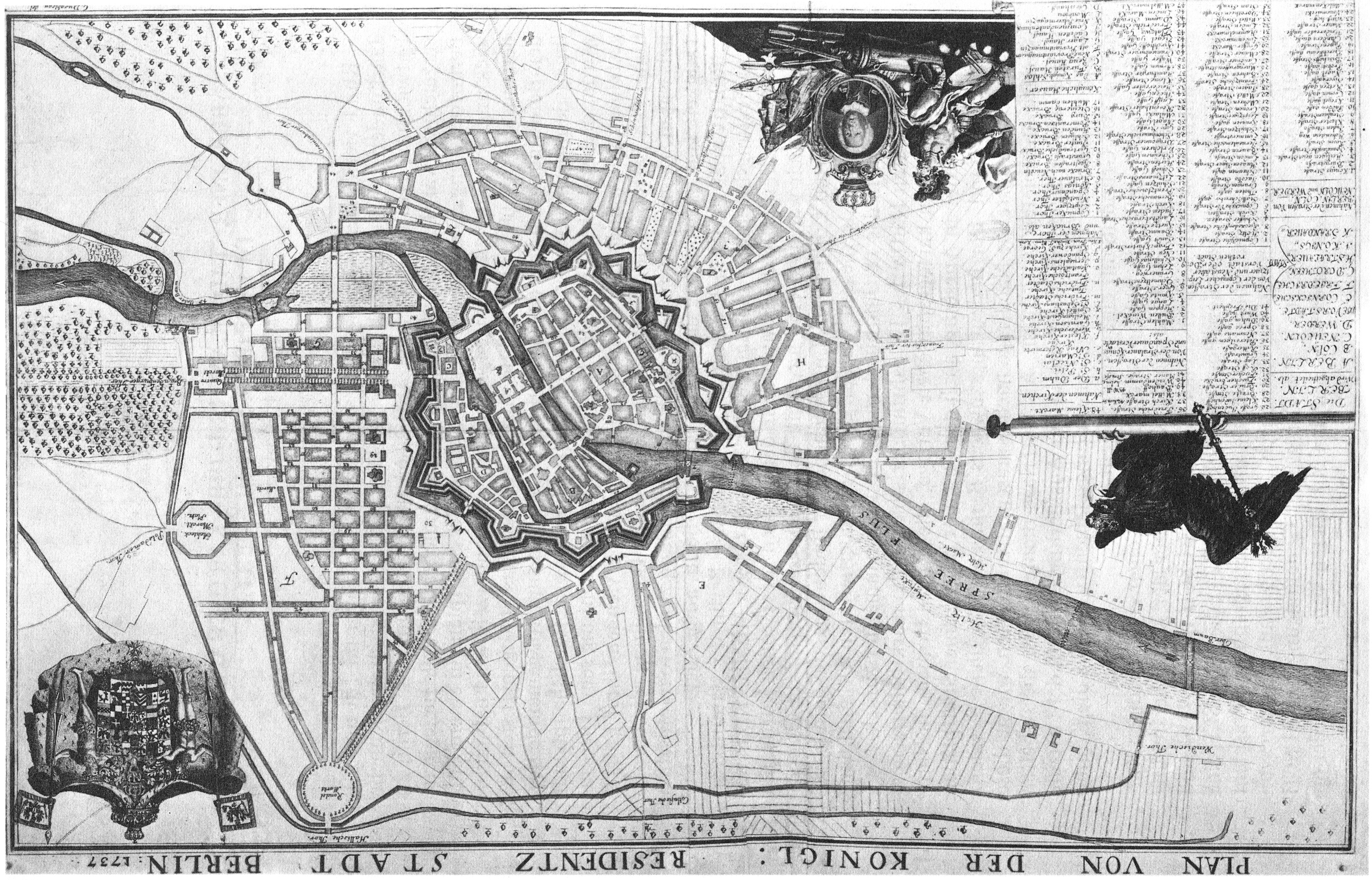
Karta över Berlin från 1737.

Fredrik Vilhelm I lät omge staden med en mur, vilken dock Fredrik II lät riva 1745. Dess portar, ("Tor") lever ännu kvar som ortnamn. Han lät även förse Berlin med en ny författning 1747, utvecklade handeln genom kanalbyggen och anlade industrier som sidenväverier och kattunstryckerier. Han övertog 1763 den 1761 grundade Königliche Porzellan-Manufaktur Berlin. Under 1700-talet uppfördes också många av monumentalbyggnaderna längs boulevarden Unter den Linden. Fredrik II föredrog staden Potsdam strax väster om Berlin som sitt huvudsakliga residens, och där skapades nya praktfulla residensslott och parker för kungafamiljen. 1786 hade befolkningen stigit till närmare 150.000 men Berlins besättande av fransmännen 1806-1808 och krigen förstörde för lång tid stadens finanser och industri. 1808 fick Berlin en ny författning, som återgav staden dess under enväldet förlorade självförvaltning. 1810 grundades Berlins universitet. 1826 infördes gasbelysning, 1838 öppnades den första järnvägen till Potsdam. Under Vilhelm I inkorporerades en stor del av förstäderna, 1861 inkorporerades Moabit, Wedding, Gesundbrunnen, delar av Tempelhof och Schöneberg samt 1878 delar av Lichtenberg.

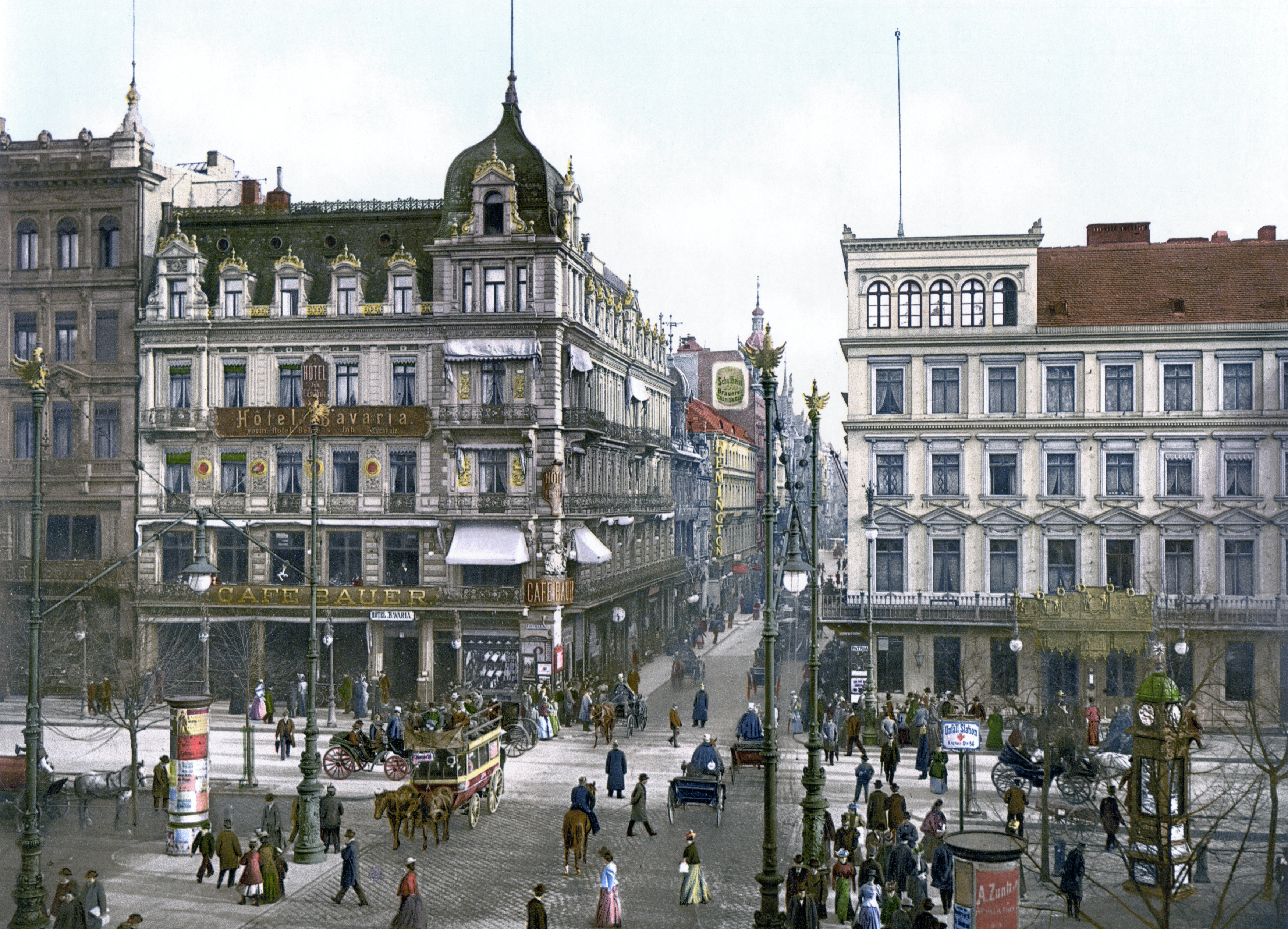
Unter den Linden kring år 1900.

Med tiden konkurrerade Preussen ut Österrike som ledande tysk stat, och år 1871 blev Berlin även huvudstad för det nya Tyska riket, en förbundsstat där den preussiska kungen nu också blev tysk kejsare. Under 1800-talet fick staden ett omfattande järnvägsnät, som sammanknöts genom Berlins ringbana. Under denna tid växte Berlin snabbt och stora områden av så kallade Mietskaserne uppfördes i stadens utkanter mellan den gamla 1700-talstullmuren och järnvägsringbanan, den så kallade Wilhelminischer Ring. Under denna tid uppstod bland annat de nuvarande stadsdelarna Prenzlauer Berg, Kreuzberg, Friedrichshain, Charlottenburg och Neukölln. I västra Berlin drogs nya paradgator och avenyer genom stadsdelarna Charlottenburg och Wilmersdorf, och här blev Kurfürstendamm en av stadens mest fashionabla adresser. Från 1870-talet och framåt växte även villaförorter som Lichterfelde, Zehlendorf och Grünau fram kring järnvägarna ut från innerstaden.
Vid slutet av första världskriget var kejsardömet i upplösning. Den 9 november 1918 abdikerade kejsaren och krav på republik utropades.

### Weimarrepubliken och Tredje riket
Läget efter första världskriget var kaotiskt, med stora sociala motsättningar och revolter, men den 11 augusti 1919 utropades Weimarrepubliken, den första tyska författningen med parlamentarisk demokrati.
Den 1 oktober 1920 utvidgades Berlin till ungefär det område det omfattar idag, ("Stor-Berlin"), genom en sammanslagning av närliggande städer och samhällen. Berlin delades samtidigt in i 20 administrativa stadsdelsområden, Verwaltungsbezirke. Nu hade Berlin hela 3,8 miljoner invånare.
Den ekonomiska situationen var emellertid fortsatt mycket svår. Inte minst hade Tyskland genom Versaillesfreden stora krigsskadestånd att betala. Ruhr-ockupationen förvärrade situationen och bidrog till 1923 års hyperinflation. Från 1924 förbättrades dock situationen genom Dawesplanens överenskommelse med segrarmakterna.
Berlins storhetstid, de så kallade Goldenen Zwanziger, tog nu sin början. Berlin blev kontinentens största industristad och europeisk metropol. Berlin utmärkte sig för sitt nöjesliv med kabaréer och nattlivet kring Alexanderplatz och Kurfürstendamm. Det var också en plats för progressiva strömningar inom konsten och det övriga samhällslivet. Berlin blev Europas kulturella centrum.
Så kom den stora depressionen, som i början av 1930-talet nog drabbade Tyskland hårdare än något annat land i Europa. Landet drabbades inte bara av ekonomiskt utan även politiskt sammanbrott. Motsättningarna blev allt extremare och våldsammare, vilket också fick många att tappa tilltron till den fortfarande unga demokratin.
1933 valdes Adolf Hitler till tysk rikskansler och senare Führer, med högkvarter i Berlin. Tre år senare stod Berlin värd för de olympiska spelen 1936. Nazisterna utnyttjade såväl olympiska spelen som Berlins 700-årsjubileum för sin politiska propaganda. Det fanns även planer att bygga om Berlin till Welthauptstadt Germania (världshuvudstaden Germania), men projektet fullföljdes inte på grund av andra världskriget.
Under andra världskriget förstördes stora delar av Berlin genom flygbombningar och även under slutstriden. Röda armén intog slutligen Berlin 1945 och Tyskland kapitulerade.

### Delad stad
Efter kriget delades Berlin in i fyra ockupationssektorer, förvaltade av de allierade segrarmakterna USA, Storbritannien, Frankrike och Sovjetunionen.

Ockupationszoner efter andra världskriget.

I efterkrigstidens spända politiska läge mellan Sovjetunionen och västmakterna, det så kallade kalla kriget, gick staden mot en delning, och snart befann sig västmakternas Berlinsektorer, Västberlin, i ett utsatt läge som en västlig exklav omgiven av den sovjetiska ockupationszonen. Berlinfrågan blev en källa till upprepade konflikter mellan öst och väst.
När det framstod som klart att det skulle komma en delning av Tyskland, inledde Sovjetunionen i maj 1948 en blockad av Västberlin, den så kallade Berlinblockaden, i ett första försök att få västmakterna att lämna sina Berlinsektorer. Västberlins elförsörjning utifrån bröts och gränserna spärrades av; endast flyg tilläts passera den sovjetiska zonen. Västmakterna svarade med att under den nära elva månader långa blockaden försörja Västberlin med kontinuerliga flygtransporter, den så kallade luftbron.

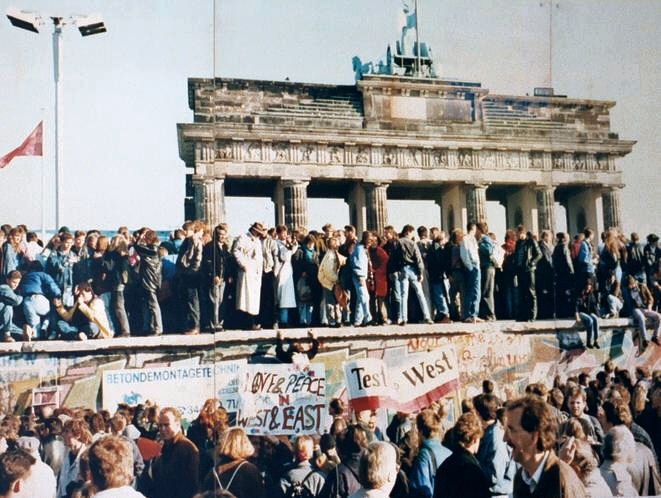
Berlinmuren vid Brandenburger Tor just efter öppningen i november 1989

År 1949 bildades Västtyskland i de västra ockupationszonerna, och Östtyskland i den sovjetiska zonen. Väst- och Östberlin blev de facto delar av dessa båda länder, men stod fortfarande under särskild ockupationsstatus och kunde inte integreras fullt ut i länderna.
År 1953 ägde Folkupproret i Östtyskland rum, vilket kulminerade i Berlin den 17 juni. Enligt befintliga källor dog minst 34 personer i demonstrationerna, som nedkämpades med militär och stridsvagnar, och ungefär 20 personer dog i andra sammanhang i anslutning till upproret. Flera personer dömdes till döden och avrättades i efterdyningarna av denna folkresning, som ännu inte är helt utredd.
Natten till den 13 augusti 1961 började Berlinmuren byggas av östtyska trupper och polis. Från denna dag bevakades gränsen av östtyska gränssoldater, som de första åren var en del av den nationella folkarmén NVA. Dessa gränstrupper hade fram till april 1989 order att använda skjutvapen (Schießbefehl) om det krävdes för att stoppa flykt över gränsen.

### Berlin återförenas

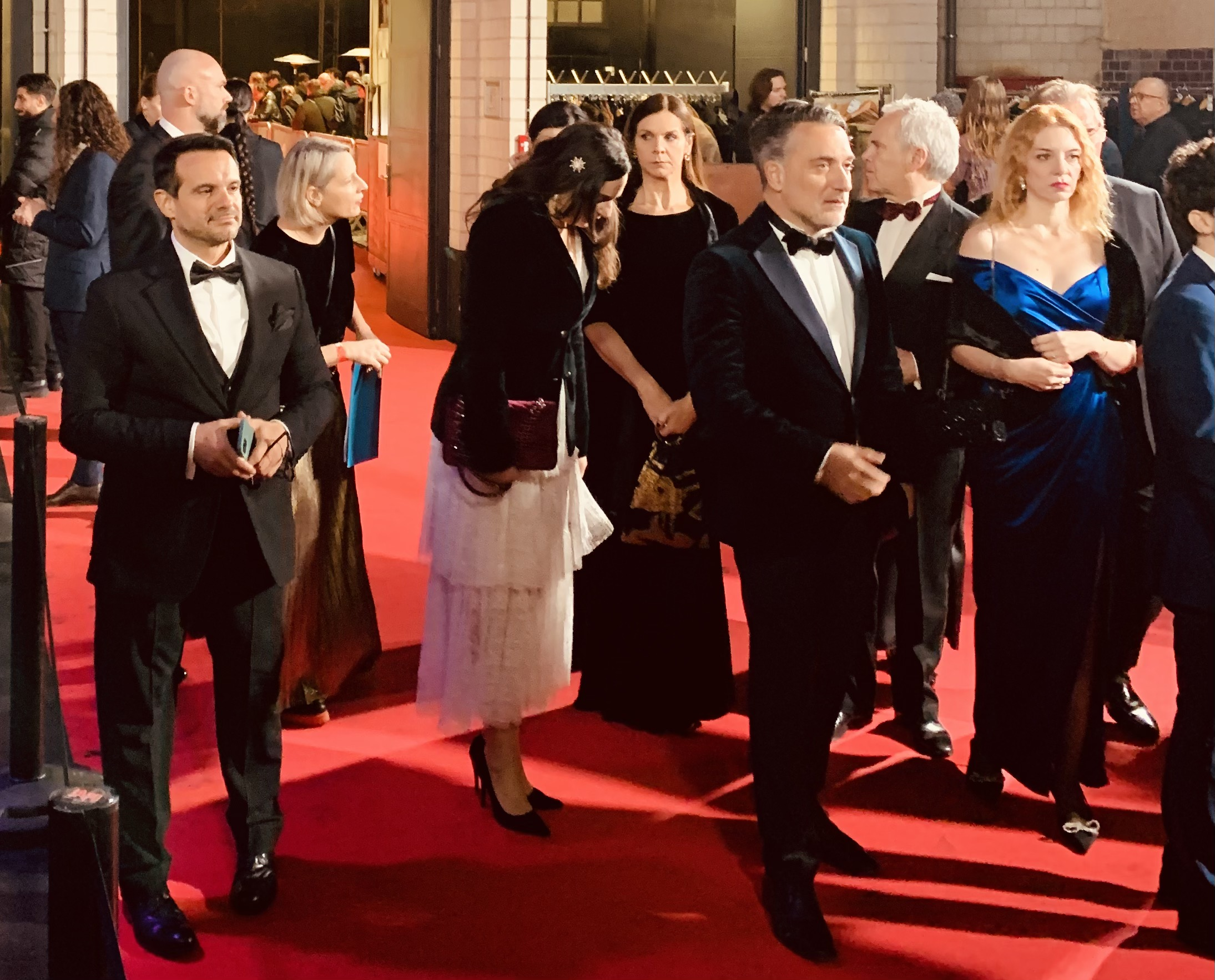
European Film Awards, 2023

I Östtyskland förlorade den kommunistiska regimen slutligen sitt grepp om landet under hösten 1989, efter kraftigt ökande flykt och folkliga massdemonstrationer. I samband med detta kom Berlinmuren plötsligt att öppnas den 9 november, och började kort därefter rivas. Slutligen kom Öst att ansluta sig till väst. Den 3 oktober 1990 blev Tyskland och därmed också Berlin återförenat. Samtidigt blev Berlin officiellt Tysklands huvudstad. Den 2 december följde de första valen till det återförenade Berlins parlament (Abgeordnetenhaus von Berlin). Först 1991 kom beslutet om den fysiska flytten av Tysklands parlament, förbundsdagen, och delar av regeringsfunktionerna till Berlin. Beslutet var fullt genomfört 1999 och Tysklands förbundsregering samt förbundsdag inrättades i Berlin från 1 september 1999.
År 2001 reformerades Berlins administrativa indelning och dagens 12 stadsdelsområden, Bezirke, bildades genom sammanslagning av de tidigare 23, varav 12 från tidigare Västberlin och 11 från tidigare Östberlin.

## Geografi

### Politiska gränser

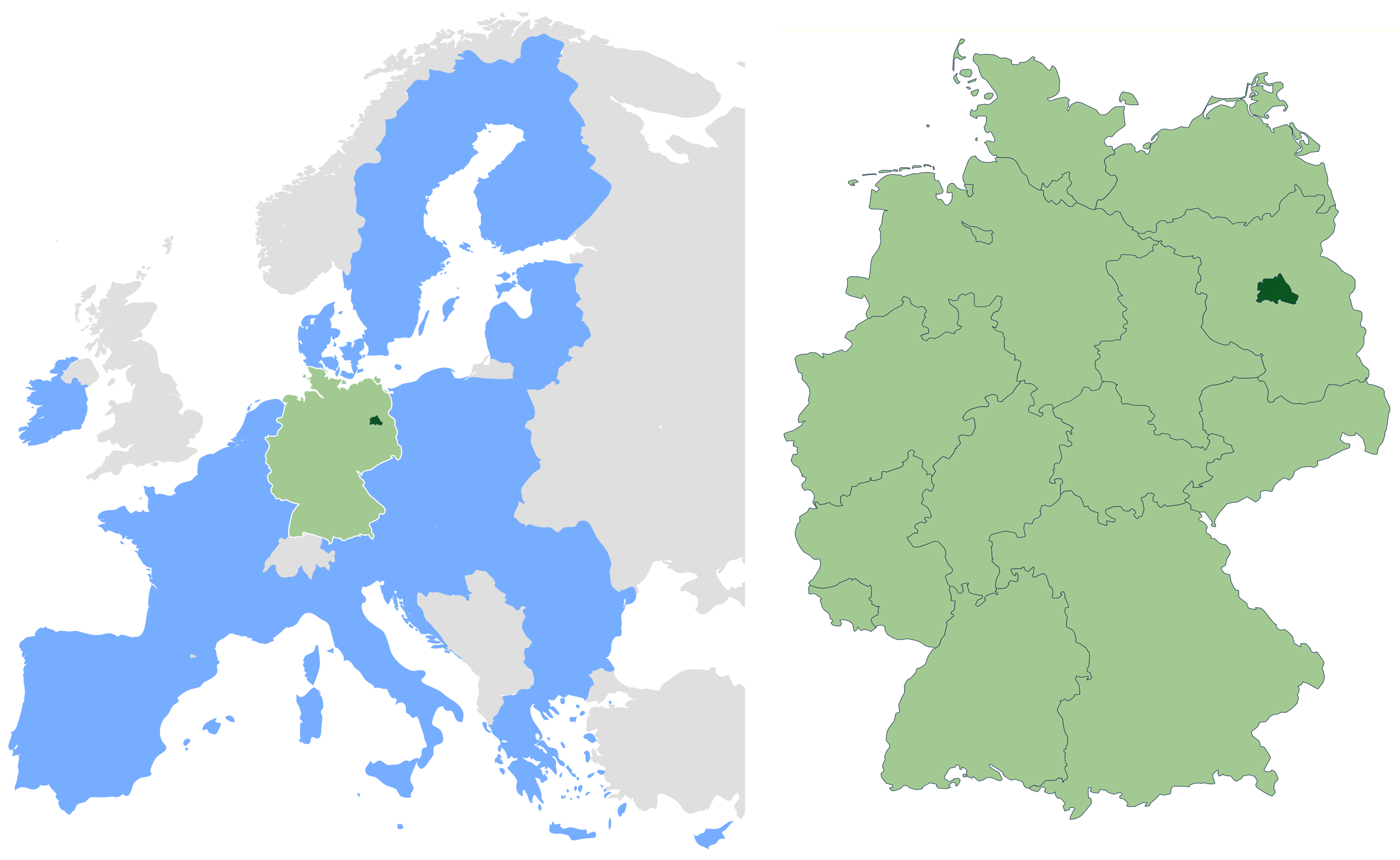
Berlin i Europa

Berlin ligger i Tysklands östra del, ungefär 90 kilometer väster om gränsen till Polen. Staden är ett av sexton förbundsländer i  Tyskland och omsluts helt av det angränsande förbundslandet/delstaten Brandenburg. Staden Berlin fick ursprungligen sina ungefärliga nuvarande gränser i samband med skapandet av Stor-Berlin 1920, då ett stort antal omkringliggande förstäder som tidigare varit självständiga kommuner införlivades i staden. Stadens distrikt fördelades mellan ockupationssektorerna i Västberlin respektive Östberlin under perioden 1945-1990, då Västberlin utgjorde en enklav i den sovjetiska sektorn och Östtyskland, 1961–1989 omringad av Berlinmuren.
Den västra delen av den moderna gränsen mellan Berlin och Brandenburg utgörs till större delen av den historiska sträckningen för Berlinmuren, men vissa gränsförändringar gjordes under ockupationen och i samband med stadens återförening på 1990-talet, bland annat i stadsdelen Staaken.

### Topografi och höjder
Landskapet kring Berlin skapades under den senaste istiden och stadskärnan ligger i en sänka mellan platåerna Barnim och Teltow. De flesta stadsdelarna ligger idag på de nämnda platåerna.
Berlins högsta punkter är Arkenberges deponi i stadens norra utkant (122 meter över havet), Teufelsberg (120,1 meter över havet), som är en ansamling av rasmassor från andra världskriget i västra utkanten av Berlin, och Grosser Müggelberg (115 meter över havet) i stadsdelen Köpenick i östra utkanten av staden. Andra större höjder i centrala Berlin är Humboldthöhe i Humboldthain och Großer Bunkerberg i Volkspark Friedrichshain, båda bestående av rasmassor från andra världskriget, samt Kreuzberg i Viktoriaparken. Den konstgjorda kullen Fliegeberg i södra Berlin var platsen för Otto Lilienthals tidiga glidflygningsexperiment i slutet av 1800-talet.

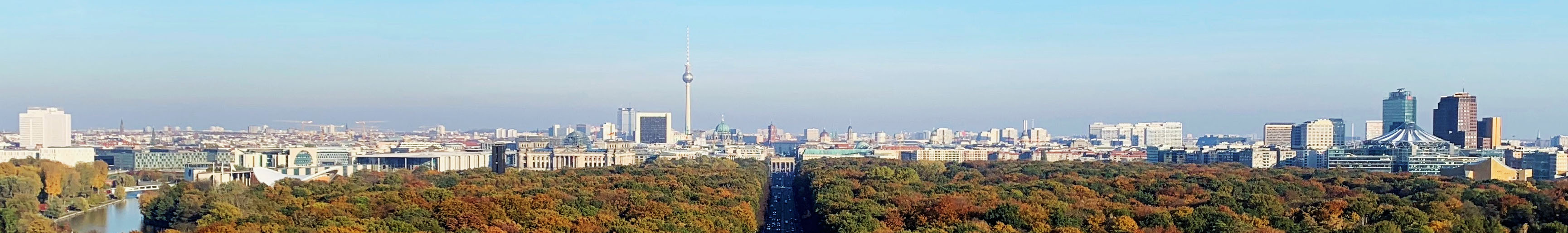
Berlins urbaniserade centrum (2021)

### Vattendrag, kanaler och sjöar

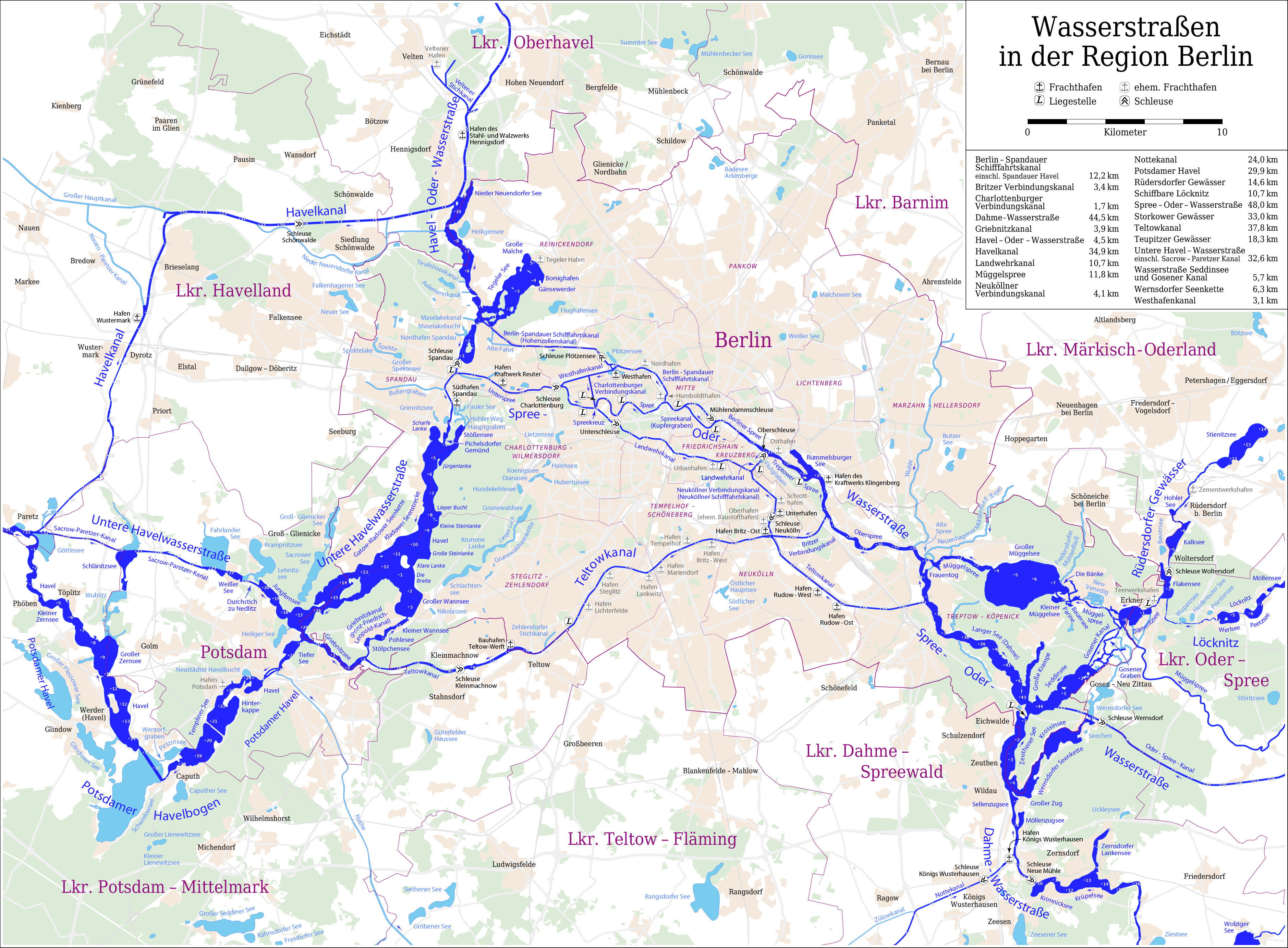
Farbara vattendrag och kanaler i Berlin med omgivningar.

Genom sänkan mellan Barnim- och Teltowplatåerna rinner floden Spree och Berlins centrum ligger vid sänkans smalaste ställe. I Berlins västra delar mynnar Spree ut i floden Havel, som i sin tur rinner genom ett flertal sjöar, bland andra Tegeler See och Grosser Wannsee. Öster och uppströms om stadskärnan bildar Spree sjön Müggelsee. Flera mindre vattendrag ansluter till Spree, bland andra floden Dahme i sydöstra Berlin och bäckarna Wuhle och Panke i norra delen av staden. Bäcken Bäke i sydvästra Berlin är idag till större delen kanaliserad som Teltowkanalen. Vattendragen Havel, Spree och Dahme är farbara för flodsjöfarten i hela sin längd genom Berlin, med slussar vid Spandau och Spreeinsel.

### Klimat
Berlin befinner sig i övergången mellan kust- och inlandsklimat, och uppvisar större temperatursvängningar än mer kustnära områden. Vintern i Berlin kan jämfört med västligare tyska städer vara kallare och nederbördsmängden är över året relativt låg.
Genomsnittliga temperaturer och nederbördsmängder i Berlin, månadsvis, baserat på mätningar 1971–2000:
|                                            | Jan  | Feb  | Mar  | Apr  | Maj  | Jun  | Jul  | Aug  | Sep  | Okt  | Nov  | Dec  |
| ------------------------------------------ | ---- | ---- | ---- | ---- | ---- | ---- | ---- | ---- | ---- | ---- | ---- | ---- |
| Normaldygnets maximitemperaturs medelvärde | 2,9  | 4,2  | 8,5  | 13,2 | 18,9 | 21,6 | 23,7 | 23,6 | 18,8 | 13,4 | 7,1  | 4,4  |
| Normaldygnets minimitemperaturs medelvärde | −1,9 | −1,5 | 1,3  | 4,2  | 9    | 12,3 | 14,3 | 14,1 | 10,6 | 6,4  | 2,2  | −0,4 |
|                                            |      |      |      |      |      |      |      |      |      |      |      |      |
| Nederbörd                                  | 42,3 | 33,3 | 40,5 | 37,1 | 53,8 | 68,7 | 55,5 | 58,2 | 45,1 | 37,3 | 43,6 | 55,3 |

| Diagram | temperaturer i °C • månadsnederbörd i mm | temperaturer i °C • månadsnederbörd i mm | temperaturer i °C • månadsnederbörd i mm | temperaturer i °C • månadsnederbörd i mm | temperaturer i °C • månadsnederbörd i mm | temperaturer i °C • månadsnederbörd i mm | temperaturer i °C • månadsnederbörd i mm | temperaturer i °C • månadsnederbörd i mm | temperaturer i °C • månadsnederbörd i mm | temperaturer i °C • månadsnederbörd i mm | temperaturer i °C • månadsnederbörd i mm | temperaturer i °C • månadsnederbörd i mm |
|         | 42 3 -2                                  | 33 4 -2                                  | 41 9 1                                   | 37 13 4                                  | 54 19 9                                  | 69 22 12                                 | 56 24 14                                 | 58 24 14                                 | 45 19 11                                 | 37 13 6                                  | 44 7 2                                   | 55 4 -0                                  |

Två vindlägen dominerar: främst en stadig västlig vind, som transporterar fuktig havsluft till Berlin och kan uppnå höga vindstyrkor under vintern, men även en sydostlig vind, som transporterar torr inlandsluft till Berlin vid högtryck över Central- och Östeuropa och leder till hetta under sommarmånaderna och kalla vinterdagar under vintern. Detta högtrycksläge ledde under 1900-talet ofta till höga koncentrationer av föroreningar och smog, men effekterna av detta har mildrats efter att avgasfilter och katalysatorer blivit vanligare.
Berlins stadsklimat är relativt jämnt inom staden, på grund av att Berlins yta är relativt platt med små höjdskillnader, men stadsbebyggelsen leder till stora temperaturskillnader mellan bebyggda områden gentemot parker och grönområden och mot den omgivande landsbygden i Brandenburg utanför stadsgränsen. Dessa temperaturskillnader kan maximalt nå upp till omkring 10 grader under sommarnätter.

## Politik

### Huvudstad

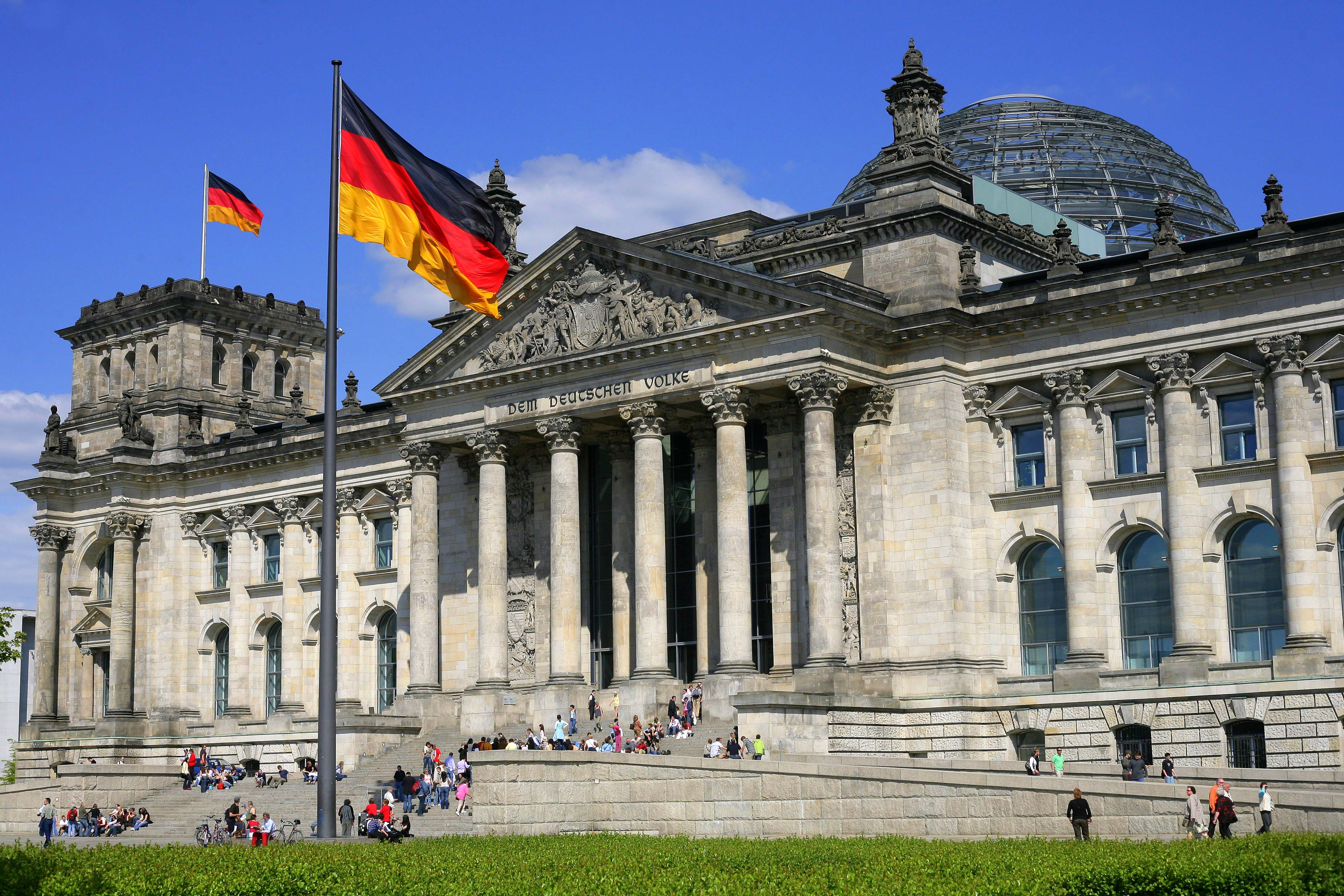
Bundestag
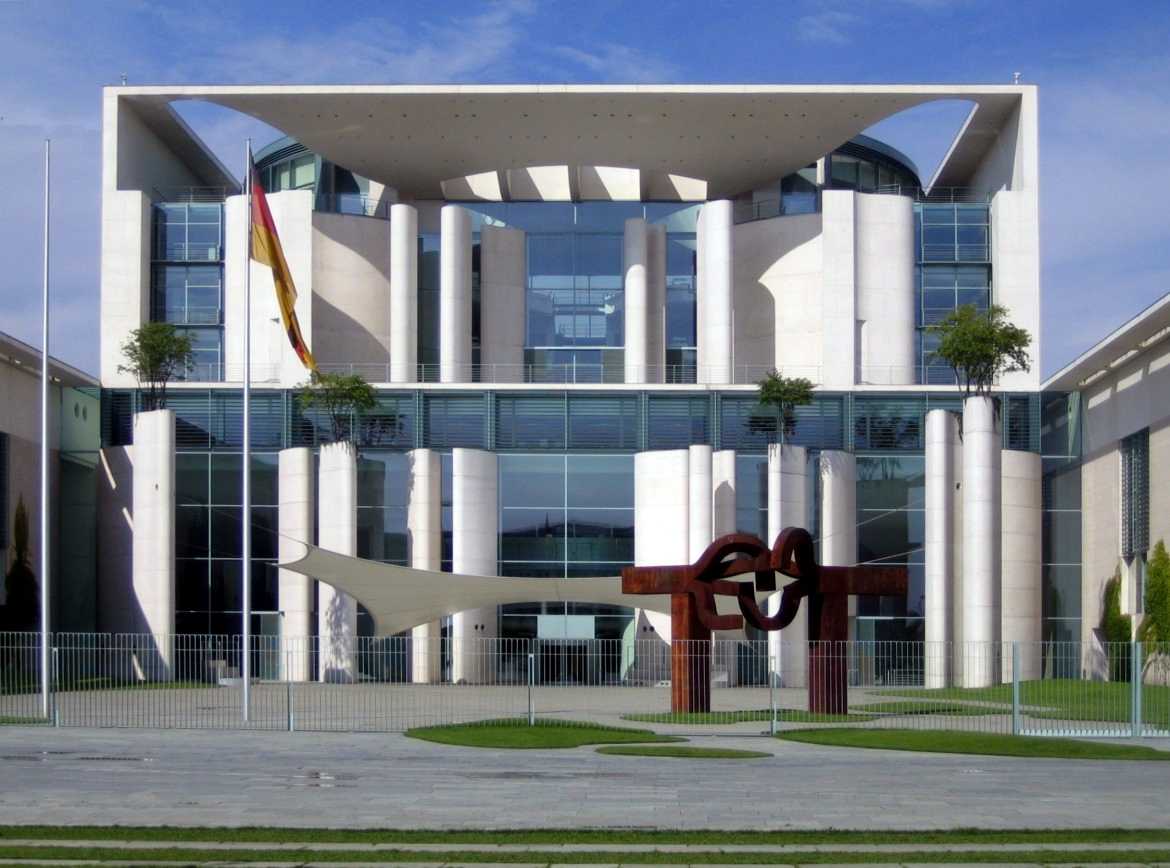
Nya Bundeskanzleramt
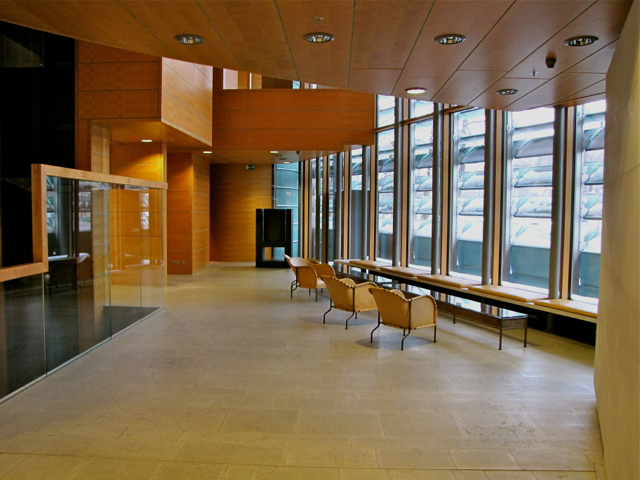
Sveriges ambassad i Berlin

### Förbundslandet (Land Berlin)

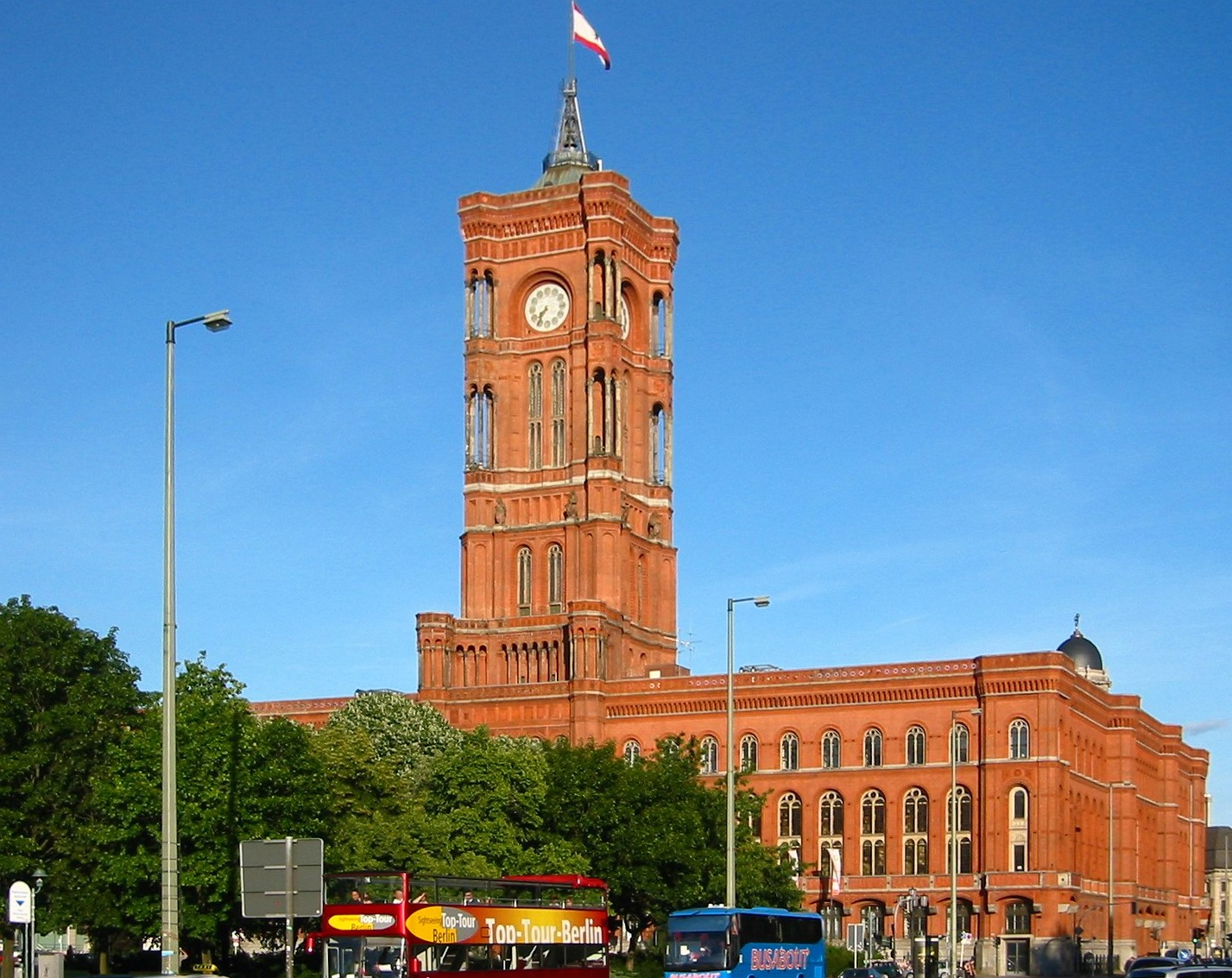
Rotes Rathaus

Berlins parlament, representanthuset, kallas Abgeordnetenhaus von Berlin och i dagsläget (2016) har partierna SPD, CDU, FDP, Die Linke, Bündnis 90/Die Grünen och Alternative für Deutschland representanter i parlamentet. Sedan november 2016 styrs regeringen av en koalition mellan partierna SPD, Die Linke och Bündnis 90/Die Grünen. Regeringen, Berlins senat, består av den regerande borgmästaren (tyska Regierender Bürgermeister) och upp till åtta senatorer. Nuvarande borgmästare är Kai Wegner (CDU).
1996 genomfördes en folkomröstning om ett förslag till sammangående med förbundslandet/delstaten Brandenburg. På grund av att förslaget röstades ner i Brandenburg är Berlin fortfarande ett självständigt förbundsland/delstat. Diskussionen kring förslaget pågår dock fortfarande, inte minst på grund av Berlins prekära ekonomiska situation.
(Till 1991 endast för Västberlin. För Östberlins överborgmästare samt för överborgmästare före 1948, se länken till huvudartikeln närmast ovan.)
- Ernst Reuter (SPD) 1948–1953
- Walther Schreiber (CDU) 1953–1955
- Otto Suhr (SPD) 1955–1957
- Willy Brandt (SPD) 1957–1966
- Heinrich Albertz (SPD) 1966–1967
- Klaus Schütz (SPD) 1967–1977
- Dietrich Stobbe (SPD) 1977–1981
- Hans-Jochen Vogel (SPD) 1981

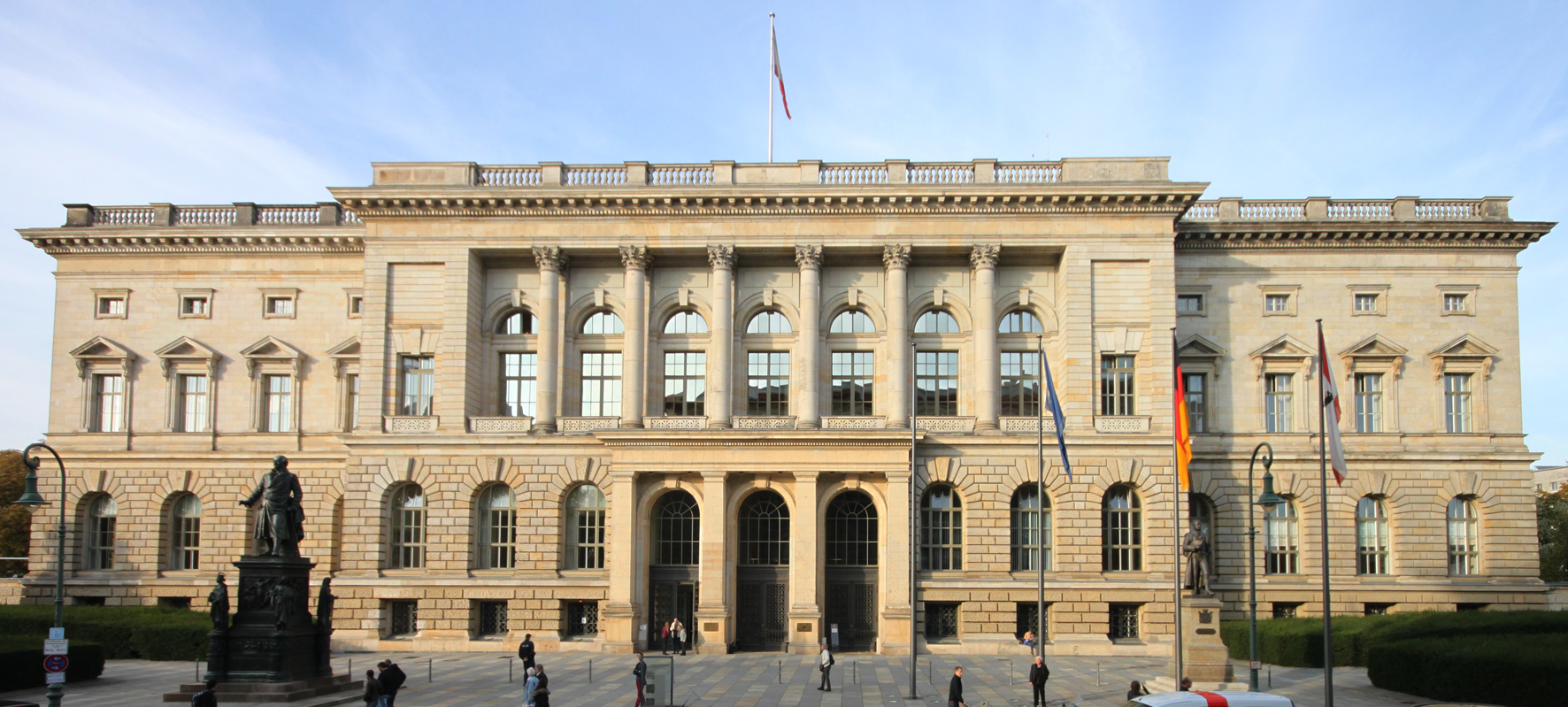
Abgeordnetenhaus

- Richard von Weizsäcker (CDU) 1981–1984
- Eberhard Diepgen (CDU) 1984–1989, 1991–2001
- Walter Momper (SPD) 1989–1991
- Klaus Wowereit (SPD) 2001–2014
- Michael Müller (SPD) 2014–2021
- Franziska Giffey (SPD) 2021–2023
- Kai Wegner (CDU) 2023–

### Stadsdelsområden (Bezirke)
Dagens Berlin har vuxit fram ur ett flertal äldre städer, förorter och byar som efter hand slagits samman och gått ihop till nya administrativa enheter inom Berlin; senast genom en reform 2001. Av detta skäl sammanfaller Berlins historiska stadsdelar och de i dagligt tal använda kvartersnamnen inte alltid med den nuvarande administrativa indelningen i stadsdelsområden.
Efter en reform som beslutades 1998 och som genomfördes den 1 januari 2001 består Berlin av 12 stadsdelsområden (Bezirke).
Varje stadsdelsområde (med en befolkning på i genomsnitt omkring 300 000 personer) har ett eget direktvalt stadsdelsfullmäktige (tyska: Bezirksverordnetenversammlung) och en egen borgmästare (Bürgermeister), som sköter lokala frågor för stadsdelen. Dessa ska inte förväxlas med staden Berlins representanthus (Abgeordnetenhaus) och Berlins regerande borgmästare (Regierender Bürgermeister), som är hela förbundslandet Berlins lagstiftande församling respektive regeringschef.
| Stadsdelsområde            | Invånare 31 dec 2014 | Yta i km² |
| -------------------------- | -------------------- | --------- |
| Charlottenburg-Wilmersdorf | 326 354              | 64,72     |
| Friedrichshain-Kreuzberg   | 275 691              | 20,16     |
| Lichtenberg                | 268 465              | 52,29     |
| Marzahn-Hellersdorf        | 256 173              | 61,74     |
| Mitte                      | 356 506              | 39,47     |
| Neukölln                   | 325 716              | 44,93     |
| Pankow                     | 384 367              | 103,01    |
| Reinickendorf              | 254 000              | 89,46     |
| Spandau                    | 230 419              | 91,91     |
| Steglitz-Zehlendorf        | 299 268              | 102,50    |
| Tempelhof-Schöneberg       | 335 767              | 53,09     |
| Treptow-Köpenick           | 249 440              | 168,42    |

Berlins 12 stadsdelsområden och deras 96 stadsdelar (2019).

Stadsdelsområdena är i sin tur indelade i stadsdelar (Ortsteile) som utgör den lägsta administrativa indelningen. Dessa kan variera i storlek och har inga direktvalda politiska organ. Ytterligare underindelningar görs för valkretsar till lokalvalen i stadsdelsområdena.

### Vänorter
Land Berlin
Berlins vänorter:
| USA       | Los Angeles, USA (1967)  | Ungern     | Budapest, Ungern (1992)     | Japan          | Tokyo, Japan (1994)            |
| Frankrike | Paris, Frankrike (1987)  | Belgien    | Bryssel, Belgien (1992)     | Argentina      | Buenos Aires, Argentina (1994) |
| Spanien   | Madrid, Spanien (1988)   | Indonesien | Jakarta, Indonesien (1993)  | Tjeckien       | Prag, Tjeckien (1995)          |
| Turkiet   | Istanbul, Turkiet (1989) | Uzbekistan | Tasjkent, Uzbekistan (1993) | Namibia        | Windhoek, Namibia (2000)       |
| Ryssland  | Moskva, Ryssland (1991)  | Mexiko     | Mexico City, Mexiko (1993)  | Storbritannien | London, Storbritannien (2000)  |
| Polen     | Warszawa, Polen (1991)   | Kina       | Peking, Kina (1994)         | Ukraina        | Kiev, Ukraina (2023)           |

Berlins stadsdelsområden
Alla stadsdelsområden har också sina vänorter. Här listas de nordiska vänorterna:
Charlottenburg-Wilmersdorf:

 Gladsaxe, Danmark (sedan 1968, först Wilmersdorf)
Steglitz-Zehlendorf:

 Brøndby, Danmark (1968)

 Ronneby, Sverige (1968 eller 1976)

## Befolkning

Berlins befolkningsutveckling 1880–2016.
År 1920 ökade befolkningen kraftigt på grund av att stadens gränser utvidgades till att även omfatta förstäderna i Stor-Berlin.

Berlins tätort har 4,8 miljoner invånare (2023), där staden inom förbundslandet Berlin har mer än 3,7 miljoner invånare. 
Fram till 1600-talet var befolkningen i Berlinområdet inte så talrik, för att dessutom halveras under trettioåriga kriget. Kurfursten Fredrik Vilhelm I av Brandenburg såg till att locka många hantverkskunniga hugenotter från Frankrike att invandra och sysselsätta sig i regionen. Från 1648, efter trettioåriga kriget, ökade Berlins befolkning från cirka 6 000 till 57 000 invånare år 1709. År 1740 utnämndes Berlin till storstad och 1875 hade staden över en miljon invånare. Berlins ställning som administrativt och kulturellt centrum lockad fler tyskar, liksom utlänningar, att bosätta sig i staden. Under mitten av 1800-talet, i samband med den industriella revolutionen, invandrade många människor från Östeuropa, bland annat från Polen och Ryssland.

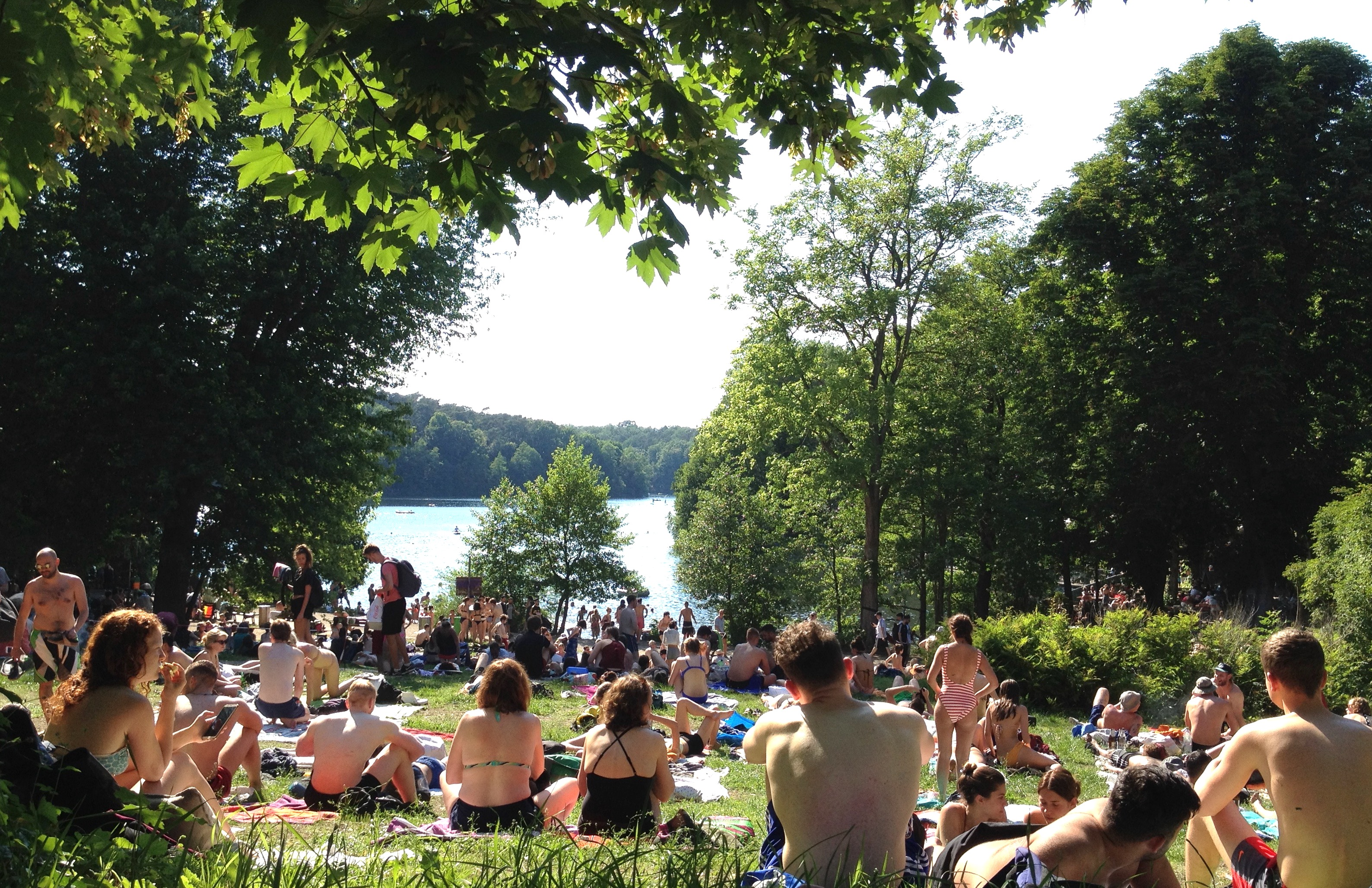
Badande vid Schlachtensee

1920 blev många intilliggande städer och byar som tidigare varit självständiga en del av det nya Stor-Berlin och invånarantalet ökade därmed till över 4 miljoner. Under andra världskriget minskade Berlins befolkning och har därefter legat mellan 3,1 och 3,5 miljoner invånare. Många valde dessutom att lämna Västberlin då stadens framtid var oviss och kom att ligga som en utsatt enklav i Östtyskland. Unga män från Västtyskland flyttade däremot till Västberlin på grund av att staden inte krävde värnplikt.
Med början på 1960-talet skedde en stor arbetskraftsinvandring till Västberlin från Turkiet, samtidigt som Östberlin tog emot många  från Vietnam. Från 1980-talet och framåt har invandrare även kommit till Berlin från Afrika och Mellanöstern. Precis som under 1800-talet har också en rysk minoritet åter vuxit fram i staden, tillsammans med flera andra befolkningsgrupper. Efter murens fall (räknat från 1991) lämnade 1,7 miljoner personer staden och samtidigt flyttade 1,8 miljoner från andra regioner till Berlin.

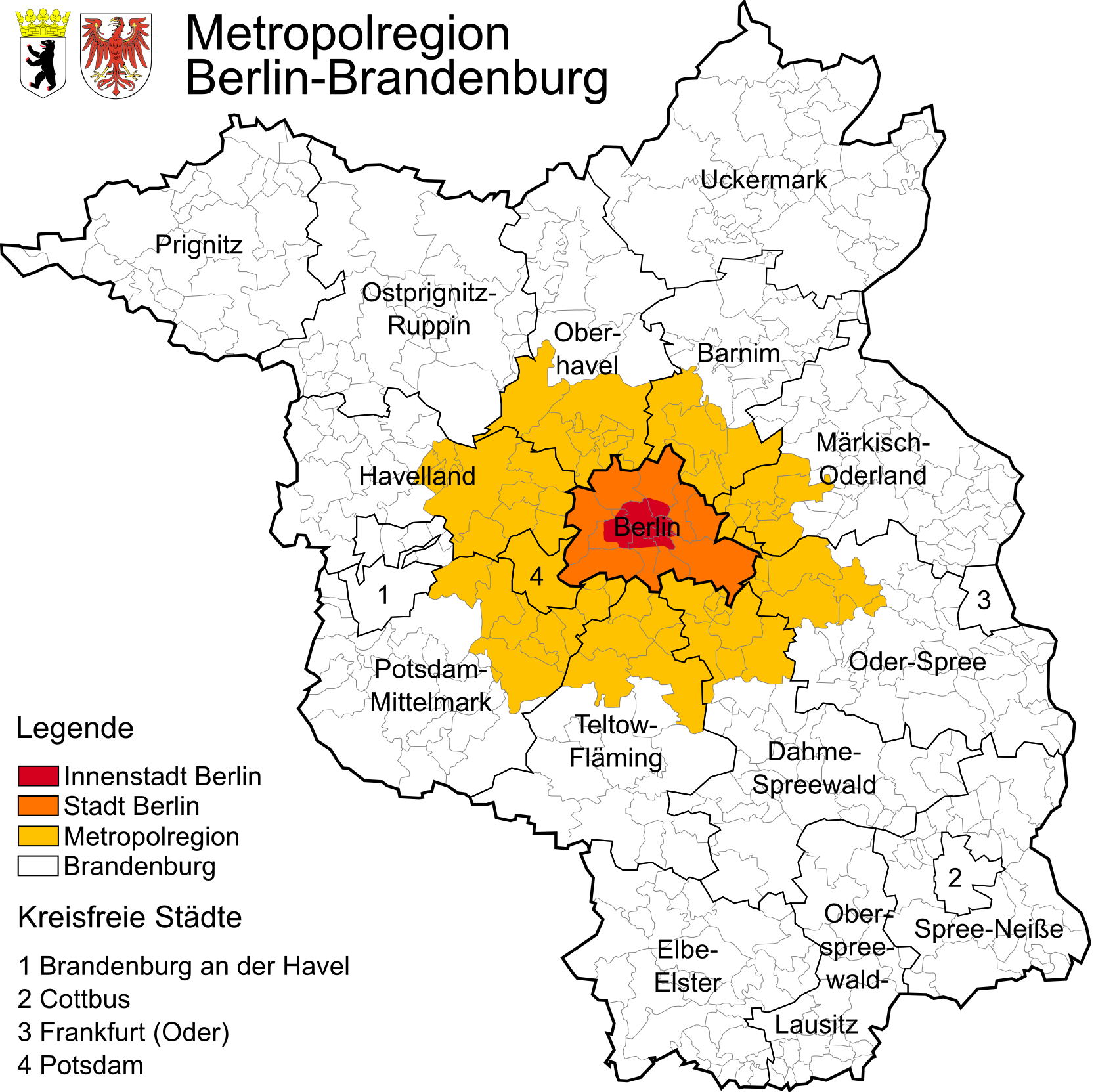
Storstadsregionen Berlin-Brandenburg. Berlins storstadsområde, dess Stadt-Umland-Zusammenhang (SUZ), är gulmarkerat för dess utsträckning inom Brandenburg.

Folkräkningen Zensus 2011 visade att Berlin hade 3 292 365 invånare den 9 maj 2011. Det innebar att man måste skriva ned antalet med nästan 180 000 personer jämfört med de tidigare uppskattningarna, som gjordes genom framräkningar från drygt tjugo år gamla folkräkningsdata. Berlins befolkning den 31 december 2015 har, med inkludering av data från Zensus 2011, beräknats till 3,52 miljoner invånare. 2023 hade Berlin 3,78 miljoner invånare.

### Storstadsområdet
Berlin är ett viktigt centrum för sysselsättning, handel, kultur och utbildning, vilket gör att många människor i den omgivande regionen dagligen pendlar in till staden och dess närmaste omgivningar. Berlins tätort och huvudsakliga pendlingsområde omfattar Berlin, Potsdam samt ytterligare 49 städer och kommuner, med totalt 4,8 miljoner invånare. Större förorter är bland annat Potsdam samt Bernau bei Berlin, Falkensee, Königs Wusterhausen och Oranienburg.
År 2009 beslutades om en ny definition av Berlins storstadsområde. Det tidigare "engerer Verflechtungsraum", som inkluderade 63 kommuner runt om Berlin, ersattes av ett något snävare definierat "Stadt-Umland-Zusammenhang" med Berlin och 50 omgivande kommuner, Potsdam inkluderat. Det inkluderade storstadsområdet utanför själva Berlins gränser, kallat "Berliner Umland", tillhör förbundslandet Brandenburg och upptar en yta av 2864,4 km² med ca 1 miljon invånare (2023), vilket ger en befolkning på 4,8 miljoner i ett storstadsområde som täcker 3756,1 km².
Därutöver används också begreppet Storstadsregionen Berlin-Brandenburg, även kallad "Huvudstadsregionen Berlin-Brandenburg", på tyska "Hauptstadtregion Berlin-Brandenburg". Denna omfattar Berlin och de tätbebyggda förorterna i Brandenburg, med totalt 6,3 miljoner invånare (2023).
Demographia definierar Berlins tätort som ett tätbebyggt område med en yta av 1368 km² och mer än 4 miljoner invånare (enligt 2022 års beräkning).

## Arkitektur

### Centrum
Brandenburger Tor byggdes mellan 1788 och 1791 efter ritningar av Carl Gotthard Langhans och står idag som en världskänd symbol för Berlin. Den hämtar inspiration från propyléerna i Aten och kröns av en staty av Johann Gottfried Schadow, föreställande en quadriga vilken framförs av segergudinnan Victoria. Under Berlins delning efter andra världskriget låg Brandenburger Tor vid gränsmuren mellan de bägge stadshälfterna. Väster om porten finns den stora stadsparken Tiergarten och monumentet Siegessäule som man även kan gå upp i. Strax norr om Brandenburger Tor ligger riksdagshuset samt Berlins kvarter med de tyska regeringsdepartementen. Tysklands förbundspresident har sitt säte i Schloss Bellevue invid floden Spree.

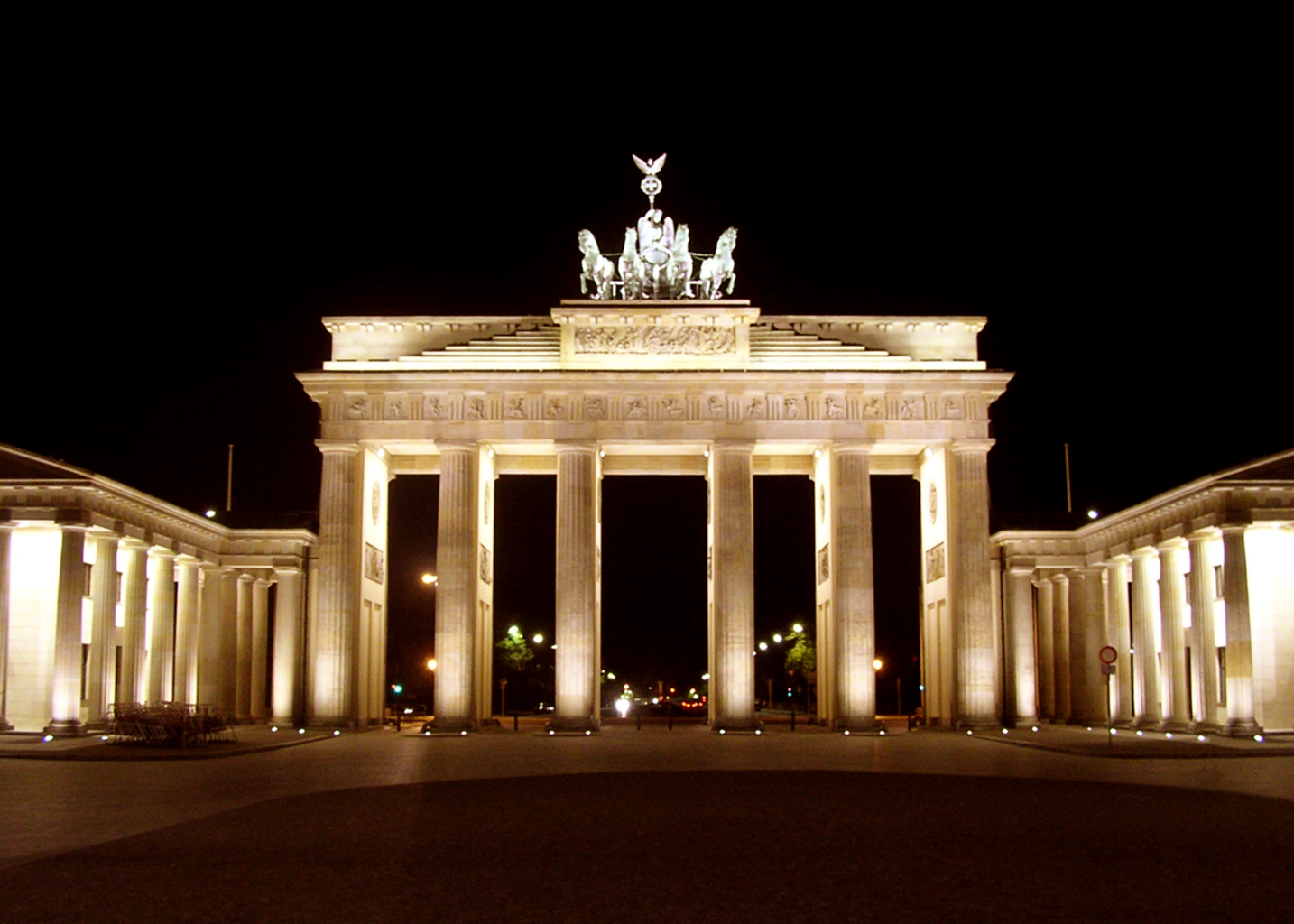
Brandenburger Tor

Öster om Tiergarten och Brandenburger Tor ansluter paradgatan Unter den Linden, som sträcker sig fram till torget Schloßplatz och kyrkan Berliner Dom. Längs Unter den Linden finner man bland annat Bebelplatz, operan Deutsche Staatsoper som byggdes 1743 i rokokostil, Tysklands största bibliotek, den stora vapenkammaren (Zeughaus) som idag inrymmer Deutsches Historisches Museum samt kyrkan Hedwigs-Kathedrale som är säte för Berlins katolska stift. Här finns även Berlins första universitet, Humboldt-Universität, där många världskända tyska vetenskapsmän har studerat eller forskat. En bit längre söderut ligger torget Gendarmenmarkt med bland annat ett konserthus och två kyrkor som under 1600-talet var centrum för stadens hugenotter.
Längs den välkända avenyn Kurfürstendamm (Ku'damm), i det tidigare Västberlins centrum, finns talrika hotell, affärer och restauranger. I dess östra ände står Kaiser-Wilhelm-Gedächtniskirche kvar med de stora skador som kyrkan fick under andra världskriget. I närheten hittar man KaDeWe (Kaufhaus des Westens), som är Europas näst största varuhus efter Harrod's i London. Området mellan KaDeWe på Wittenbergplatz förbi Breitscheidplatz och ner på Kurfürstendamm är det kommersiella centrumet i västra Berlin. Många turister besöker även djurparken Zoologischer Garten som ligger bredvid järnvägsstationen med samma namn.
Runt Oranienburger Straße i stadsdelen Mitte levde före andra världskriget många judar och deras andliga centrum var synagogan från 1866. Byggnaden fick stora skador under andra världskriget men återuppbyggdes. Norr om synagogan ligger Berlins äldsta judiska begravningsplats. Jüdisches Museum Berlin hittar man däremot i stadsdelen Kreuzberg. I närheten av Oranienburger Straße ligger torget Hackescher Markt med många restauranger, uteserveringar och evenemang.
Öster om floden Spree ligger det stora torget Alexanderplatz (i folkmun "Alex") med många affärer och restauranger. En välkänd mötesplats är världstidsklockan (Weltzeituhr) och alldeles bredvid reser sig TV-tornet (Fernsehturm), som med sina 368 meter är Tysklands högsta byggnad (2016). Alexanderplatz var centrum i Östberlin under DDR-tiden. Även Berlins parlamentsbyggnad (Rotes Rathaus) finns i området och kvarteret Nikolaiviertel tillhör stadens äldsta delar. Den som vill uppleva vardagen i DDR hittar till DDR-Museum. I hotellet SAS Radisson kan man åka hiss igenom ett jättestort akvarium. I dagsläget är trendiga Prenzlauer Berg med affärsgatan Schönhauser Allee samt även Friedrichshain i östra Berlin några av de mest populära stadsdelarna.

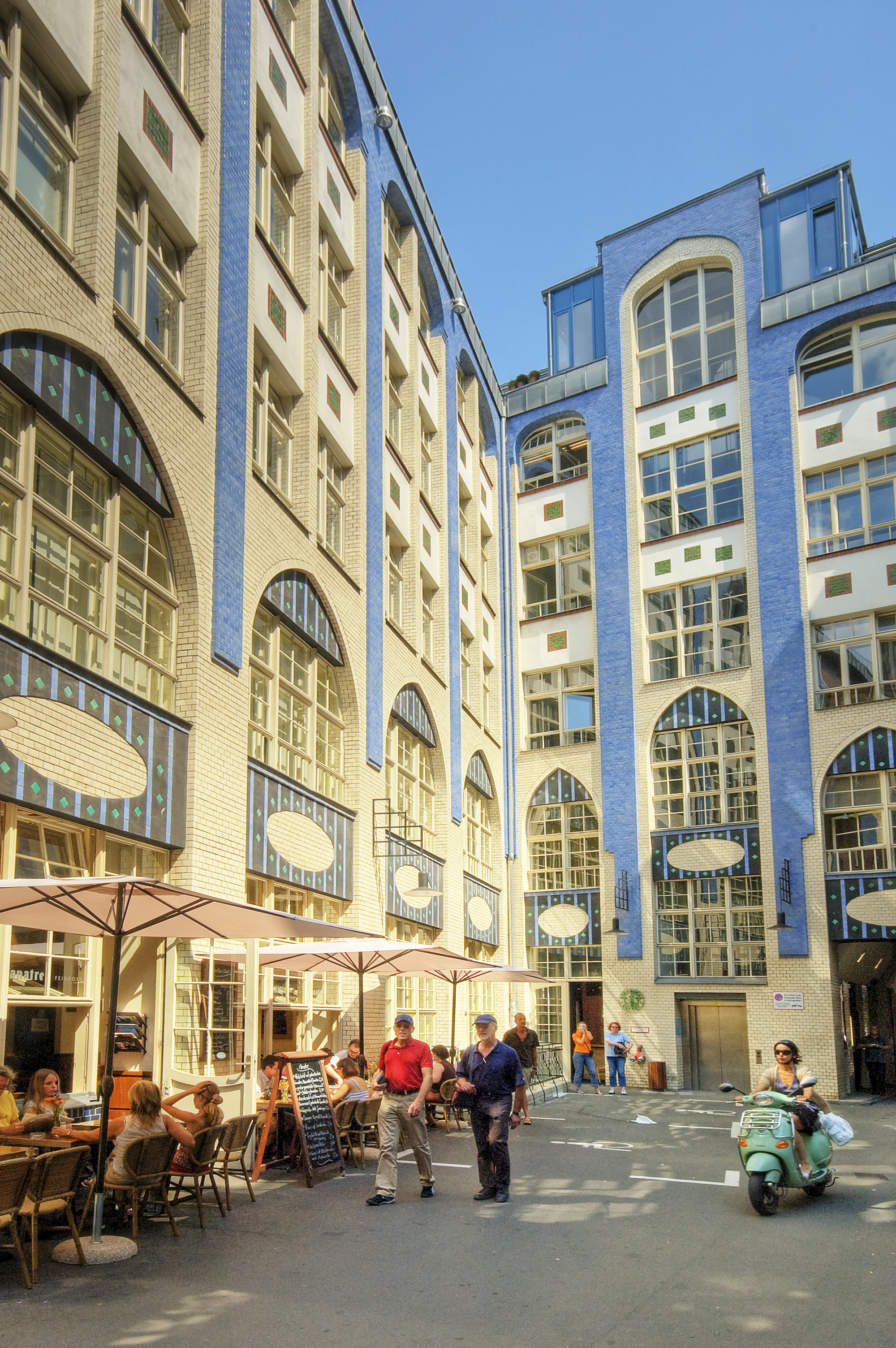
Hackesche Höfe
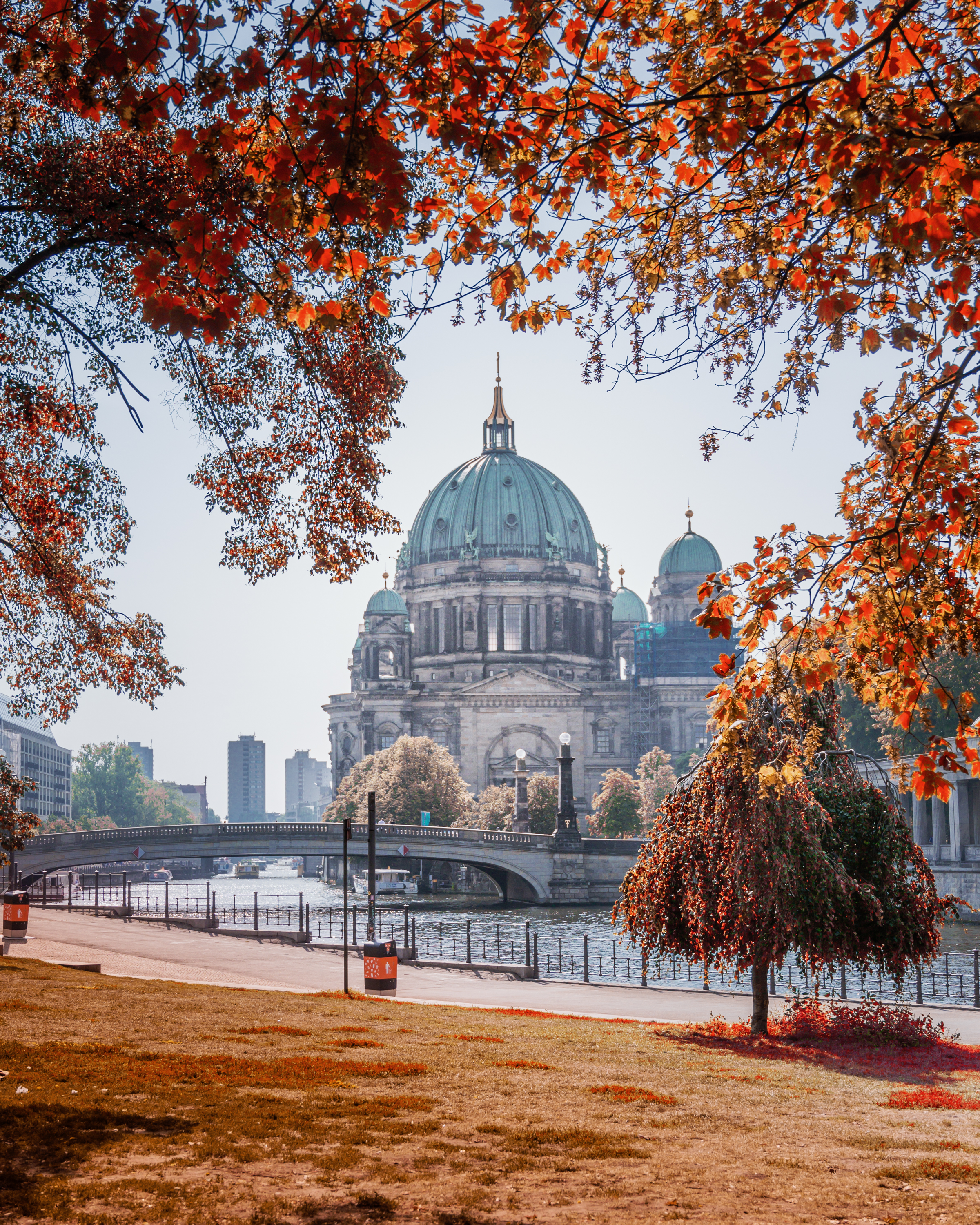
Berliner Dom
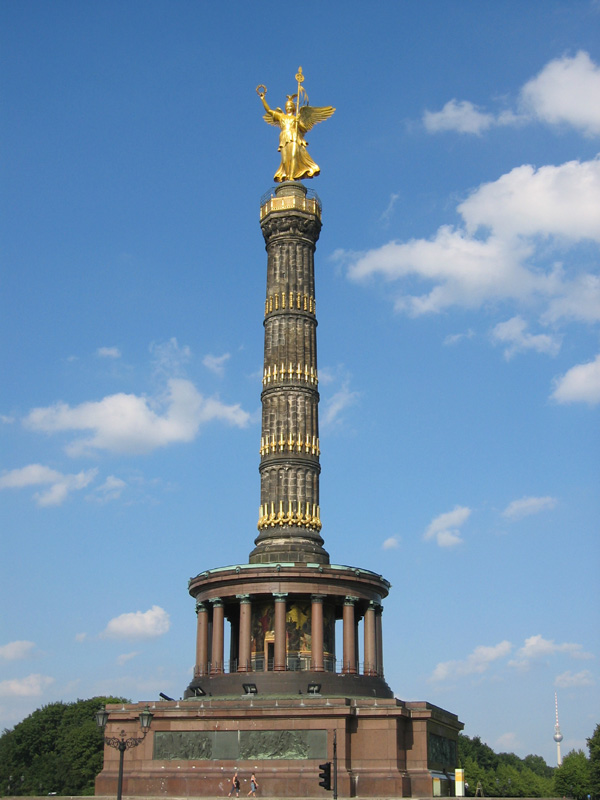
Siegessäule
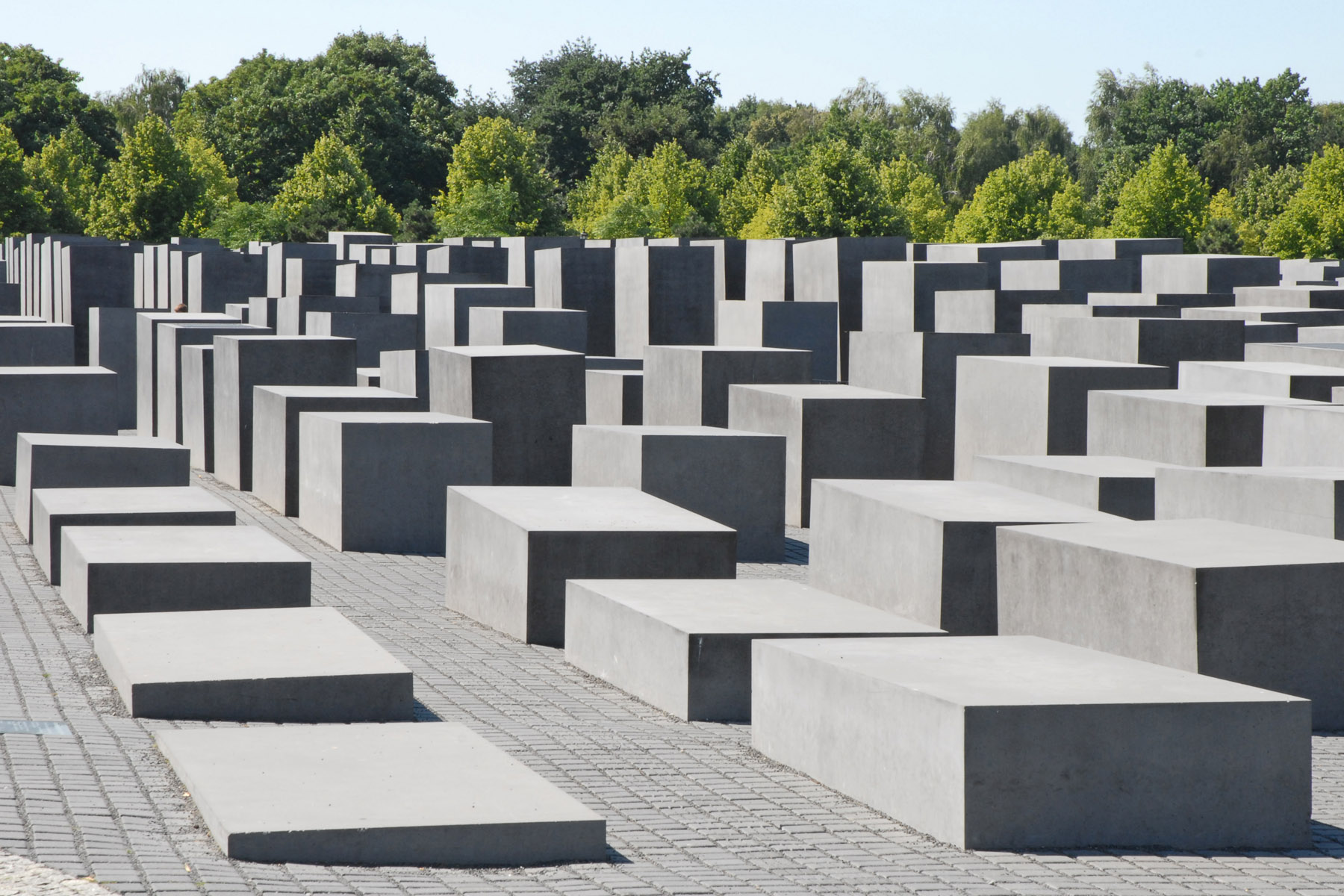
Förintelsemonumentet
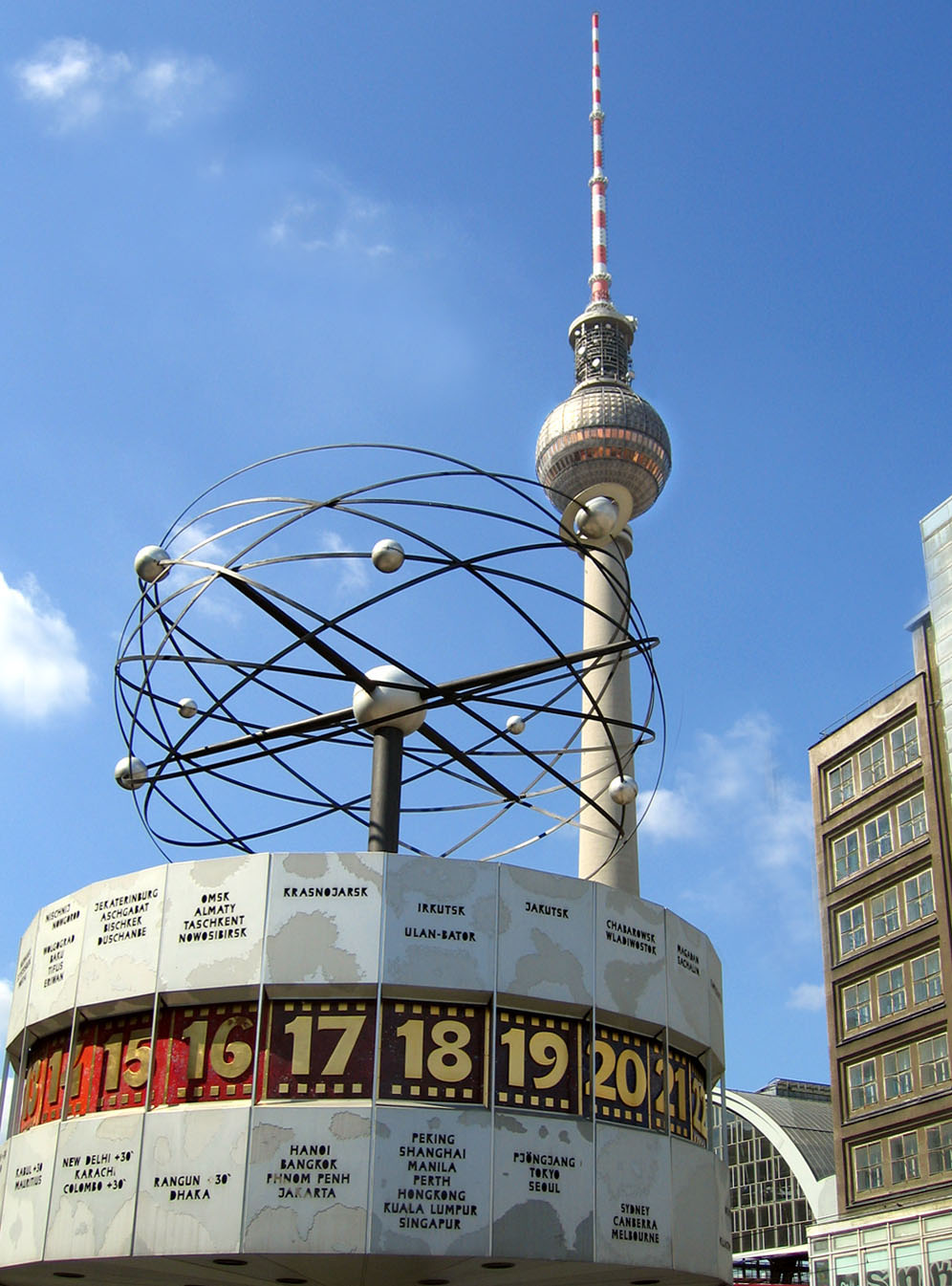
Fernsehturm

Potsdamer Platz anlades under Fredrik Vilhelm I av Preussen och var länge en knutpunkt för de större vägarna mellan Berlins olika delar. Andra världskrigets bombningar lade området i ruiner och under fyrtio år låg det helt öde i det så kallade ”ingenmansland” invid Berlinmuren. Idag ser man murens sträckning genom en linje med gatstenar som har placerats i asfalten. Sedan 1990-talet har Potsdamer Platz rest sig som en ny stadsdel med postmodernistiska skyskrapor och shoppingcenter i betong och glas, däribland byggnadskomplexet Sony Center. 
I området mellan Potsdamer Platz och Pariser Platz, där Brandenburger Tor är beläget, ligger det enorma Denkmal für die ermordeten Juden Europas. Det är ett spektakulärt minnesmärke över Europas mördade judar, bestående av ett stort antal rektangulära betongblock. Längs gatan In den Ministergärten ligger flera tyska förbundsländers/delstaters representationskontor. 
Av Berlinmuren finns idag bara några korta avsnitt kvar. Mest känd är sträckan mellan Warschauer Straße och Ostbahnhof, som bär namnet East Side Gallery och är utsmyckad med målningar av olika konstnärer. Den berömda gränsstationen Checkpoint Charlie har monterats ned från sitt ursprungliga läge och står nu utanför Mauermuseum, som visar alla flyktförsök under och över muren, på Friedrichsstraße.
I stadsdelen Charlottenburg finns Charlottenburgs slott med en stor park i anslutning samt Berlins Olympiastadion från 1936. Bredvid slottet Charlottenburg finns även flera mindre slott i stadsdelen Zehlendorf. Dessa blev 1990 tillsammans med olika slott kring staden Potsdam upptagna på Unescos världsarvslista. Andra världsarv i staden är Berlins modernistiska bostadsområden som består av 6 olika kvarter samt Museumsinsel (se under museer).

### Parker och sjöar
I Berlins östra och västra stadsdelar finns stora skogsområden och i stadens centrum förekommer stora parkanläggningar. Vid de flesta gator finns träd längs vägkanten och på så sätt är Berlin en förvånansvärt grön stad.
Tiergarten är med 210 hektar Berlins näst största park och ligger väster om Brandenburger Tor. Parken var tidigare en skog där preussiska adelsmän red eller jagade. Under Fredrik II av Preussen blev området omgestaltad och liknar idag mer en trädgård. Parken genomskärs från öst till väst av en stor väg, Strasse des 17. Juni, som korsar vid rondellen Großer Stern några mindre vägar. I rondellens mitt står minnesmärket Siegessäule som restes efter Tysklands enande och de tre krig som fördes 1864-1871. Straße des 17. Juni var under många år platsen där technofestivalen Love Parade ägde rum.
En av Kreuzbergs mest kända och omtyckta parker är Viktoriapark, som har vattenfall samt utsiktsplattform med vy över södra Berlin. Andra vackra parker i Berlin är Rudolph-Wilde-Park i Schöneberg samt Volkspark Friedrichshain i Friedrichshain.

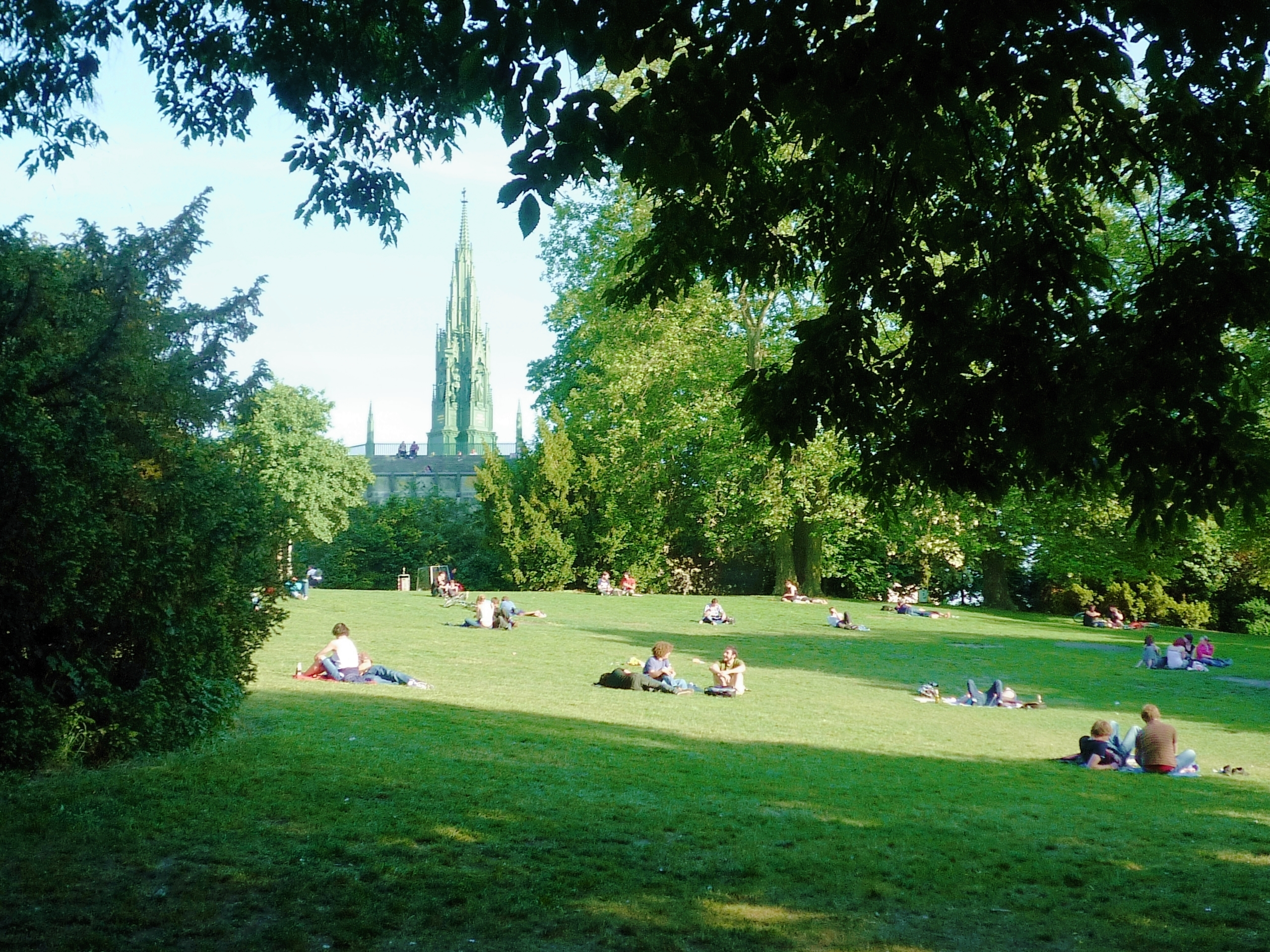
Viktoriapark
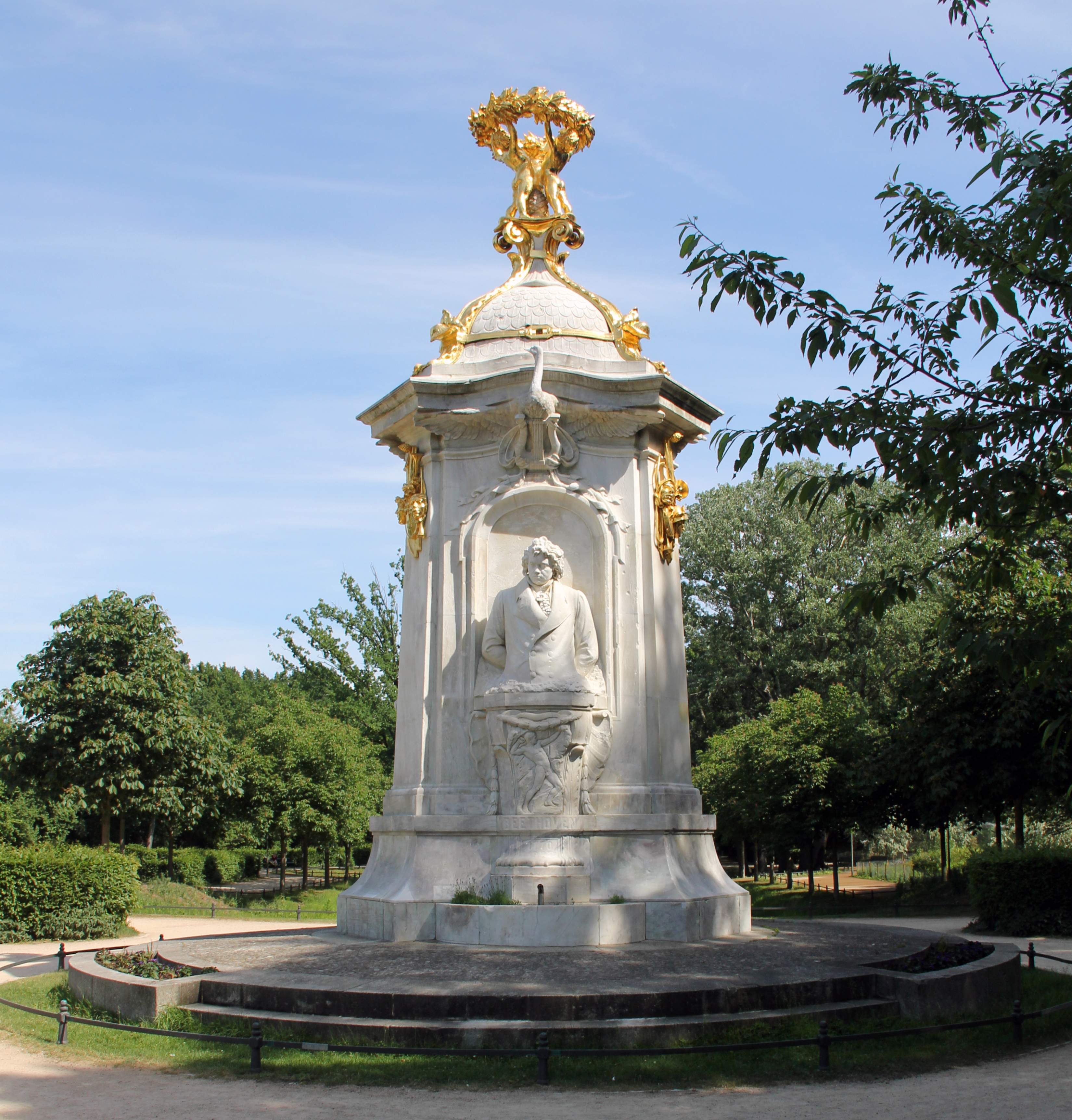
Tiergarten
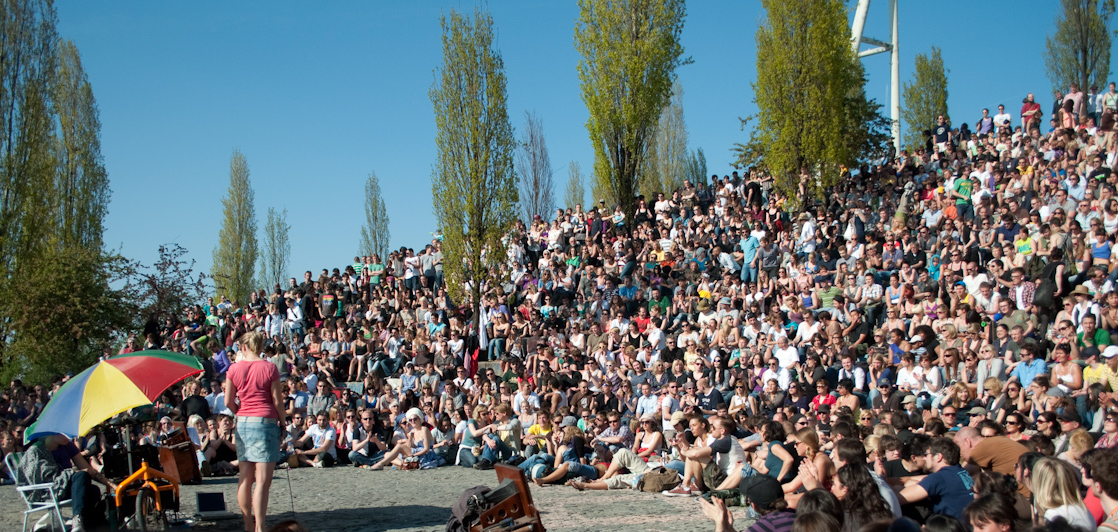
Mauerpark

På den nedlagda flygplatsen Berlin-Tempelhofs område, Tempelhofer Feld, ligger idag Tempelhofer Freiheit, eller Tempelhofer Park, som med sina 300 hektar är Berlins största park- och rekreationsområde.
En annan betydande parkanläggning är Treptower Park i Berlins sydöstra delar. I denna park ligger ett stort sovjetiskt monument över stupade soldater i röda armén under andra världskriget.
Ett viktigt rekreationsområde är Berlins botaniska trädgård i stadsdelen Lichterfelde. Med en yta av över 43 hektar och ungefär 22 000 olika växter är denna park Europas största botaniska trädgård. Här finns även ett av världens största tropiska växthus. Byggnaden är 60 meter lång, 30 meter bred och 25 meter hög.
När berlinarna vill bada utomhus och roa sig med vattensporter beger de sig gärna till Wannsee och Nikolassee i stadens sydvästra del eller Grünau och Köpenick i östra delen av staden.

### Brandenburg

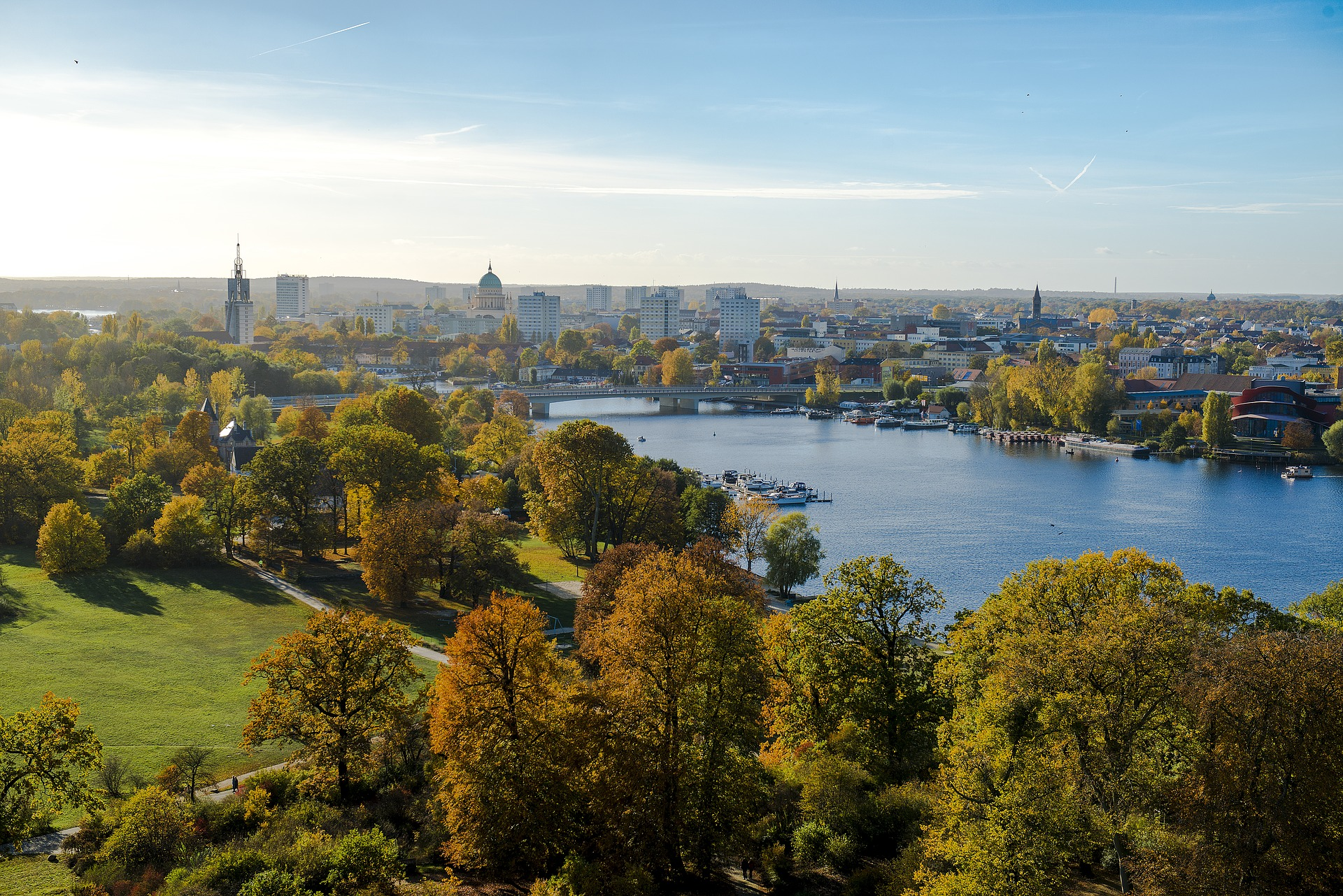
Potsdam

Sydväst om Berlin ligger den gamla preussiska kungliga residensstaden Potsdam, vars palats och parker av Unesco utnämnts till världsarv.
Sydost om Berlin ligger det stora och oerhört populära grönområdet Spreewald, som bland annat erbjuder rogivande båtfärder genom lummig växtlighet på smala kanaler samt god mat och dryck på otaliga idylliska små platser. I orten Brand söder om Berlin finns Europas största äventyrsbad och nöjeskomplex, Tropical Islands, samt äventyrsbadet Spreewelten i Lübbenau, där man kan bada med pingviner.
Norr om Berlin ligger äventyrsbadet TURM i staden Oranienburg samt även Sachsenhausen, ett av de koncentrationsläger som nazisterna upprättade. Lägret är idag museum och minnesplats.
Förutom Potsdam, som ligger omedelbart utanför Berlins stadsgräns, kan man inom ett par timmar med tåg eller på väg nå de närbelägna storstäderna Leipzig och Dresden i Sachsen, Halle an der Saale och Magdeburg i Sachsen-Anhalt och Cottbus i Brandenburg, samt Szczecin, Zielona Góra och Gorzów Wielkopolski i Polen. Med storstad avses i Tyskland städer med mer än 100 000 invånare.

## Ekonomi

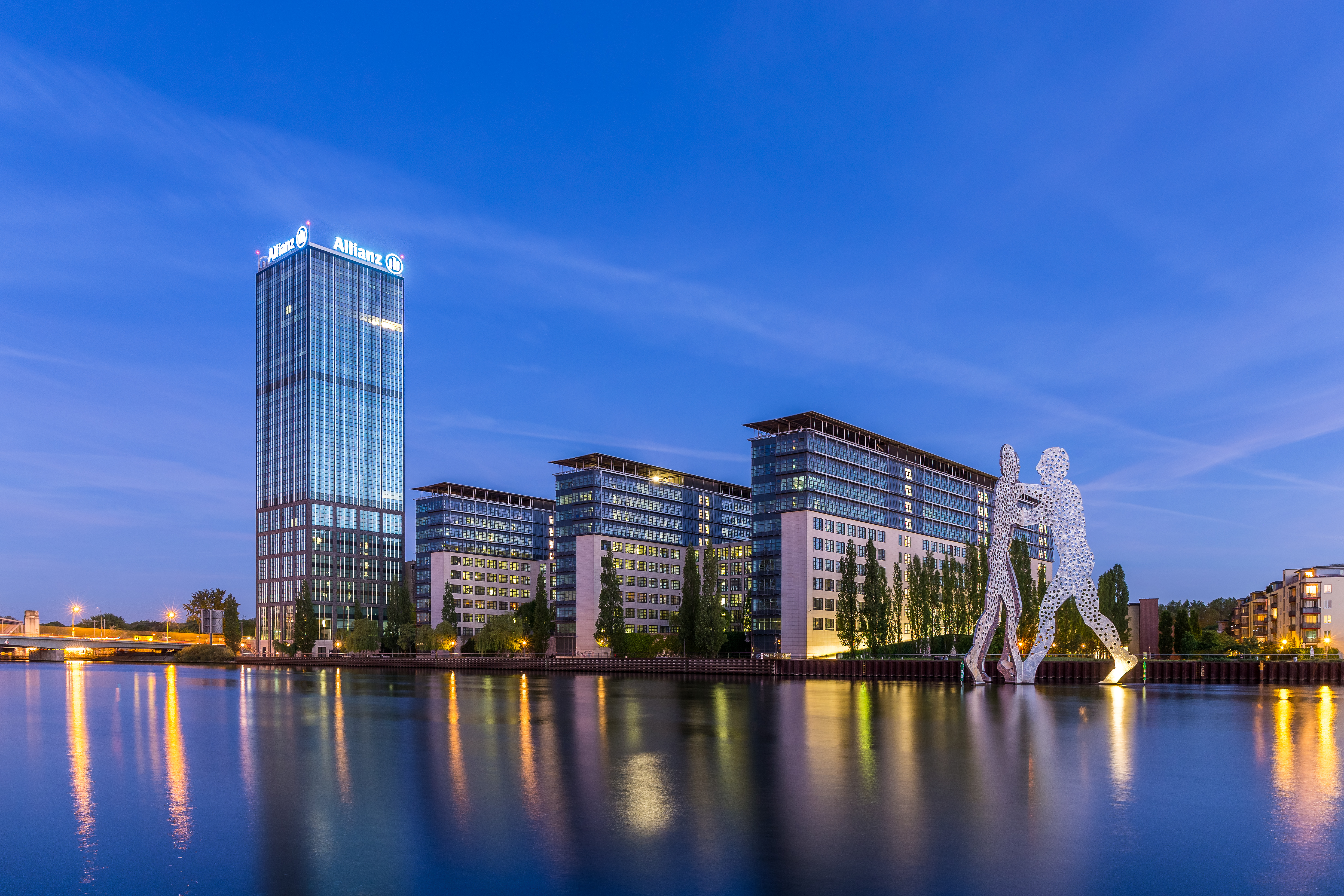
Treptowers och Molekylmännen.

Sedan Berlin återförenades och blev huvudstad har flera storkoncerner flyttat sina huvudkontor hit, och ett flertal statliga departement har flyttat från Bonn. Arbetsmarknaden har sedan återföreningen blivit alltmer inriktad på tjänstesektorn.
Berlin ligger i topp vad gäller nystart av företag och tillskott av investeringskapital till dessa. En stor del av de nystartade företagen är verksamma inom kunskapsintensiva områden, såsom forskning, och närmare hälften startas av personer födda utanför Tyskland.
Många av de industrier som tidigare fanns i Östberlin försvann efter återföreningen och det tidigare Västberlin hade länge varit relativt otillgängligt och därför inte attraherat stora företag. Ett undantag är den stora läkemedelskoncernen Schering som varit kvar i Berlin genom alla år. Andra företag lämnade delvis Berlin, bland annat Siemens som grundades här flyttade huvudkontoret till München. Siemens har dock kvar stora delar av verksamheten i Siemensstadt och är fortfarande Berlins största privata arbetsgivare. 
Berlin har blivit den nya tech- och startup-staden i Europa, vilket har skapat en mycket speciell miljö. Eftersom Berlin har fått ett rykte som ledande tech startup-stad i Europa, har flera affärsänglar börjat rikta blicken mot staden.

### Ekonomiska sektorer
Berlins ekonomi domineras av tjänstesektorn, med cirka 84 % av alla företag som gör affärer inom tjänster. Viktiga ekonomiska sektorer i Berlin inkluderar biovetenskap, transport, informations- och kommunikationsteknik, media och musik, reklam och design, bioteknik, miljötjänster, konstruktion, e-handel, detaljhandel, hotellverksamhet och medicinteknik.

### Arbetsgivare

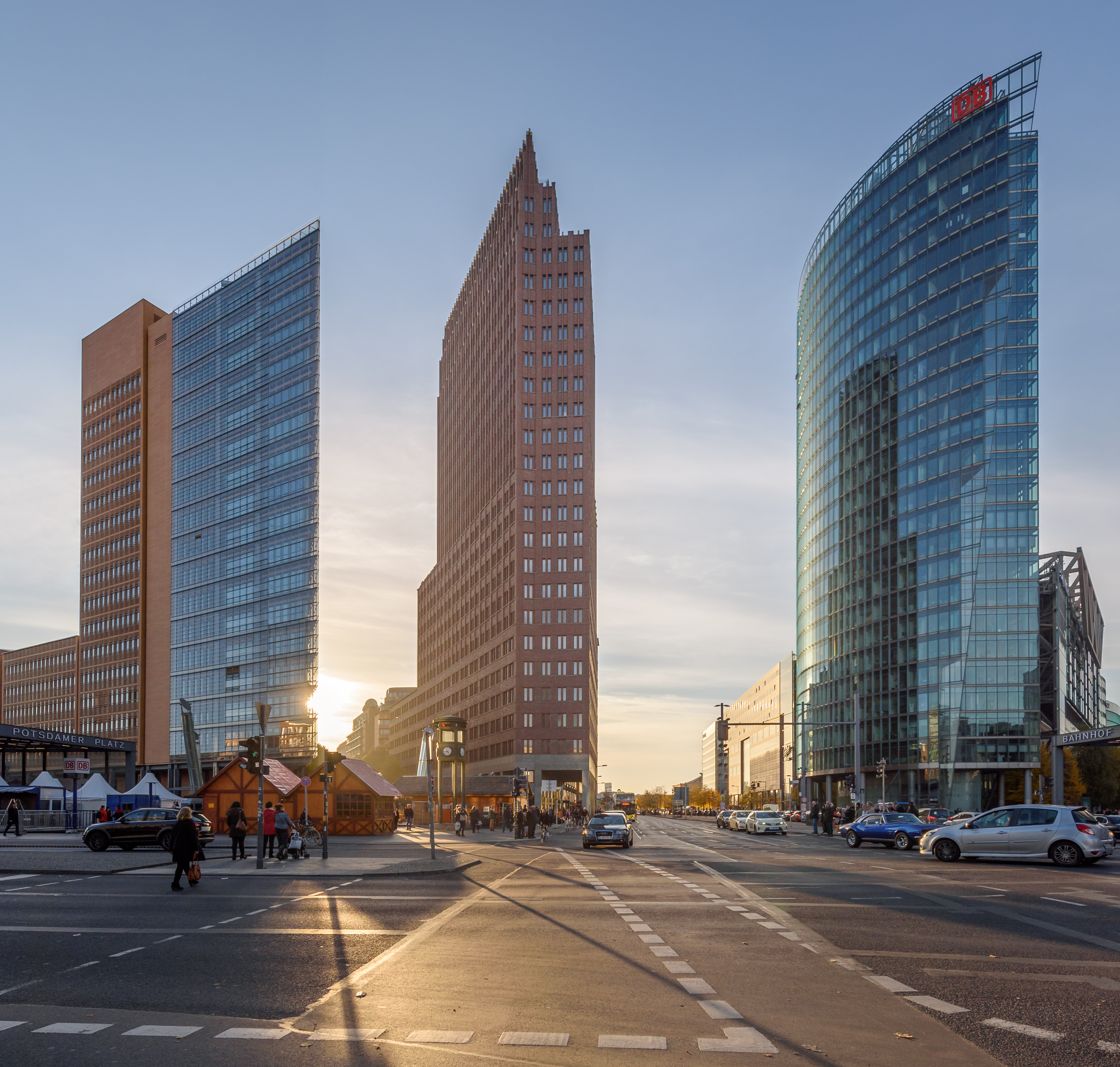
Potsdamer Platz: Deutsche Bahn

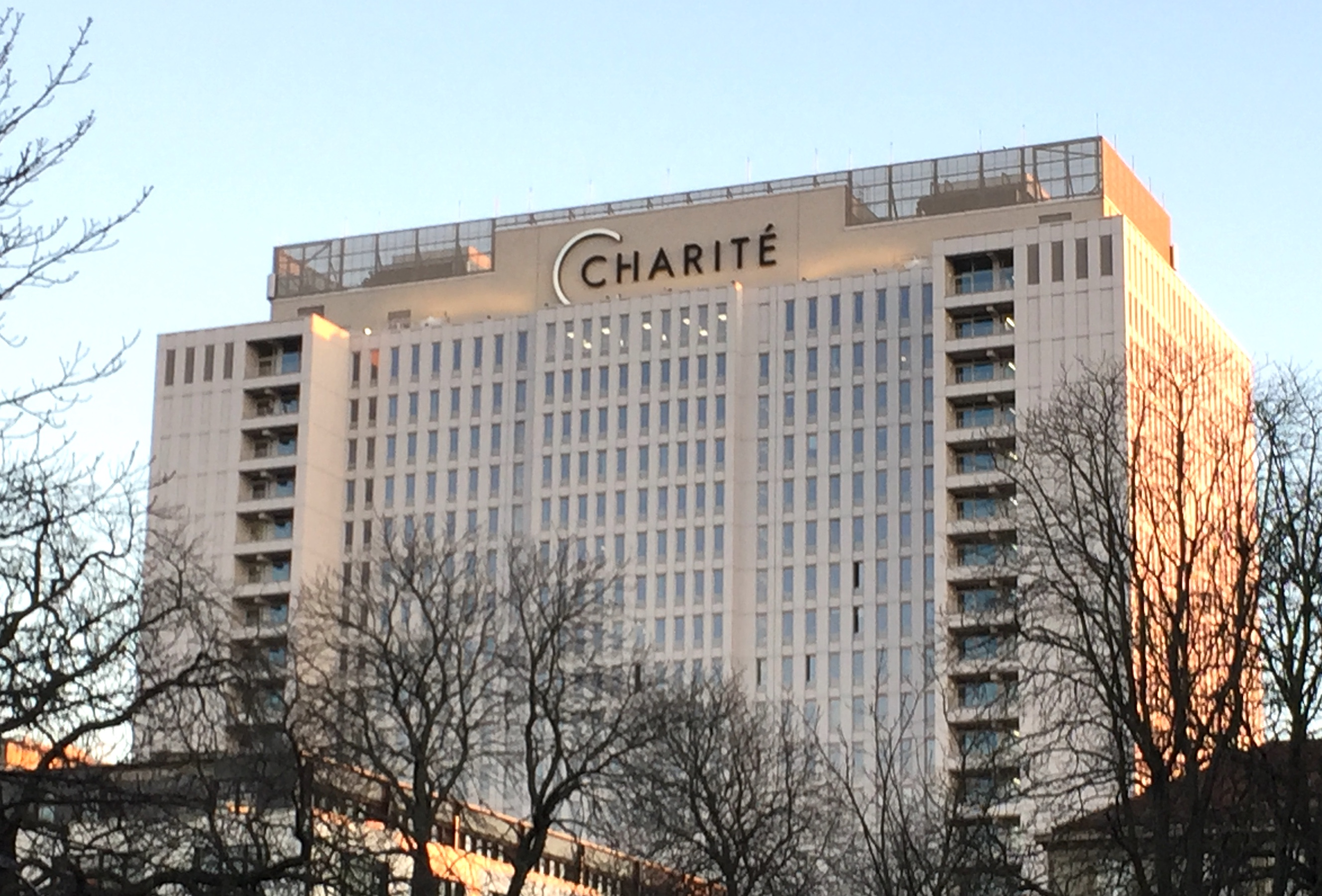
Charité Berlin

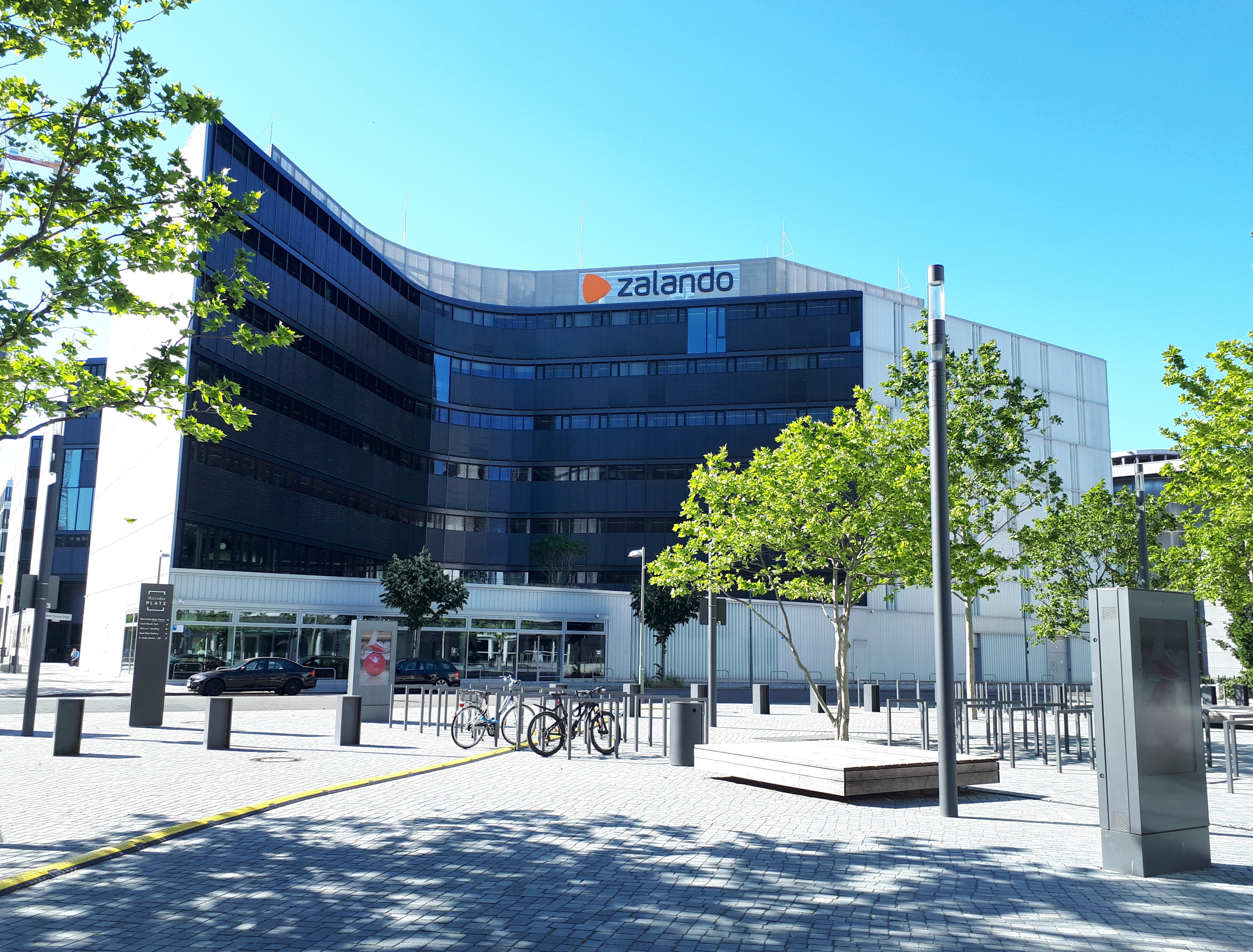
Zalando

De tjugo största arbetsgivarna i Berlin (31 december 2015):
| Arbetsgivare                           | Verksamhet                             | Anställda i Berlin |
| -------------------------------------- | -------------------------------------- | ------------------ |
| Deutsche Bahn                          | Statligt järnvägsbolag                 | 19 504             |
| Charité – Universitätsmedizin Berlin   | Offentlig sjukvård                     | 16 850             |
| Vivantes Netzwerk für Gesundheit GmbH  | Offentlig sjukvård                     | 14 909             |
| Berliner Verkehrsbetriebe (BVG) AöR    | Kommunal lokaltrafik                   | 14 045             |
| Siemens AG                             | Elprodukttillverkning                  | 11 575             |
| EDEKA MindenHannover Stiftung & Co. KG | Dagligvaruhandel                       | 7 627              |
| Deutsche Telekom                       | Tele- och datakommunikationsleverantör | 6 900              |
| Daimler AG                             | Fordonstillverkning                    | 6 500              |
| Deutsche Post DHL Group                | Post och logistik                      | 6 500              |
| WISAGGruppe                            | Tjänsteföretag                         | 6 215              |
| Dussmann Group                         | Tjänster och mediahandel               | 5 950              |
| Securitas Gruppe                       | Säkerhetstjänster                      | 5 800              |
| Kaiser ́s Tengelmann GmbH               | Dagligvaruhandel                       | 5 783              |
| Berliner Stadtreinigung                | Kommunal renhållning och återvinning   | 5 446              |
| Gegenbauer Holding SE & Co. KG, Berlin | Tjänsteföretag                         | 4 891              |
| Axel Springer SE                       | Förlag                                 | 4 788              |
| Vattenfall AB                          | Energi                                 | 4 759              |
| Bayer Pharma AG                        | Läkemedel                              | 4 500              |
| Zalando SE                             | Modeförsäljning online                 | 4 500              |
| Berliner Wasserbetriebe                | Kommunalt vatten och avlopp            | 4 430              |

### Detaljhandel

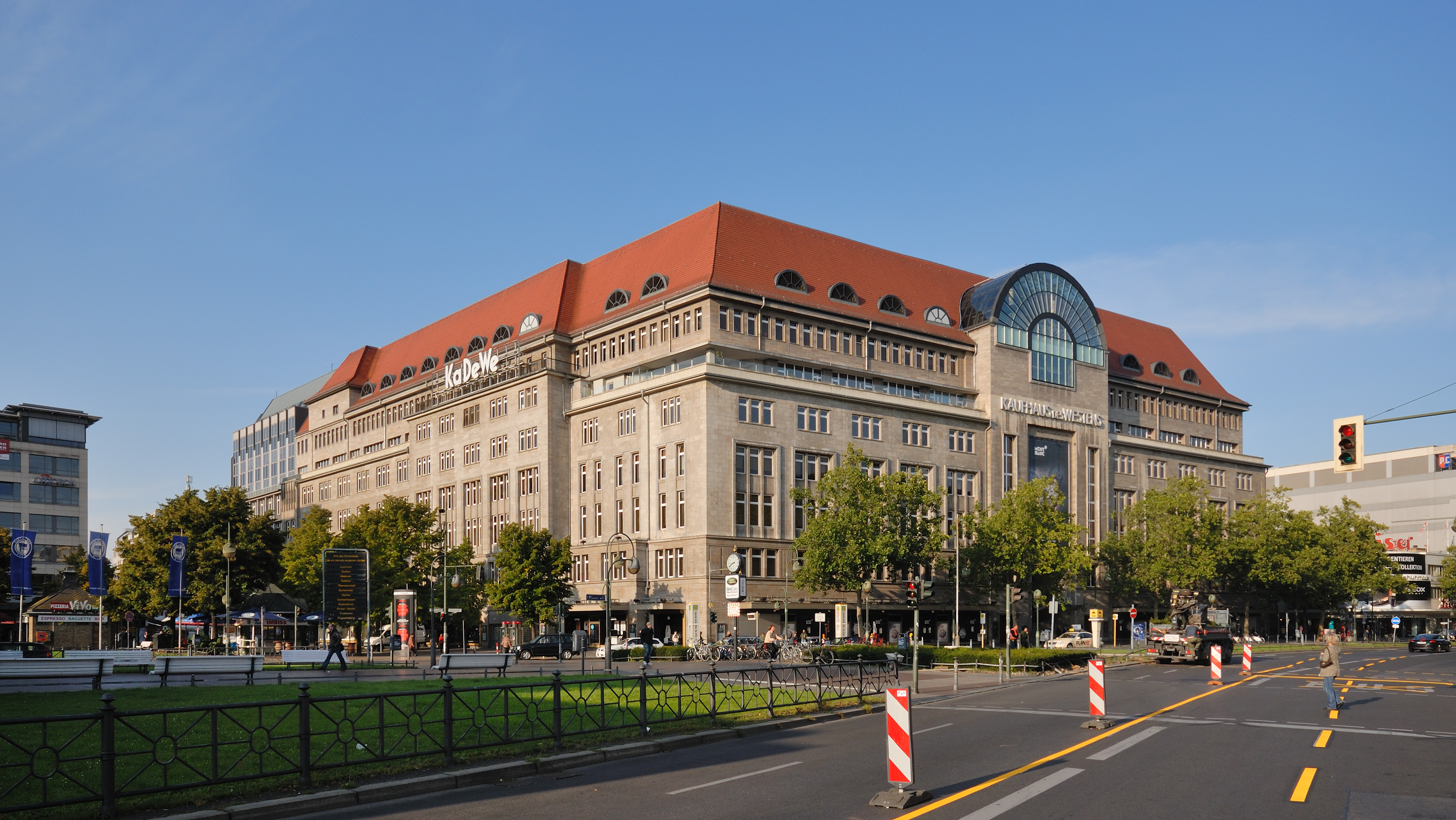
Varuhuset KaDeWe

I västra citykärnan finns Berlins största och längsta shoppingboulevard Kurfürstendamm. Centrumet på denna gata ligger vid Minneskyrkan. Även närliggande gator såsom Uhlandstrasse och Fasanenstrasse har mycket shopping. Vid Wittenbergplatz finns även Europas näst största varuhus KaDeWe. I centrala citykärnan Mitte är Friedrichstrasse den största affärsgatan. Mycket butiker finns även vid Potsdamer Platz såsom Potsdamer Platz Arkaden samt Mall of Berlin som är en av Berlins största gallerior. I östra citykärnan, i närheten av Alexanderplatz finns en av Berlins största inomhusgallerior Alexa i fem plan samt även varuhuset Galeria Kaufhof.
Östra Berlins präktigaste shoppingboulevard är Schönhauser Allee som även den har en stor inomhusgalleria. I södra Berlin är Schlossstrasse den längsta shoppinggatan med galleriorna Das Schloss samt Boulevard Berlin. Större affärscentrumen i södra Berlin är även Mehringdamm samt Hermannplatz. I väst finns Wilmersdorfer Strasse med flera butiker samlade. Second hand och lite mer udda affärer finns bland annat i Kreuzberg och Prenzlauer Berg. I norra Berlin finns en shoppinggalleria vid stationen Gesundbrunnen samt söder om stan finns Gropius Passagen.

### Turism
Det finns flera turistattraktioner, bland annat Loxx Miniatur Welten Berlin, Legoland Discovery Center, Futurium, Madame Tussauds och Berlin Dungeon. Lite utanför Berlin i Potsdam finns Filmpark Babelsberg.

## Kommunikationer

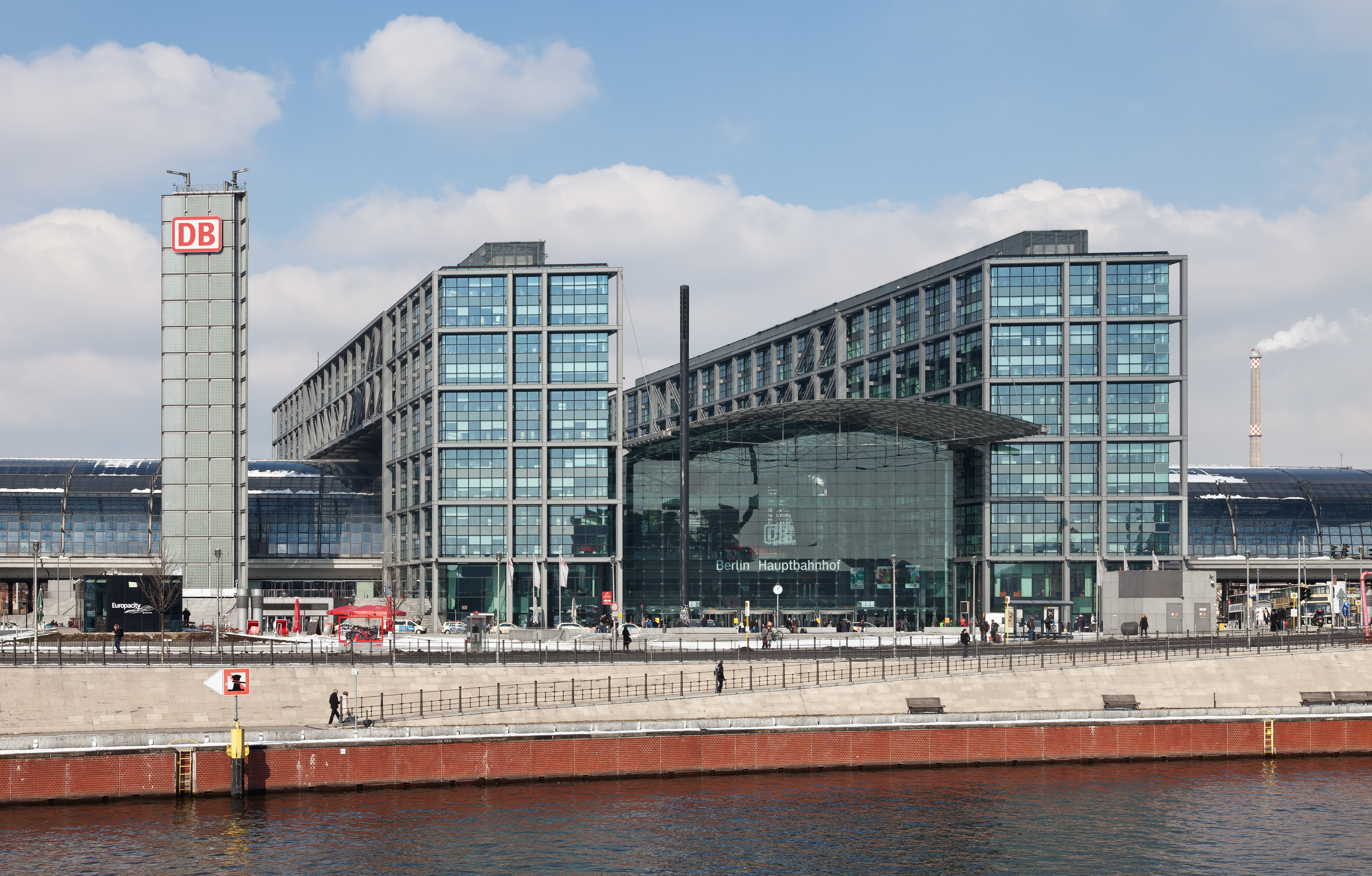
Berlin Hauptbahnhof

Berlin har ett av världens mest utbyggda kollektivtrafiksystem med pendeltåg, tunnelbana, spårvagnar och bussar. Hela systemet liknar ett spindelnät med många knutpunkter mellan de olika linjerna. Pendeltågstrafiken har växt i betydelse för förortspendlingen sedan trafiken på ringbanan och genomgående linjer återupptogs under 1990-talet.
I västra delen av staden utgör tunnelbanan stommen i kollektivtrafiken, då man här avvecklade spårvagnsnätet under efterkrigstiden till förmån för utbyggnad av tunnelbanenätet och stombusslinjer. I de östra delarna av staden finns förutom tunnelbana även ett utbyggt spårvägsnät, som under senare år knutits ihop med västsidans kollektivtrafiknät genom att vissa linjer har byggts ut västerut.
Busslinjerna 100 och 200 sammanbinder Alexanderplatz i öst med Bahnhof Zoo i väst och är populära bland turister, då de trafikeras med dubbeldäckare och passerar många sevärdheter runt Brandenburger Tor respektive Potsdamer Platz och Kurfürstendamm.
Mellan åren 1984 och 1991 testades i Västberlin den så kallade M-Bahn (Magnetbahn). Denna är idag ersatt av konventionell tunnelbana, på den efter återföreningen återuppbyggda linjen U2.
Berlin lämpar sig bra för cykling eftersom det är en platt stad och har satsat på cykling genom ett välutbyggt nät av cykelbanor och hyrcykelsystem. Ett populärt vägval bland cykelturister och motionärer är den så kallade Berliner Mauerweg, den gamla patrullvägen genom Berlinmurens ingenmansland, som byggts om till cykelled utefter Västberlins tidigare stadsgräns. Staden är även ansluten till regionala och nationella cykelleder genom Brandenburgregionen och Tyskland.

### Pendeltåg (S-bahn)

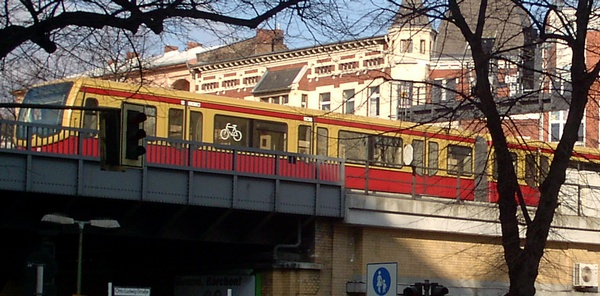
Berlins pendeltåg.

Berlins pendeltåg kallas för S-Bahn. Namnet uppkom 1930 som förkortning av Stadtschnellbahn, vid sammanslagningen av Berlins stadsbana (Stadtbahn), Berlins ringbana (Ringbahn) och förortsbanorna. Stora stationer är bland annat Friedrichstrasse, Alexanderplatz, Zoologischer Garten, Berlin Hauptbahnhof (en av Europas största centralstationer) samt Ostkreuz. I nord-syd riktning går flera pendeltågslinjer i en lång tunnel genom centrala staden, Nord-Süd-Tunnel. Runt innerstaden går pendeltågslinjer i en ringbana som kallas Ringbahn. Berlins pendeltågsnät är ett av världens största.

### Tunnelbana (U-bahn)

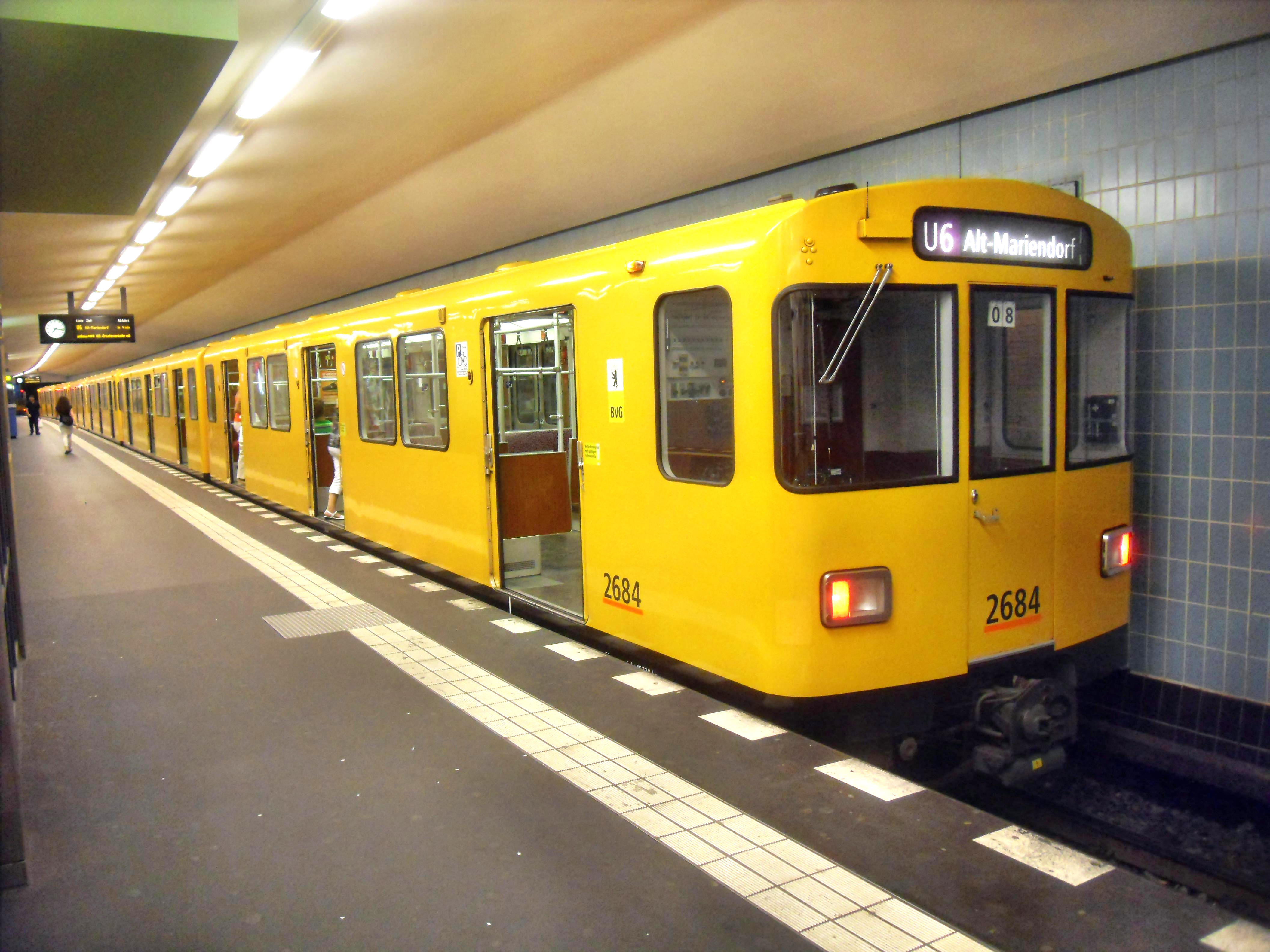
Berlins tunnelbana.

Berlins tunnelbana kallas för U-Bahn (Untergrundbahn) och är också den en av världens största med sina 9 tunnelbanelinjer. Stora knutpunkter är Alexanderplatz, Unter den Linden, Zoologischer Garten, Wittenbergplatz, Nollendorfplatz och Hermannplatz. Centralt i Mitte går linje U5 mellan Berlin Hauptbahnhof, Brandenburger Tor, Unter den Linden, Museumsinsel samt Alexanderplatz och passerar flera av Berlins sevärdheter och museer.

### Spårvagn (Tram)
Berlins spårvagnar (Tram eller Straßenbahn) går främst i östra Berlin men det finns några få linjer som går in i västra delen av Berlin. Stora knutpunkter är Hackescher Markt och Alexanderplatz. Berlin har 22 spårvagnslinjer.

### Tåg
Berlins nya centralstation Berlin Hauptbahnhof är stadens knutpunkt för tåg till olika destinationer runt om i Europa. Centralstationen stod klar våren 2006 och är en av de största i Europa. Vad som kännetecknar den nya stationen är att den till stor del är täckt av glas och att den delvis drivs med en solenergianläggning som är inbyggd i fasaden. Andra större järnvägsstationer i Berlin är Berlin Ostbahnhof, Berlin Alexanderplatz, Berlin Zoologischer Garten, Berlin Potsdamer Platz, Berlin Lichtenberg, Berlin Südkreuz, Berlin Gesundbrunnen och Berlin Spandau.

### Motorvägar
I Berlins västra delar finns en halvcirkelformad motorväg som ligger fullständig i tätt bebyggda områden. Utanför staden ligger Berliner Ring som går i en ring runt Berlin. Mellan dessa motorvägar finns olika förbindelser. En anmärkningsvärd motorväg i Berlin är motorvägen A115 som också har nummer E51. Denna motorväg är känd under namnet AVUS och räknas ofta som världens första motorväg. Den planerades redan 1907 och bygget av denna påbörjades 1913. Bygget blev något försenat och den öppnade 1921. AVUS användes fram till 1998 tidvis som racerbana.

### Flygplatser

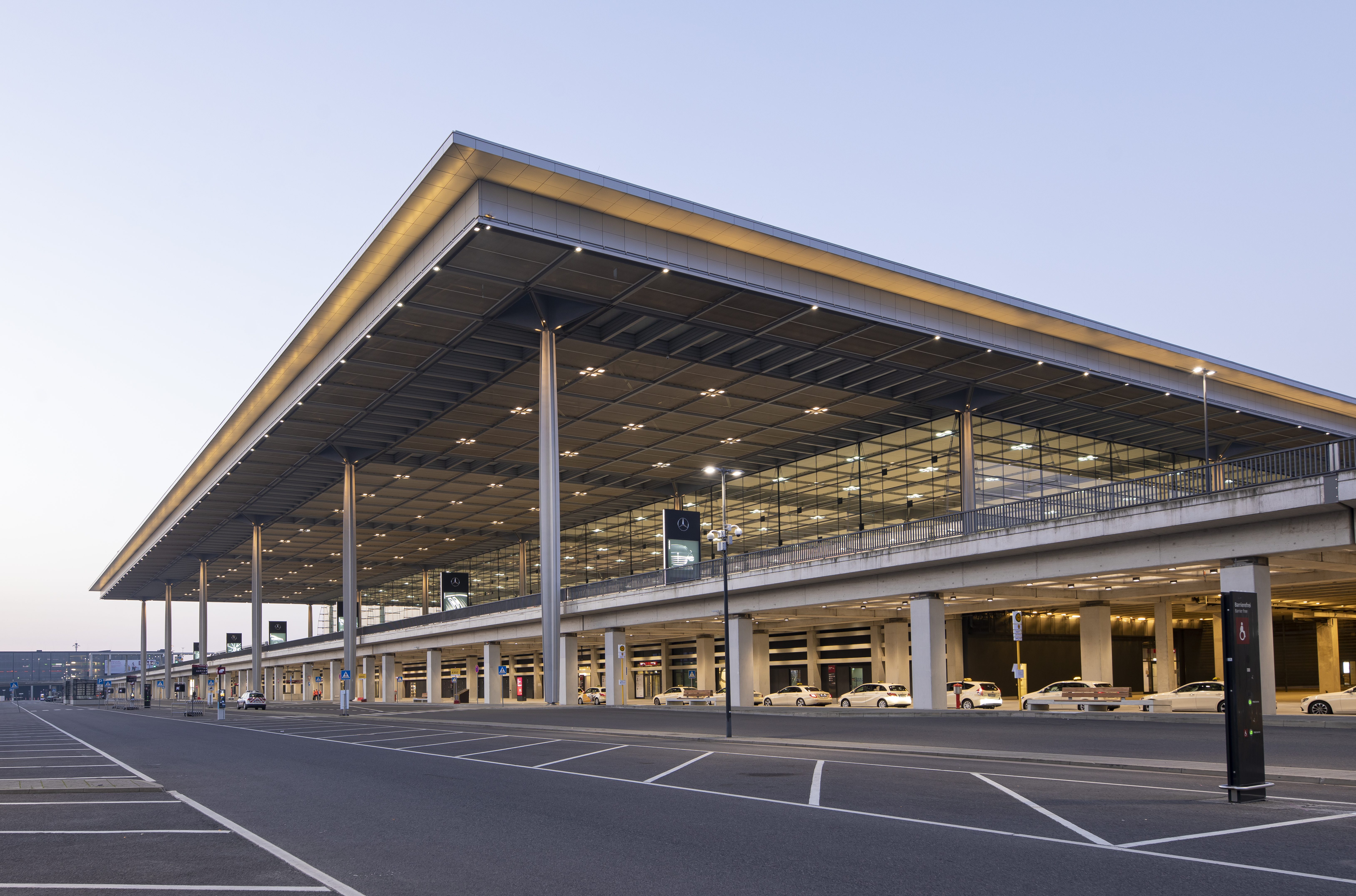
Berlin Brandenburgs flygplats

2006 inleddes utbyggnaden av Berlin-Schönefeld till Berlins nya internationella storflygplats Berlin Brandenburgs flygplats (BER). Efter flera års försening öppnade slutligen flygplatsen oktober 2020. BER är en av Tysklands och Europas största flygplatser och ersatte flygplatsen Tegel och tidigare flygplatsen Schönefeld blev Terminal 5 på den nya flygplatsen. En tågtunnel har byggts till flygplatsen med station.
Historiska flygplatser
Den centralt belägna Berlin-Tempelhofs flygplats var mellan 1920-talet och 1970-talet Berlins civila huvudflygplats. På grund av det ofördelaktiga läget mitt i staden och det för moderna flygplan otillräckliga utrymmet kom det mesta av Tempelhofs trafik att övertas av Tegel, och Tempelhofflygplatsen stängdes slutligen 30 oktober 2008 efter beslut i Berlins senat. Idag är Tempelhoffältet omvandlat till ett stort frilufts- och rekreationsområde, medan den kulturminnesmärkta terminalbyggnaden används som mässhallar och kontor.
I stadsdelen Johannisthal fanns en numera nedlagd flygplats som var Tysklands första, Johannisthals flygfält. Söder om Berlin i Rangsdorf ligger Rangsdorfs tidigare sportflygplats, som 1939-1940 under andra världskriget tillfälligt användes för Berlins civila flygtrafik.
Under tiden 1945–1989 fick Berlins flygplatser enligt ockupationsavtalet endast användas av segermakterna: Tegel under fransk ockupation, Schönefeld (sovjetisk), Tempelhof (amerikansk) och Gatow (engelsk). Gatows flygplats lades ner 1994 och hyser idag bland annat ett flygmuseum.
Sedan 1970-talet var Berlin-Tegels flygplats, Västberlins tidigare huvudflygplats, Berlins största flygplats. Även Lufthansa hade många linjer härifrån. Flygplatsen stängdes efter att den nya flygplatsen Berlin Brandenburgs flygplats tagits i drift.
Berlin-Schönefelds flygplats, sydöst om Berlin, var tidigare Östberlins huvudflygplats.

## Kultur
Berlin är idag en av Europas mest vitala storstäder, hela tiden förnyar sig och skapar utrymme för innovativ kultur och kreativa samspel mellan konst- och kulturformer. Berlins stora fördel gentemot många andra städer är att kulturen i Berlin växer underifrån - de folkliga och de kommersiella kulturformerna är vitalare än någonsin samtidigt som de offentliga kulturinstitutionerna är traditionellare än någonsin och brottas med många problem.

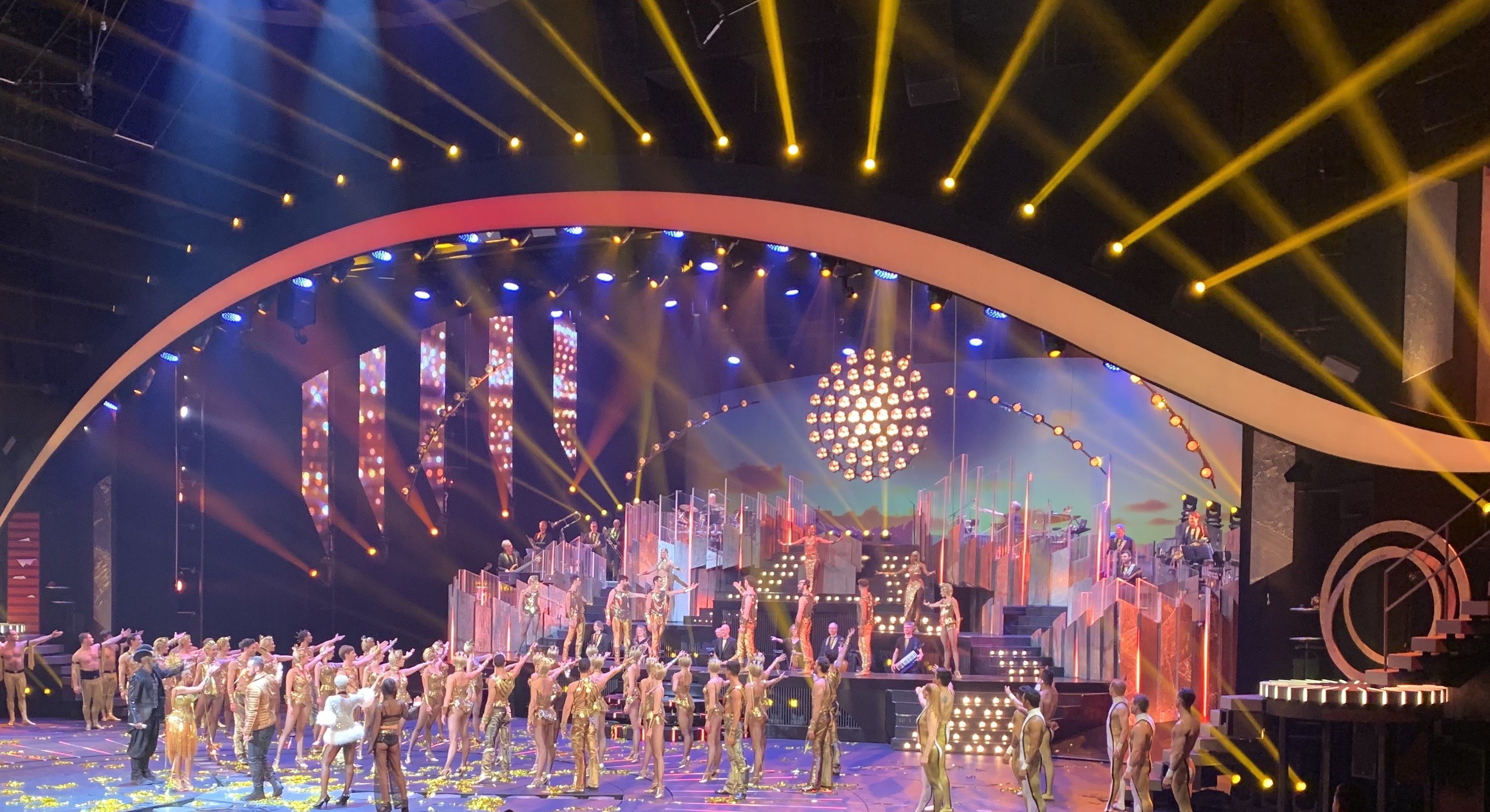
Friedrichstadt-Palast
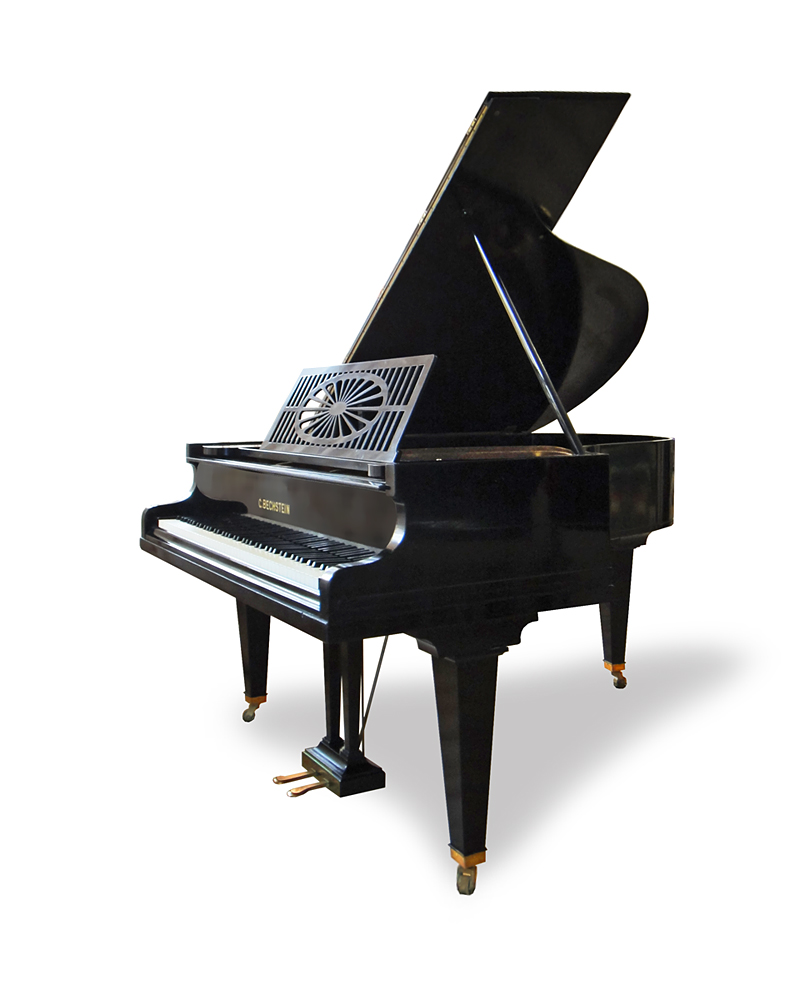
C. Bechstein-flygel
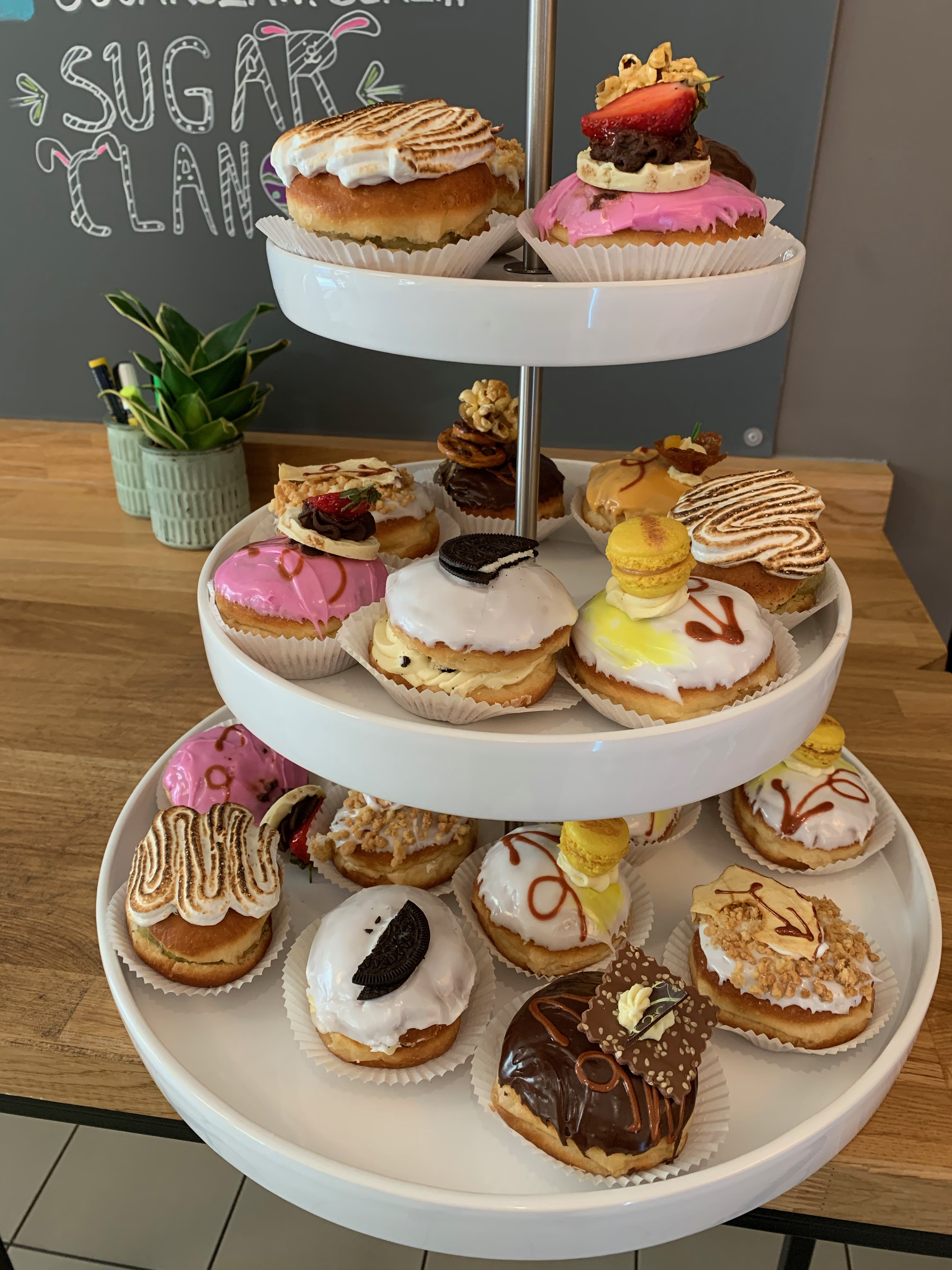
Berliner
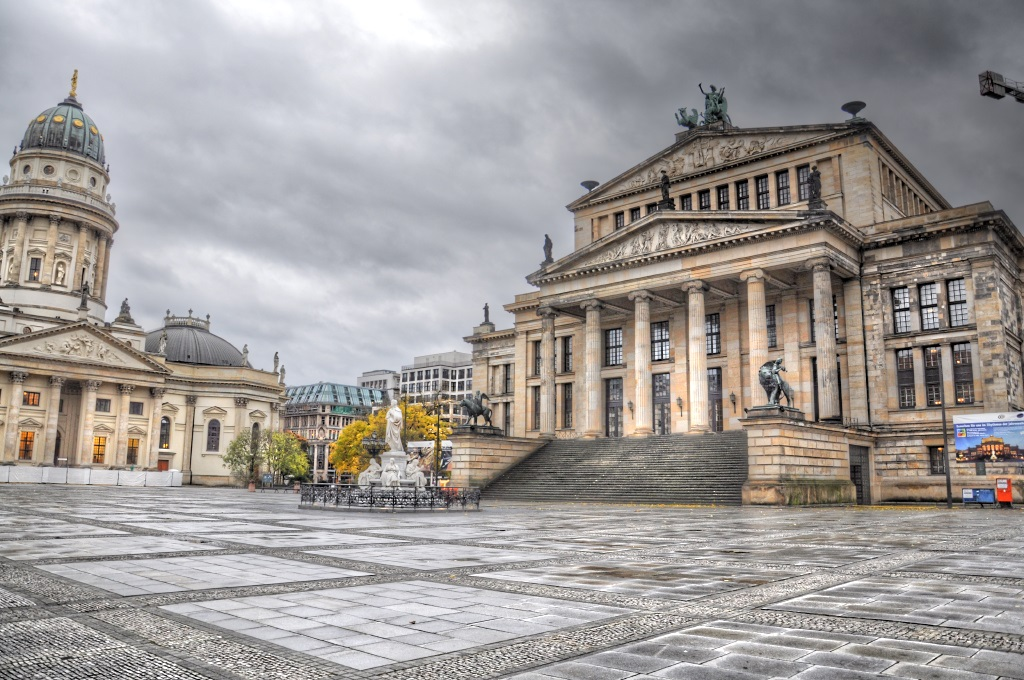
Konserthuset på Gendarmenmarkt.

### Konst
Berlin har ett aktivt konstliv, och möjligheten att leva med en liten ekonomi har gjort Berlin ytterligare attraktivt för unga konstnärer. Uppskattningsvis bor och arbetar runt 5 000 aktiva bildkonstnärer i Berlin (2013).
Staden har en mångfald av museer och konsthallar, dessutom 400-600 konstgallerier.
Berlinbiennalen är Tysklands näst största återkommande utställning av internationell samtida konst, efter documenta. Biennalen äger rum vartannat år, vid jämna årtal, utspridd på olika lokaliteter i staden.

### Litteratur

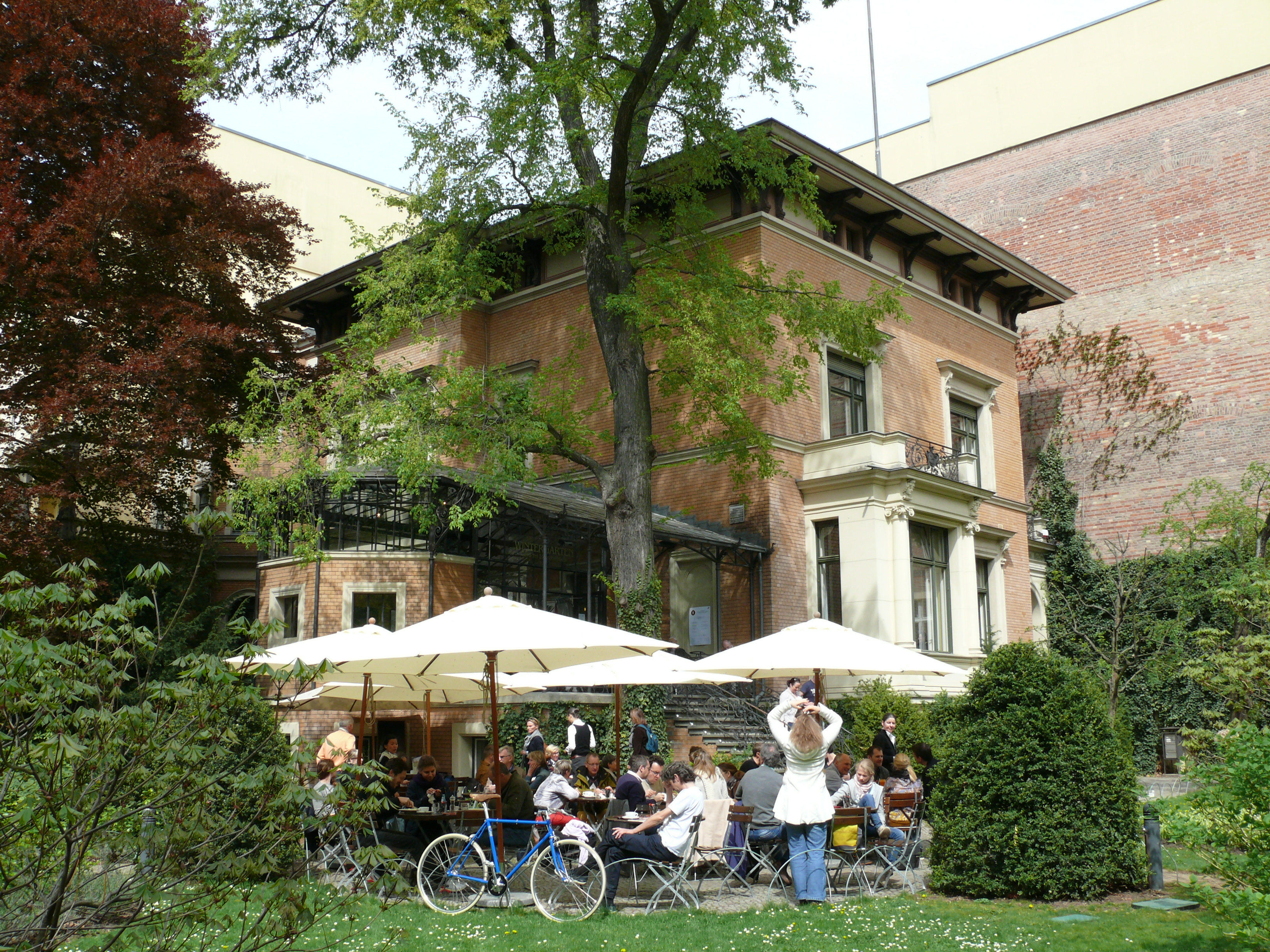
Literaturhaus Berlin

### Teater, film, musik
Berlin är känt för sina talrika teaterhus och mindre scener. Bland de mest kända finns Berliner Ensemble, Berliner Volksbühne, Friedrichstadt-Palast, Schaubühne am Lehniner Platz och Deutsches Theater Berlin. Det finns dessutom tre operahus, Staatsoper, Deutsche Oper och Komische Oper. Varje år äger i Berlin de internationella filmfestspelen, Berlinale rum, där guldbjörnen delas ut. Utöver Berlinfilharmonikerna och Berlins symfoniorkester finns flera andra orkestrar och körer i staden. Dessa orkestrar och körer uppträder ofta tillsammans i konserthuset, i filharmonin eller i andra byggnader i Tyskland eller på turnéer runt om i världen. I Berlins körsångarförbund finns cirka 260 amatörkörer med tillsammans 10 000 medlemmar (2016).
Europeiska filmakademin (EFA) grundades 1988 i Berlin. EFA delar ut European Film Awards. Deutsche Filmakademie e.V. grundades 2003 i Berlin för att stödja den tyska filmen. Deutsche Filmakademie delar ut Tyska filmpriset.

### Museer

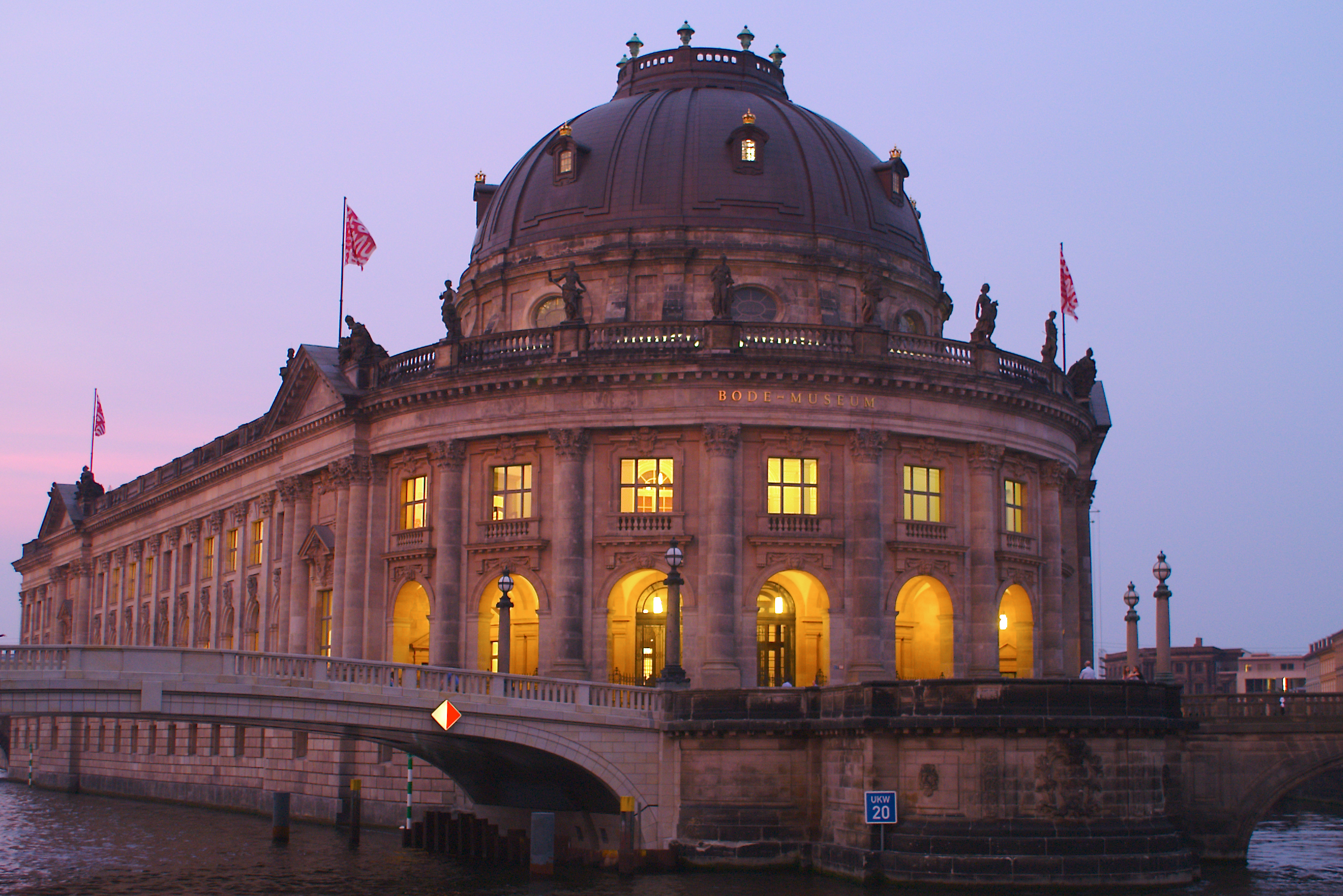
Bodemuseum

Det finns ett stort antal museer i Berlin.
Konst och kulturhistoria
Redan 1841 bestämdes att den så kallade museiön (Museumsinsel) som omges av Spree och Kupfergraben skulle vigas åt konst och filologi. Ett flertal museer uppstod där med åren av vilka Pergamonmuseet hör till de mest kända. Dessa museer ställer framförallt ut exponat från antiken. Andra museer på museiön är Altes Museum, Neues Museum, Alte Nationalgalerie, Bodemuseum samt Humboldt Forum med  Ethnologisches Museum och Museum für Asiatische Kunst. Området blev 1999 upptagen på Unescos världsarvslista. I närheten vid Unter den Linden ligger även det mycket omfattande Deutsches Historisches Museum, som behandlar Tysklands historia från forntid till modern tid.
Även utanför museiön finns talrika övriga museer. Vid Kulturforum i södra Tiergarten finns konstmuseer som Neue Nationalgalerie och Gemäldegalerie och arkitekturmuseet Bauhaus-Archiv. Judiska museet i Kreuzberg visar en stående utställning om 2000 år av judisk-tysk historia och i stadsdelen Dahlem finns flera etnologiska museer. I Berlin finns även Schwules Museum (Gay museum).
Nazistepokens historia
Flera museer och minnesplatser behandlar på olika sätt 1930-talets nazistdiktatur och andra världskriget i Tyskland. Vid Wilhelmstrasse i norra Kreuzberg ligger utställningen Topographie des Terrors, som dokumenterar nazistregimens människorättsbrott och förföljelse av minoriteter och oppositionella, på platsen för Gestapos tidigare högkvarter i Berlin. Av de nazistiska regeringsbyggnaderna finns mycket få bevarade, och endast en informationstavla i närheten av Förintelsemonumentet utmärker platsen för Rikskansliet i Berlin och Führerbunkern där Hitler hade sitt högkvarter fram till självmordet 1945. Koncentrationslägret Sachsenhausen i Oranienburg norr om Berlin är idag museum och minnesplats, och kan nås med en knapp timmes resa med pendeltåg eller regionaltåg. I förorten Wannsee finns en permanent utställning i villan där Wannseekonferensen, om planeringen av förintelsen, hölls.
I närheten av Kulturforum ligger Gedenkstätte Deutscher Widerstand, som dokumenterar tyska motståndsaktiviteter mot nazistregimen och 20 juli-attentatet mot Hitler. Vid Plötzenseefängelset finns en utställning och en minnesplats över avrättade oppositionella under Nazityskland.
Teknik och naturvetenskap

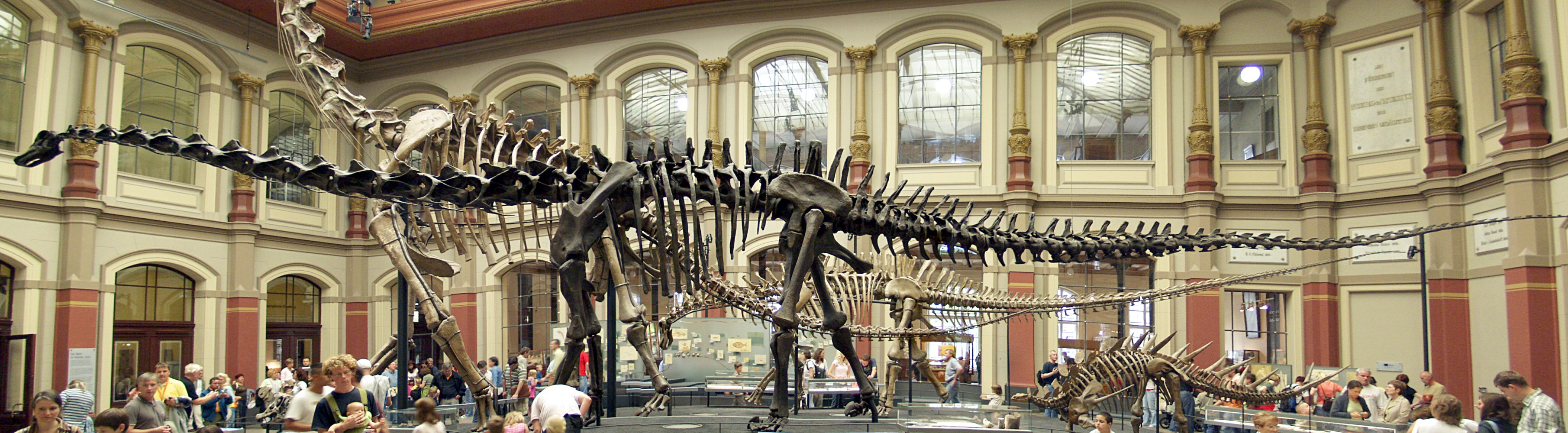
Dinosauriesalen på Naturkundemuseum.

Deutsches Technikmuseum Berlin är ett mycket påkostat teknikmuseum, i stadsdelen Kreuzberg. Lokalerna ligger delvis i gamla lokstallar vid Gleisdreieck och har stora permanenta utställningar om Tysklands järnvägs-, flyg- och sjöfartshistoria. Naturkundemuseum har bland annat världens största rekonstruerade dinosaurieskelett, av en Giraffatitan brancai, och omfattande naturhistoriska samlingar.
Östtysklands och det delade Berlins historia
DDR-Museum vid Alexanderplatz behandlar Östtysklands historia 1949–1990, utifrån ett vardagslivsperspektiv. I stadsdelen Lichtenberg har ett Stasi-museum upprättats. Det privata Mauermuseum vid Checkpoint Charlie på Friedrichstrasse dokumenterar den tyska delningens historia. Staden Berlins officiella utställning om Berlinmuren Dokumentationszentrum Berliner Mauer, och minnesplats för murens offer, Gedenkstätte Berliner Mauer, finns vid Bernauer Strasse norr om centrum, där man även har en fullständigt bevarad sektion av muren och en utomhusutställning.
I Karlshorst öster om centrum finns Deutsch-Russisches Museum i det hus där den tyska kapitulationen undertecknades i maj 1945. Museet behandlar kapitulationen och de tysk-ryska relationerna under 1900-talet. AlliiertenMuseum i västra Berlin dokumenterar Berlins historia under de allierade ockupationsmakterna 1945-1990.

### Sport
I Berlin finns ett stort antal idrottsföreningar. De flesta är avsedda för den allmänna befolkningen men det finns även professionella föreningar. Här kan fotbollsföreningarna Hertha BSC och 1. FC Union Berlin, ishockeyföreningen Eisbären Berlin, handbollsföreningen Füchse Berlin, basketföreningen ALBA Berlin och föreningen Wasserfreunde Spandau 04 för vattenpolo nämnas. I Tysklands högsta volleybollserie finns till och med tre föreningar från Berlin. 

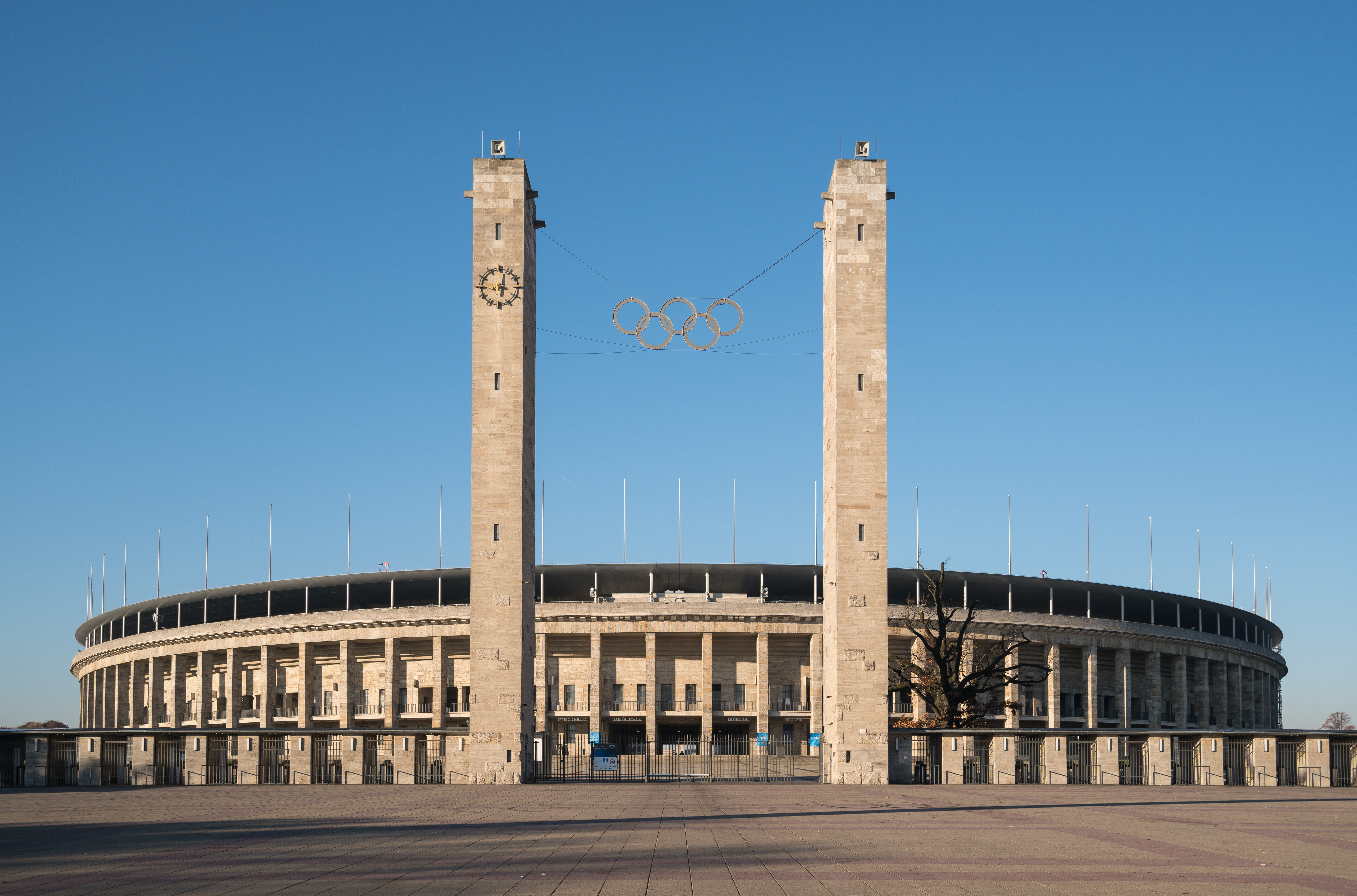
Berlins Olympiastadion
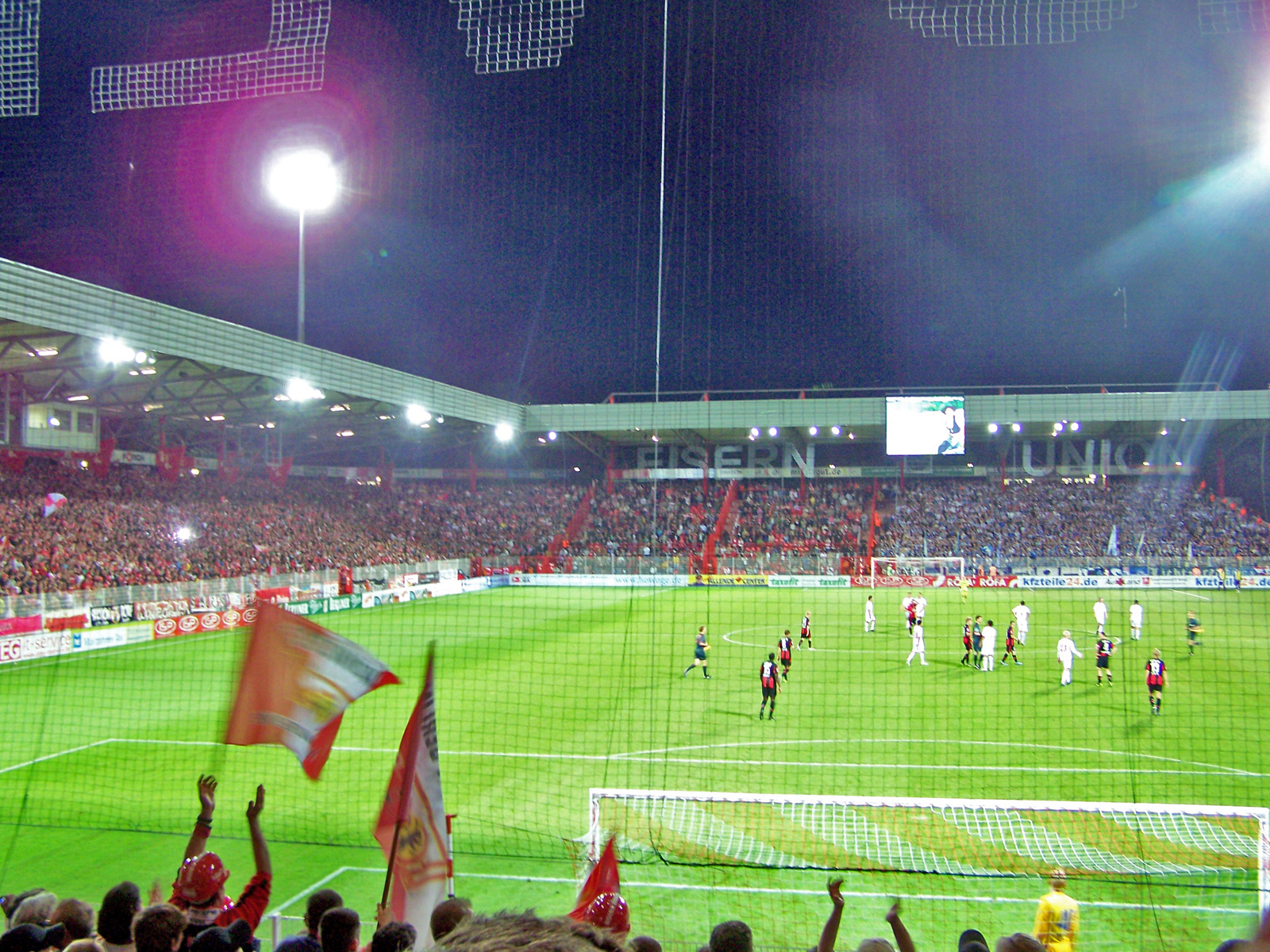
1. FC Union Berlin
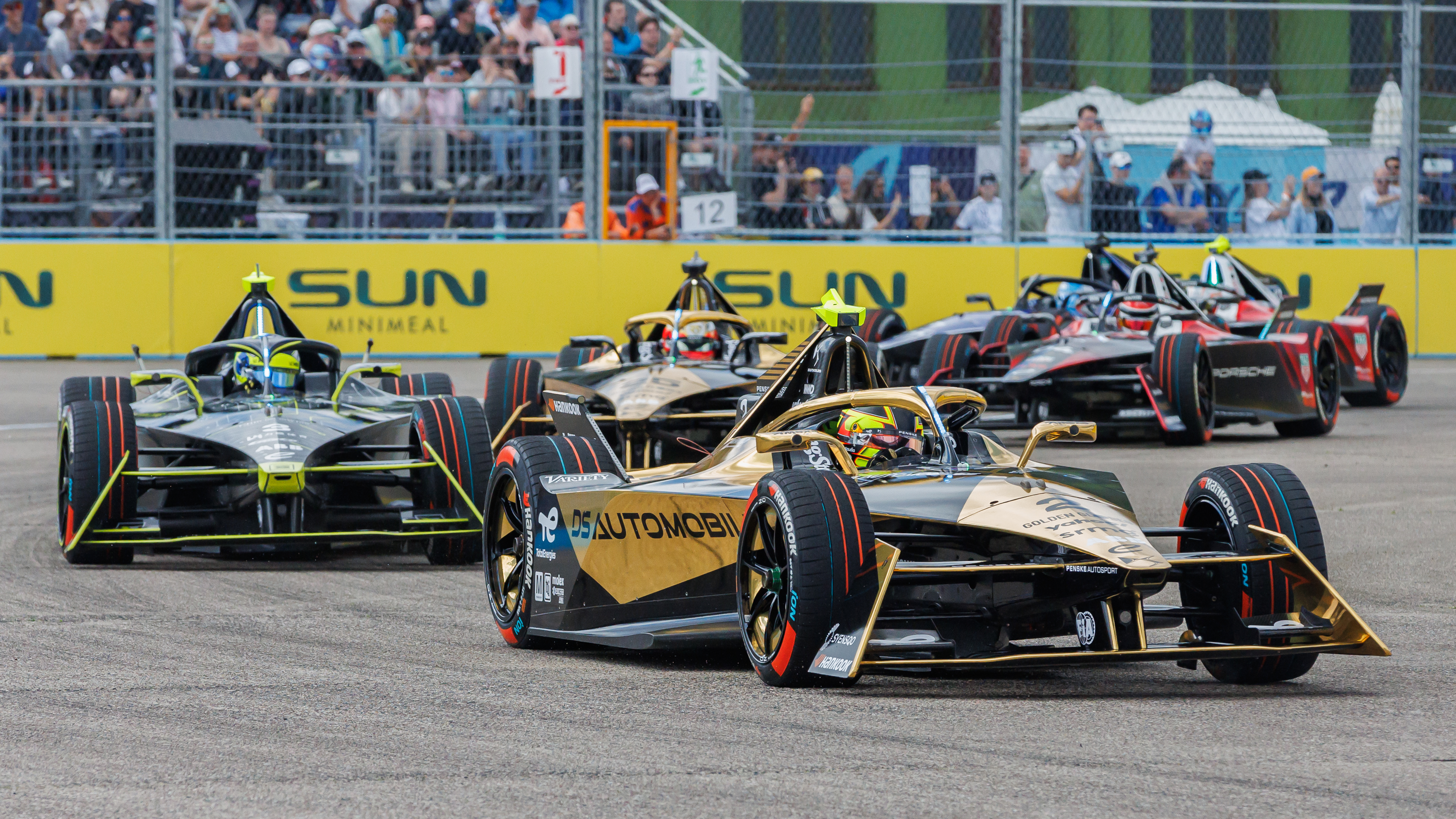
Berlin E-Prix
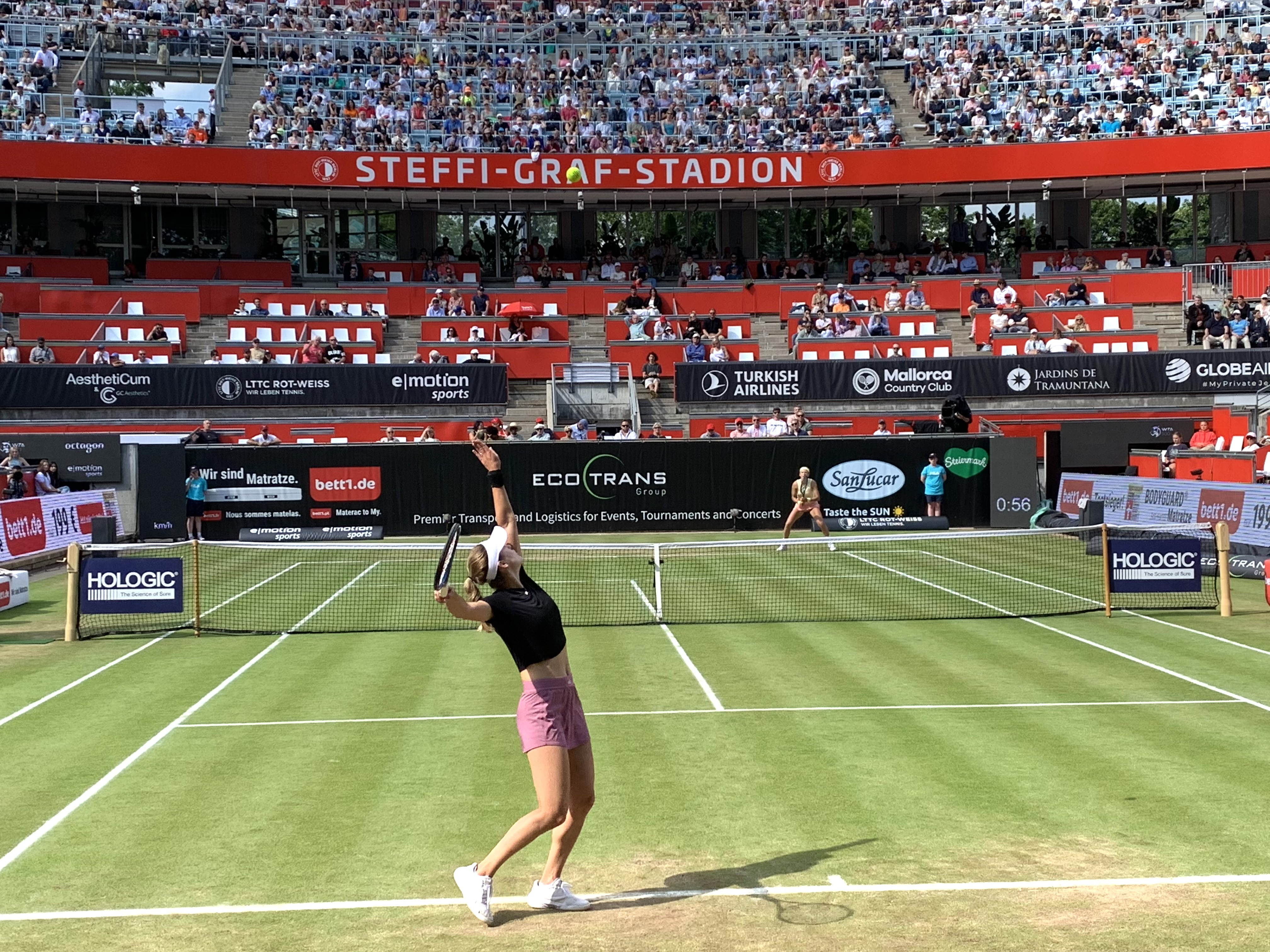
Berlin Ladies Open

Stora årliga evenemang är Berlin Marathon, finalen av tyska fotbollscupen (DFB-Pokal) och idrottsgalan ISTAF Berlin. Berlin var arrangörsort vid de olympiska sommarspelen 1936 och 1974 var Berlin en av värdorterna under VM i fotboll. Finalen och några gruppspel av Fotbolls-VM 2006 spelades på Berlins Olympiastadion, vilket är den största idrottsarenan i hela Tyskland. 2009 hölls Friidrotts-VM i Berlin. Formel E (Berlin E-Prix),  är en racingserie sanktionerad av Fédération Internationale de l'Automobile. Formel E är den högsta klassen som kör med eldrivna formelbilar. Serien grundades 2012 och första säsongen kördes 2014/2015. 

### Nattliv och festivaler

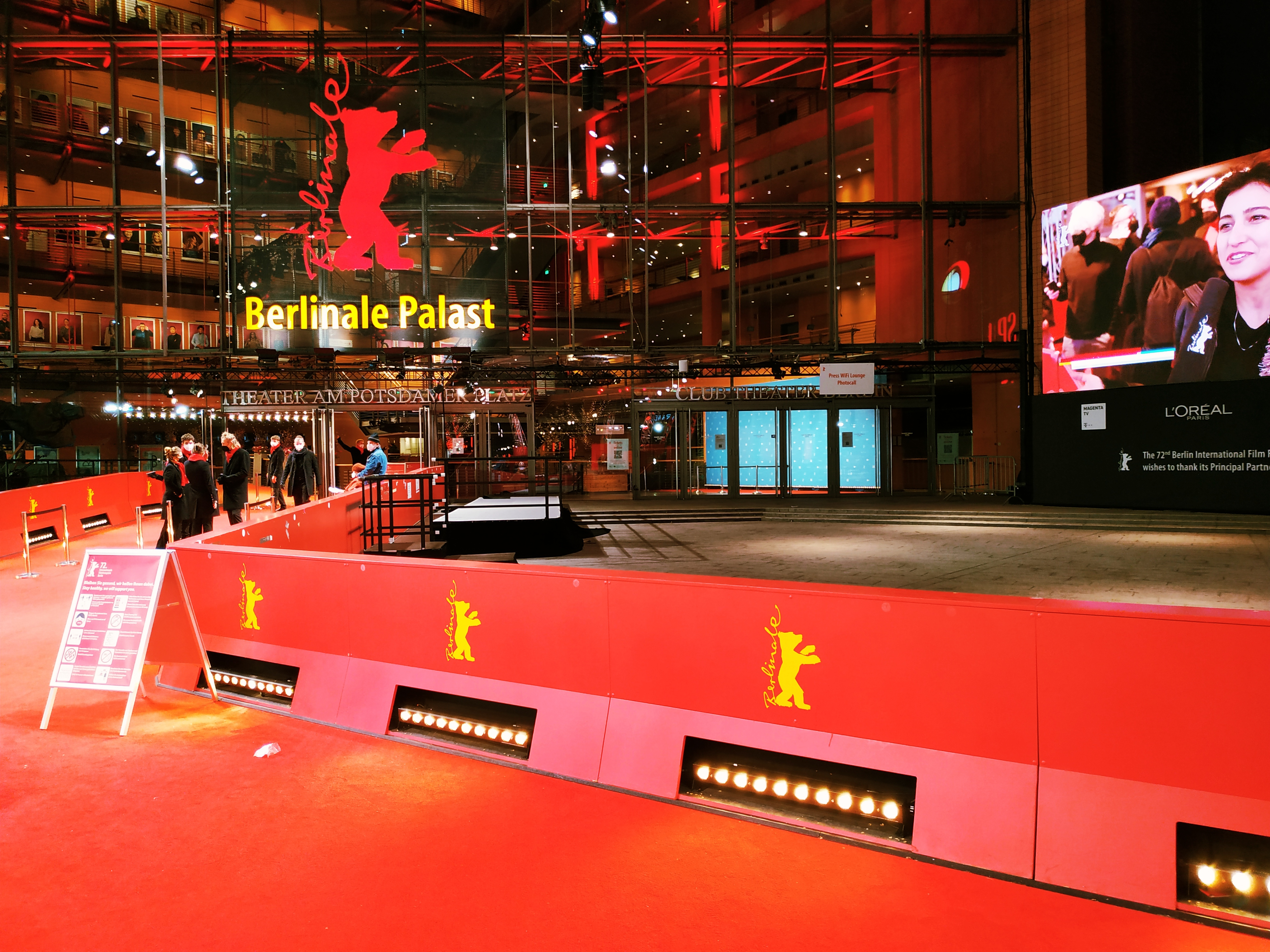
Berlinale 2022

Berlin är vida känt för sitt intensiva och översvallande nattliv med klubbar och barer som i många fall är öppna intill sena morgontimmar, även så på vardagar. Redan på 1920-taler blev Berlin känt för sitt dekadenta nattliv. Det finns mängder av klubbar med högst varierande utbud, stil och musik. Berlin anses vara något av technomusikens huvudstad. I staden finns bland andra de kända klubbarna Tresor, Matrix och Berghain. Berlin har flera olika typer av sexklubbar såsom till exempel KitKat samt flera butiker med fetischinriktning. Varje år hålls festivalen German Fetish Ball (GFB) i tre dagar under pingsthelgen. Då bjuds på både fester och mässor. En stor utställning som kallas Kinky Area, ingår varje år i världens största erotikmässa, Venus Berlin. 

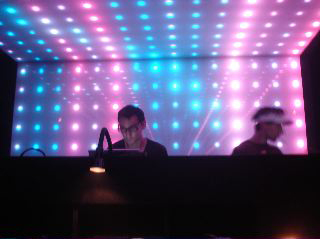
Nattklubb

De östra stadsdelarna Prenzlauer Berg, Friedrichshain och Mitte, som efter murens fall genomgått en omfattande stadsförnyelse och restaurering, utgör några av stadens främsta nöjes- och nattlivscentra. Under senare tid har stadens nattliv i högre grad koncentrerats kring de tidigare industrikvarteren omkring Spree i stadsdelarna Friedrichshain, Neukölln och Kreuzberg.

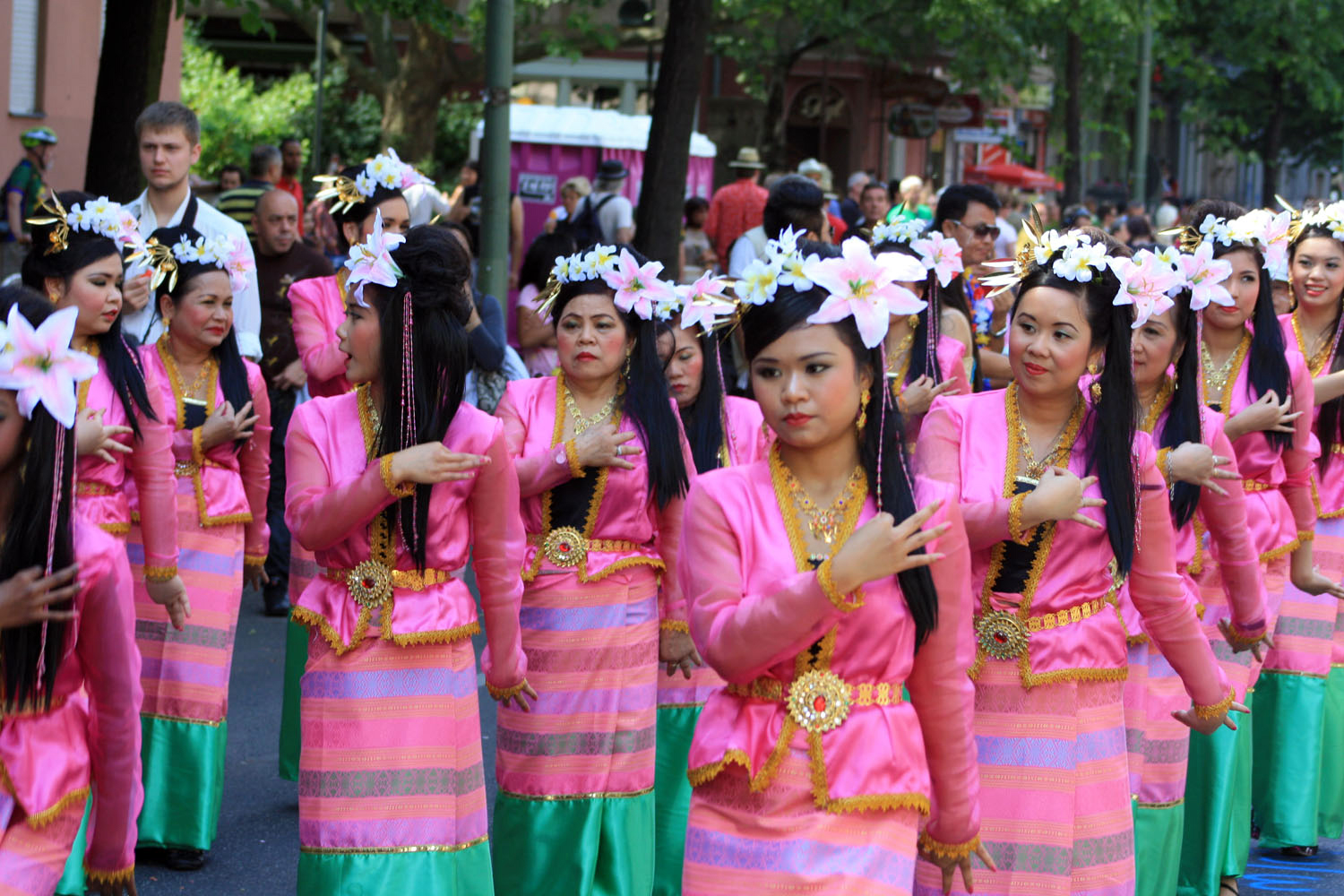
Kulturens karneval

Från 1989-2006 deltog årligen över en miljon människor, främst ungdomar, från hela Europa i världens största techno/rave/house festival - Love Parade, som återuppstod under namnet Rave the Planet 2022. 
Andra kända festivaler är Filmfestivalen i Berlin, Berliner Festspiele, Transmediale, Chaos Communication Congress, JazzFest Berlin, Young Euro Classic samt Kulturens karneval. Varje år hålls ett av Europas största nyårsfirande vid Brandenburger Tor, Silvester in Berlin.
Berlin anses vara något av en huvudstad för homo/bi/transkretsen enligt Spartacusguiden. Berlins största gaydistrikt ligger i Schöneberg vid Nollendorfplatz i västra Berlin. Berlin har flera av Europas största festivaler för homosexuella, bland annat Berlin  Pride och Lesbisch-schwules Stadtfest.

## Utbildning och forskning

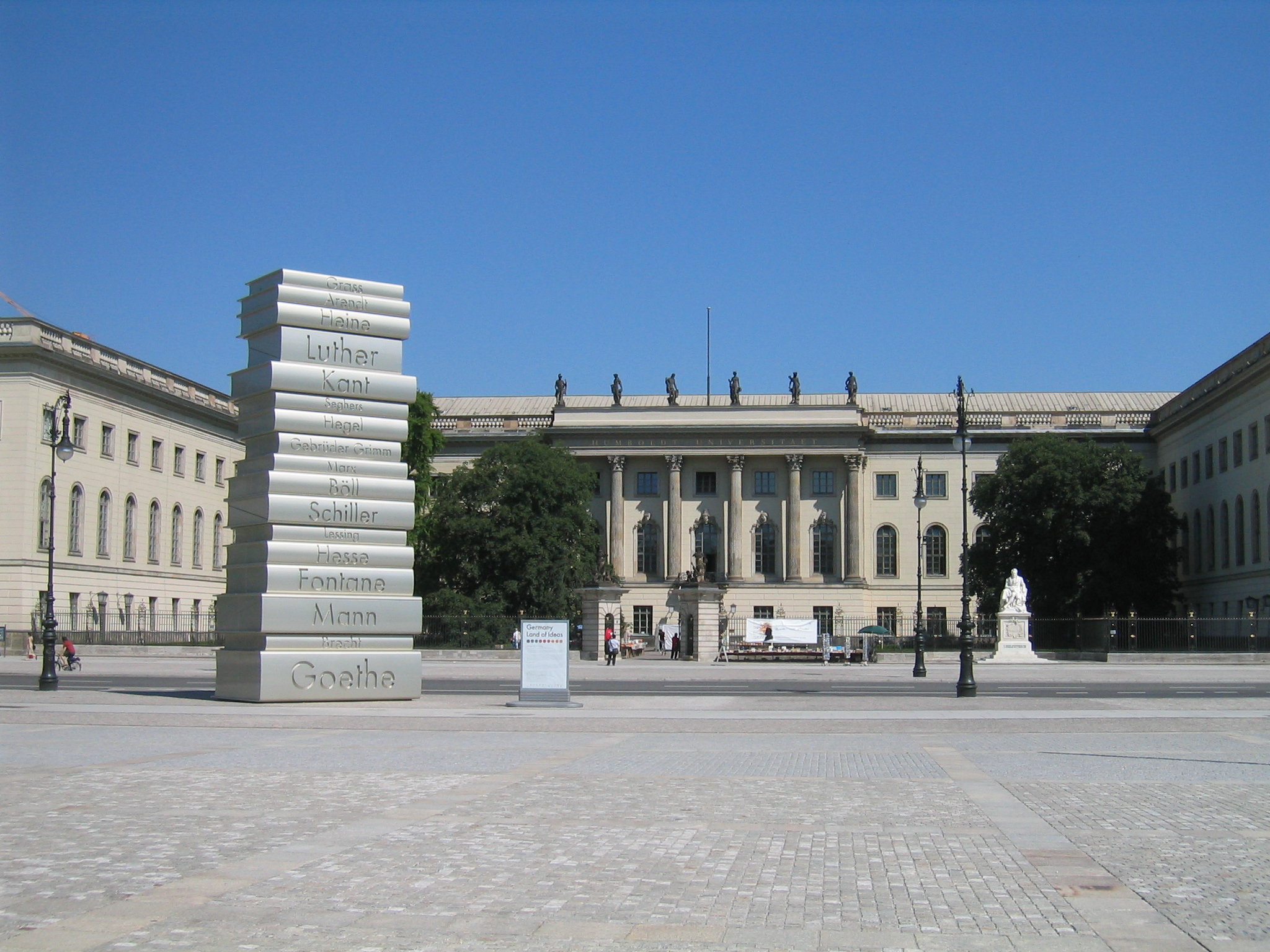
Humboldtuniversitetets huvudbyggnad vid Unter den Linden.

I Berlin finns 45 högskolor (2014) med totalt 176 000 registrerade studenter, varav 118 000 vid de 4 universiteten (2015/2016).

### Universitet
Berlins äldsta universitet är det nuvarande Humboldt-Universität zu Berlin (HU Berlin), grundat 1810 av Wilhelm von Humboldt. Universitetets historiska huvudcampus ligger omkring Unter den Linden i stadsdelen Mitte. Universitetet tillhörde de världsledande inom naturvetenskaplig forskning fram till 1930-talet. Under åren 1945-1990 låg Humboldtuniversitetet i den sovjetiska sektorn, i Östberlin. Efter Tysklands återförening reformerades universitetet och en stor andel av lärarkåren från DDR-tiden tvingades lämna HU. Universitetets nya campus i Adlershof byggdes upp omkring de gamla forskningsanläggningarna för Östtysklands vetenskapsakademi i sydöstra Berlin. Idag finns den matematiska och naturvetenskapliga fakulteten i Adlershof, medan livsvetenskaperna samlas omkring Campus Nord i anslutning till Charitésjukhuset. År 2016 hade universitetet drygt 32 000 studenter.

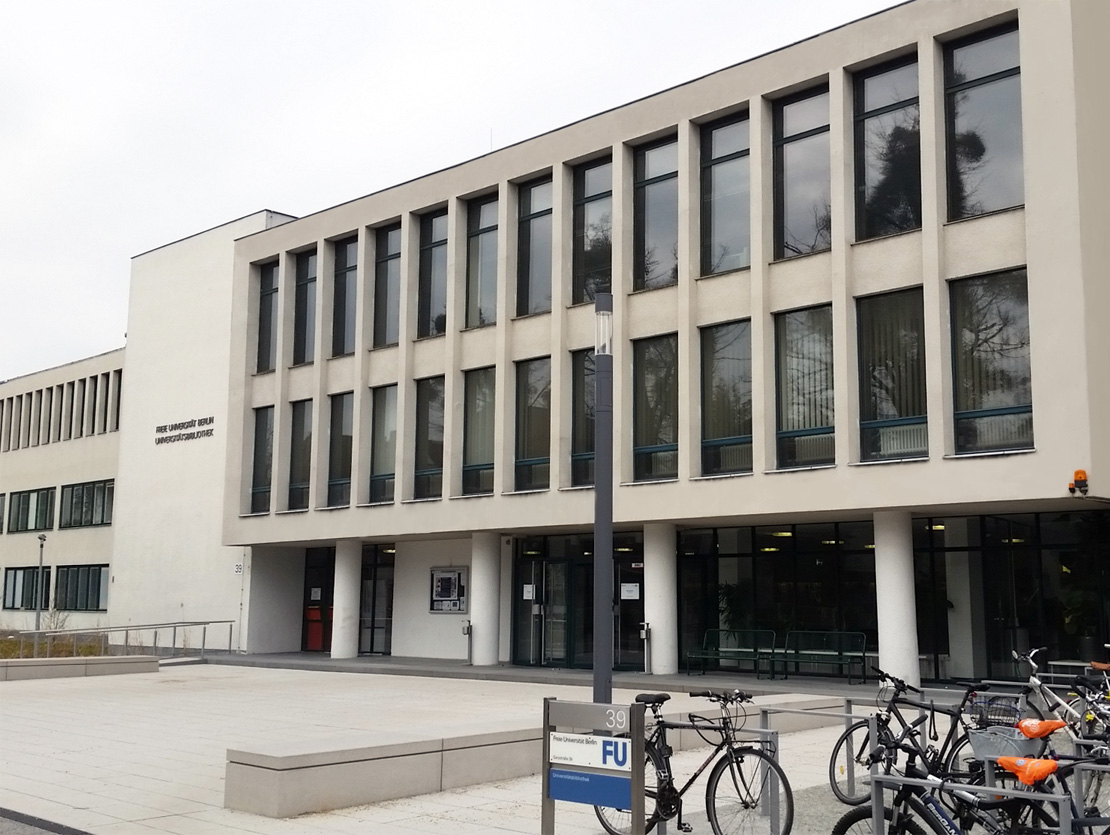
Freie Universität Berlins universitetsbibliotek.

Freie Universität Berlin (FU Berlin) grundades 1948, efter konflikter och studentprotester mot den politiska styrningen av utbildningen på Humboldtuniversitetet, som då låg i den Sovjetiska sektorn. Därtill kom  Berlinblockaden 1948–1949. Freie Universität skapades som en mer oberoende institution, i stadsdelen Dahlem i den amerikanska sektorn i Västberlin. Freie Universität har 30 500 studenter och 5750 forskarstuderande (2015).
Charité – Universitätsmedizin Berlin är Europas största universitetssjukhus och utgör formellt en gemensam utbildningsinstitution under Humboldt-Universität och Freie Universität Berlin.
Technische Universität Berlin (TU Berlin) är Berlins tekniska universitet.
Ovannämnda universitet, HU, FU och TU med Charité inkluderat, ingår i Berlin University Alliance. Detta får, som excellensförbund (Exzellenzverbund), extra resurser genom Exzellenzstrategie, en satsning på tysk spetsforskning.
Konsthögskolan, Universität der Künste Berlin är Tysklands största, med runt 4 000 studenter (2016).
| \| - 1901 Jacobus Henricus van 't Hoff - 1901 Emil Adolf von Behring - 1902 Emil Fischer - 1902 Theodor Mommsen - 1905 Adolf von Baeyer - 1905 Robert Koch - 1907 Albert Abraham Michelson - 1907 Eduard Buchner - 1908 Paul Ehrlich - 1909 Karl Ferdinand Braun - 1910 Otto Wallach - 1910 Albrecht Kossel - 1910 Paul Heyse - 1911 Wilhelm Wien - 1914 Max von Laue - 1915 Richard Willstätter - 1918 Fritz Haber - 1918 Max Planck - 1920 Walther Nernst - 1921 Albert Einstein - 1925 Gustav Hertz - 1925 James Franck \| - 1925 Richard Adolf Zsigmondy - 1928 Adolf Windaus - 1929 Hans von Euler-Chelpin - 1931 Otto Heinrich Warburg - 1932 Werner Heisenberg - 1933 Erwin Schrödinger - 1935 Hans Spemann - 1936 Peter Debye - 1939 Adolf Butenandt - 1944 Otto Hahn - 1950 Kurt Alder - 1950 Otto Diels - 1953 Fritz Albert Lipmann - 1953 Hans Adolf Krebs - 1954 Max Born - 1956 Walther Bothe - 1986 Ernst Ruska - 1991 Bert Sakmann - 1994 Reinhard Selten - 2007 Gerhard Ertl - 2009 Herta Müller - 2020 Emmanuelle Charpentier \| | |
| - 1901 Jacobus Henricus van 't Hoff - 1901 Emil Adolf von Behring - 1902 Emil Fischer - 1902 Theodor Mommsen - 1905 Adolf von Baeyer - 1905 Robert Koch - 1907 Albert Abraham Michelson - 1907 Eduard Buchner - 1908 Paul Ehrlich - 1909 Karl Ferdinand Braun - 1910 Otto Wallach - 1910 Albrecht Kossel - 1910 Paul Heyse - 1911 Wilhelm Wien - 1914 Max von Laue - 1915 Richard Willstätter - 1918 Fritz Haber - 1918 Max Planck - 1920 Walther Nernst - 1921 Albert Einstein - 1925 Gustav Hertz - 1925 James Franck | - 1925 Richard Adolf Zsigmondy - 1928 Adolf Windaus - 1929 Hans von Euler-Chelpin - 1931 Otto Heinrich Warburg - 1932 Werner Heisenberg - 1933 Erwin Schrödinger - 1935 Hans Spemann - 1936 Peter Debye - 1939 Adolf Butenandt - 1944 Otto Hahn - 1950 Kurt Alder - 1950 Otto Diels - 1953 Fritz Albert Lipmann - 1953 Hans Adolf Krebs - 1954 Max Born - 1956 Walther Bothe - 1986 Ernst Ruska - 1991 Bert Sakmann - 1994 Reinhard Selten - 2007 Gerhard Ertl - 2009 Herta Müller - 2020 Emmanuelle Charpentier |

### Övriga högskolor

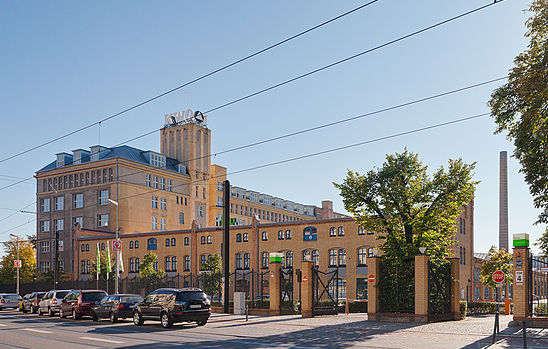
HTW Berlin

Hochschule für Technik und Wirtschaft Berlin (HTW Berlin), grundad 1991, är efter universiteten den största högskolan i Berlin och östra Tyskland, med drygt 13 000 studenter (2016). Högskolan erbjuder utbildningar inom teknik, datavetenskap, ekonomi, kulturvetenskap samt konstnärlig gestaltning. Högskolan har två campus i östra Berlin, i stadsdelarna Oberschöneweide och Karlshorst.
Berliner Hochschule für Technik har knappt 13 000 studenter (2016) och erbjuder utbildningar inom ekonomi, naturvetenskap och teknik, byggnads- och landskapsarkitektur, datavetenskap, miljö, kommunikationsvetenskap och medievetenskap. Huvudcampus ligger i stadsdelen Wedding i norra Berlin.
Hochschule für Wirtschaft und Recht Berlin erbjuder utbildningar inom ekonomi, juridik och förvaltning. Huvudcampus ligger i Schöneberg, med satellitcampus i Friedrichsfelde och Friedrichshain.
Hochschule für Schauspielkunst Ernst Busch är en teaterhögskola i Berlin som grundades 1951 som Staatliche Schauspielschule Berlin.

## Kända personer från Berlin
Bland de personer som har levt och verkat i Berlin finns monarker som kejsaren Vilhelm I av Tyskland, politiker som förbundspresidenten Theodor Heuss, Willi Stoph som var en av Östtysklands statsöverhuvuden, rikskanslern och mottagaren av Nobels fredspris Gustav Stresemann. Konstnärer som Martin Gropius, Käthe Kollwitz, Bauhausskaparen Walter Gropius, impressionisten Max Liebermann och Berlinkarikatyristen Heinrich Zille, Adolph von Menzel som skapade många historiska målningar verkade i staden. Författare som Anna Seghers, Nelly Sachs och Alfred Döblin, skådespelerskan Marlene Dietrich, dirigenten Herbert von Karajan, sångaren Dietrich Fischer-Dieskau och vetenskapsmän som Alexander von Humboldt och Rudolf Virchow, filmregissören Carl Heinz Wolff. 

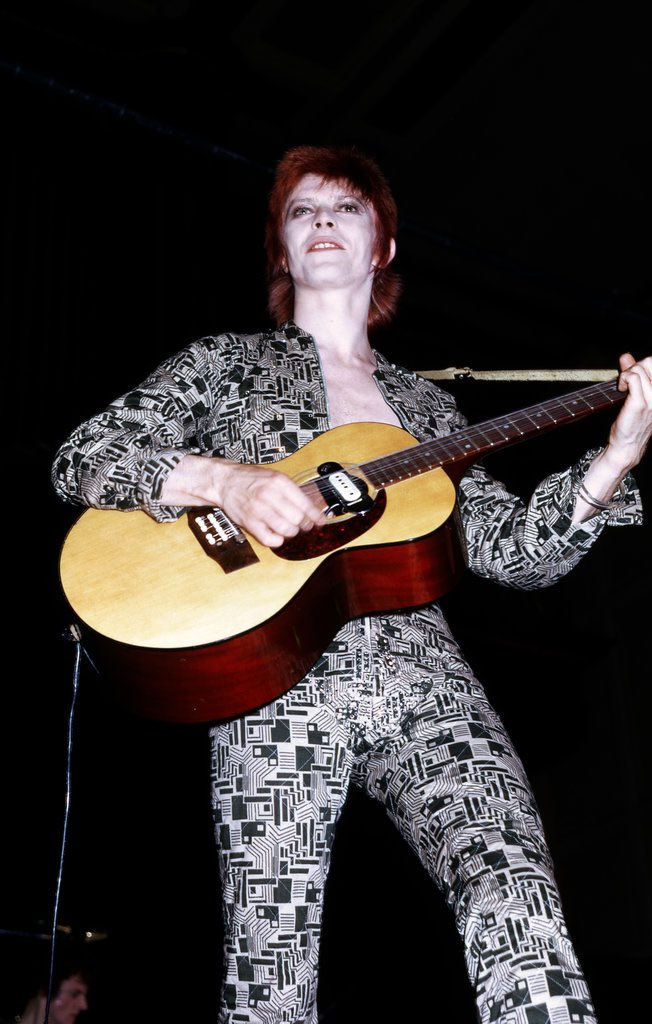
David Bowie

### Konstnärer i Berlin
- Irgendwo auf der Welt, 1933 Comedian Harmonists
- Macht kaputt, was euch kaputt macht, 1969 Ton Steine Scherben
- Berlin (musikalbum), 1973 - Lou Reed
- Berlintrilogin, 1977-1979 - David Bowie
- Das Boot (musik), 1981 Klaus Doldinger
- Some Great Reward, 1984 - Depeche Mode
- Achtung Baby, 1991 - U2
- Release the Stars, 2007 Rufus Wainwright
- Berlin Calling, 2008 Paul Kalkbrenner
- Hotspot (musikalbum), 2020 Pet Shop Boys

## Bilder

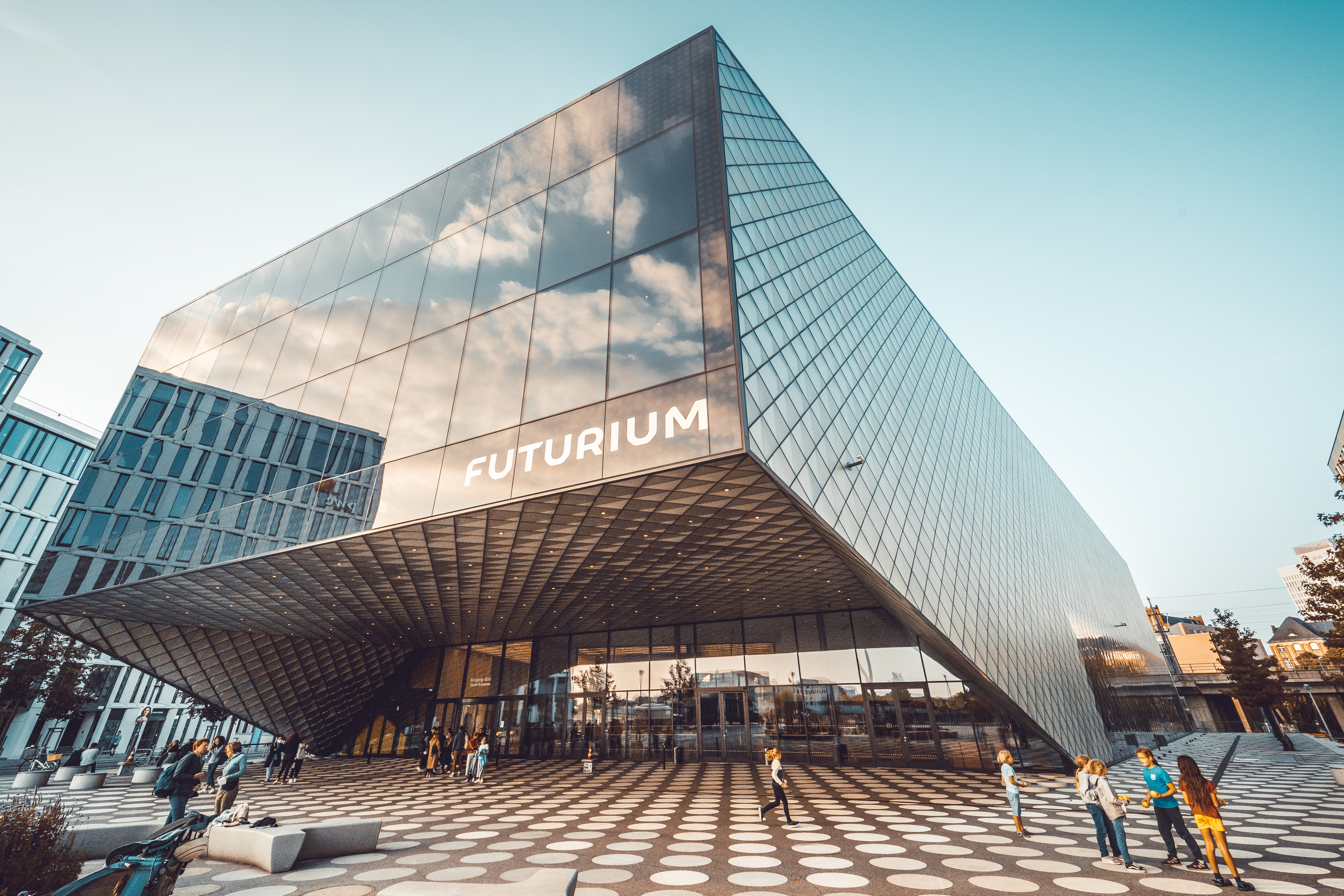
Mitte
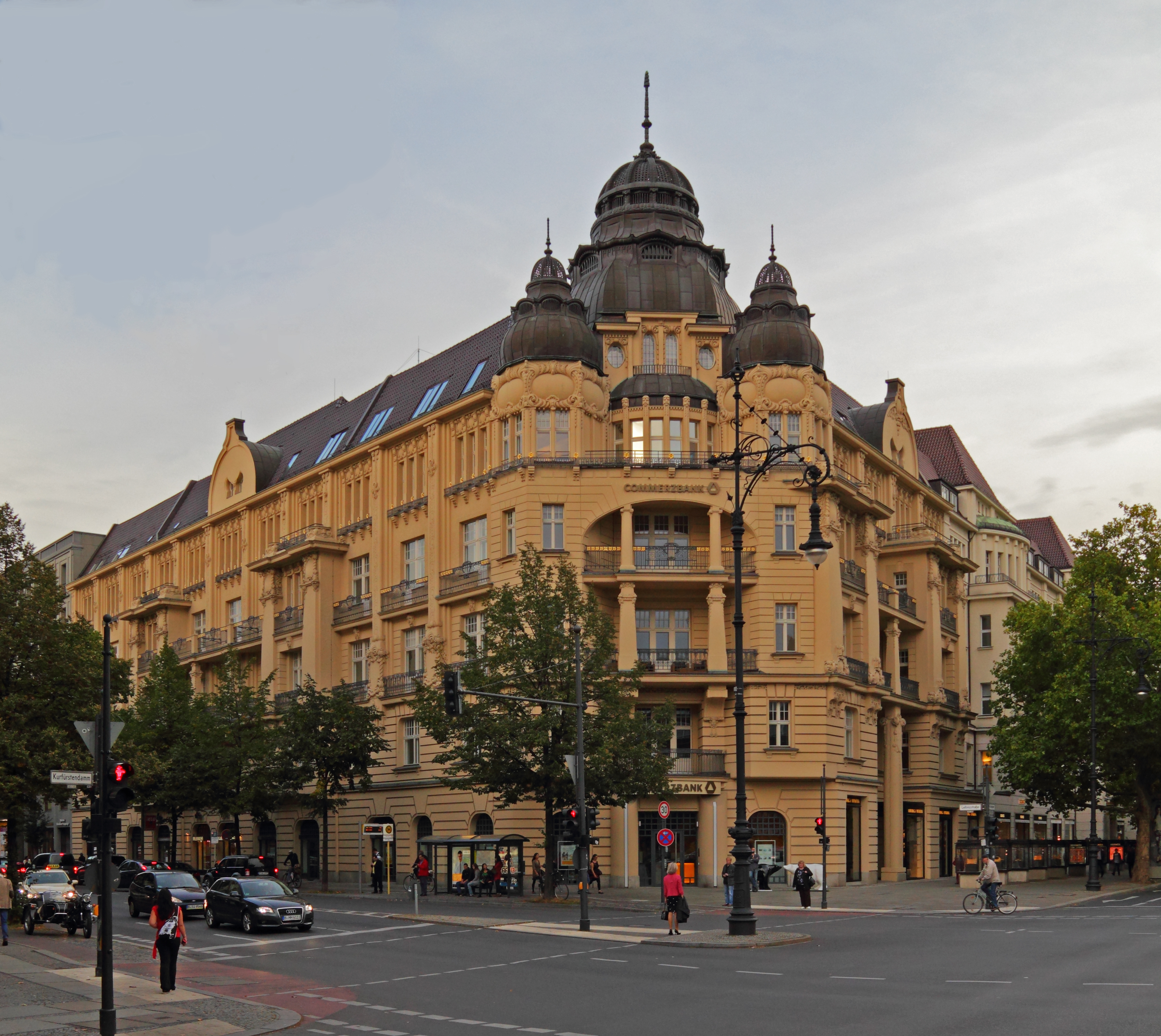
Charlottenburg
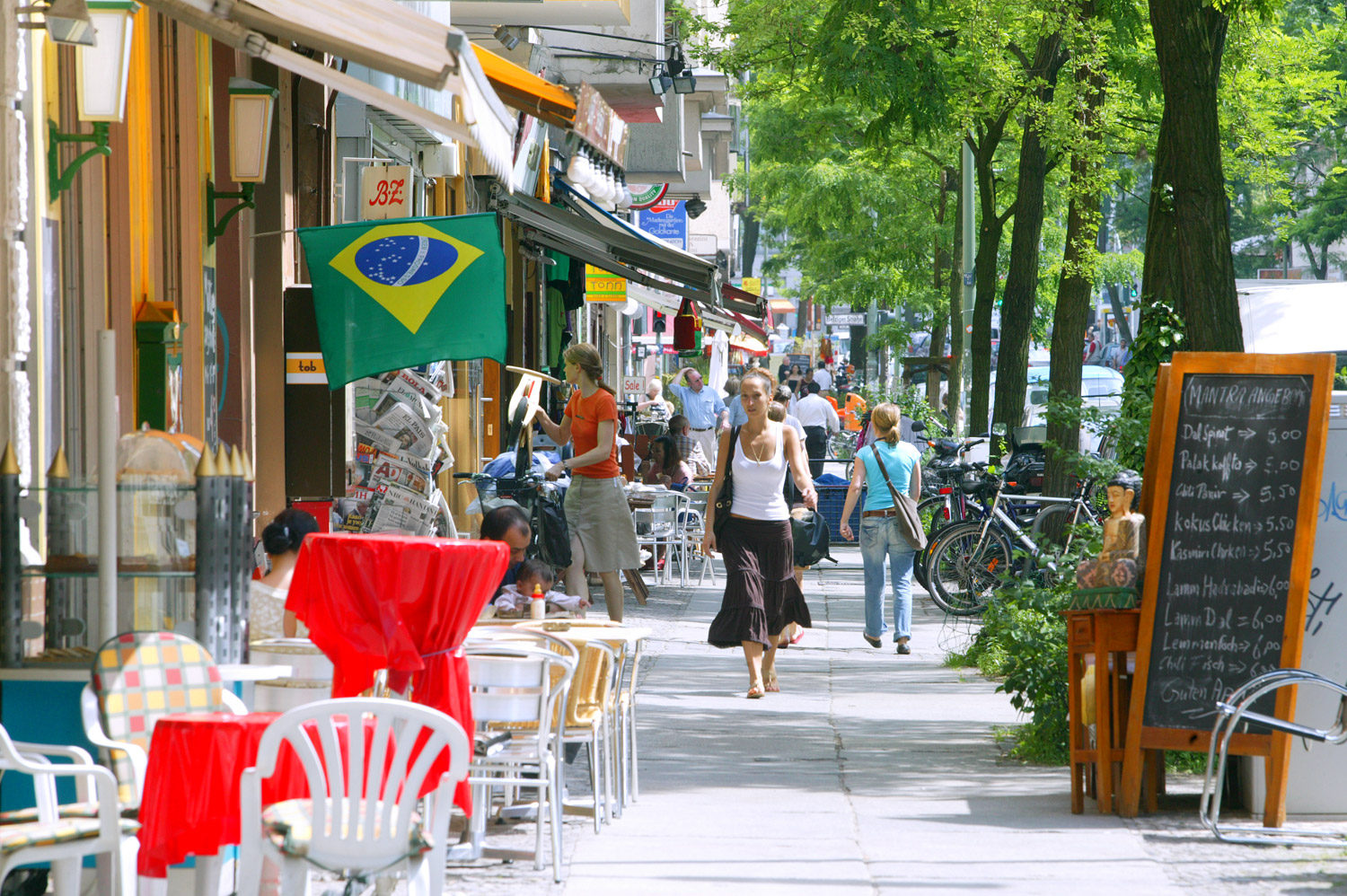
Schöneberg
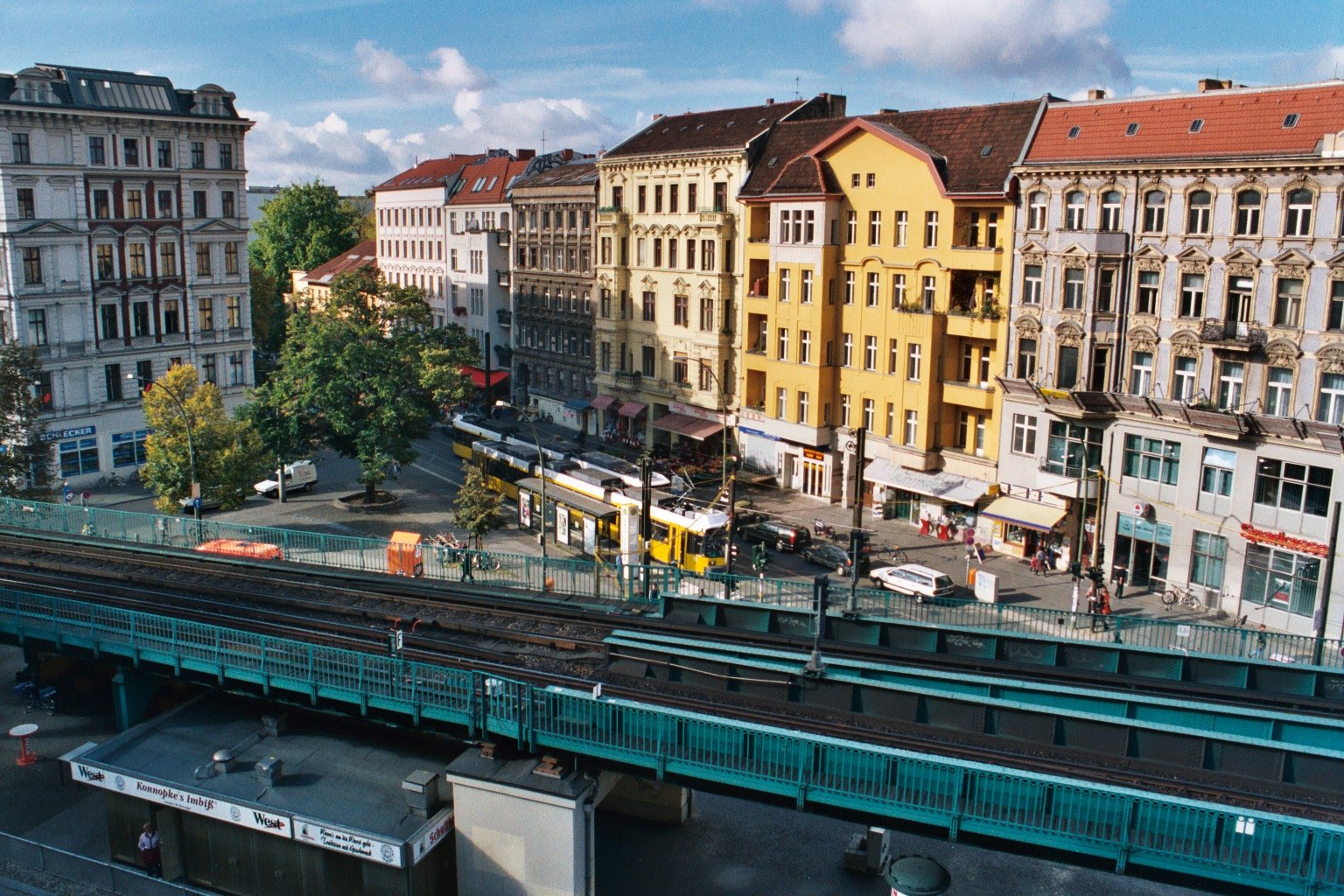
Prenzlauer Berg
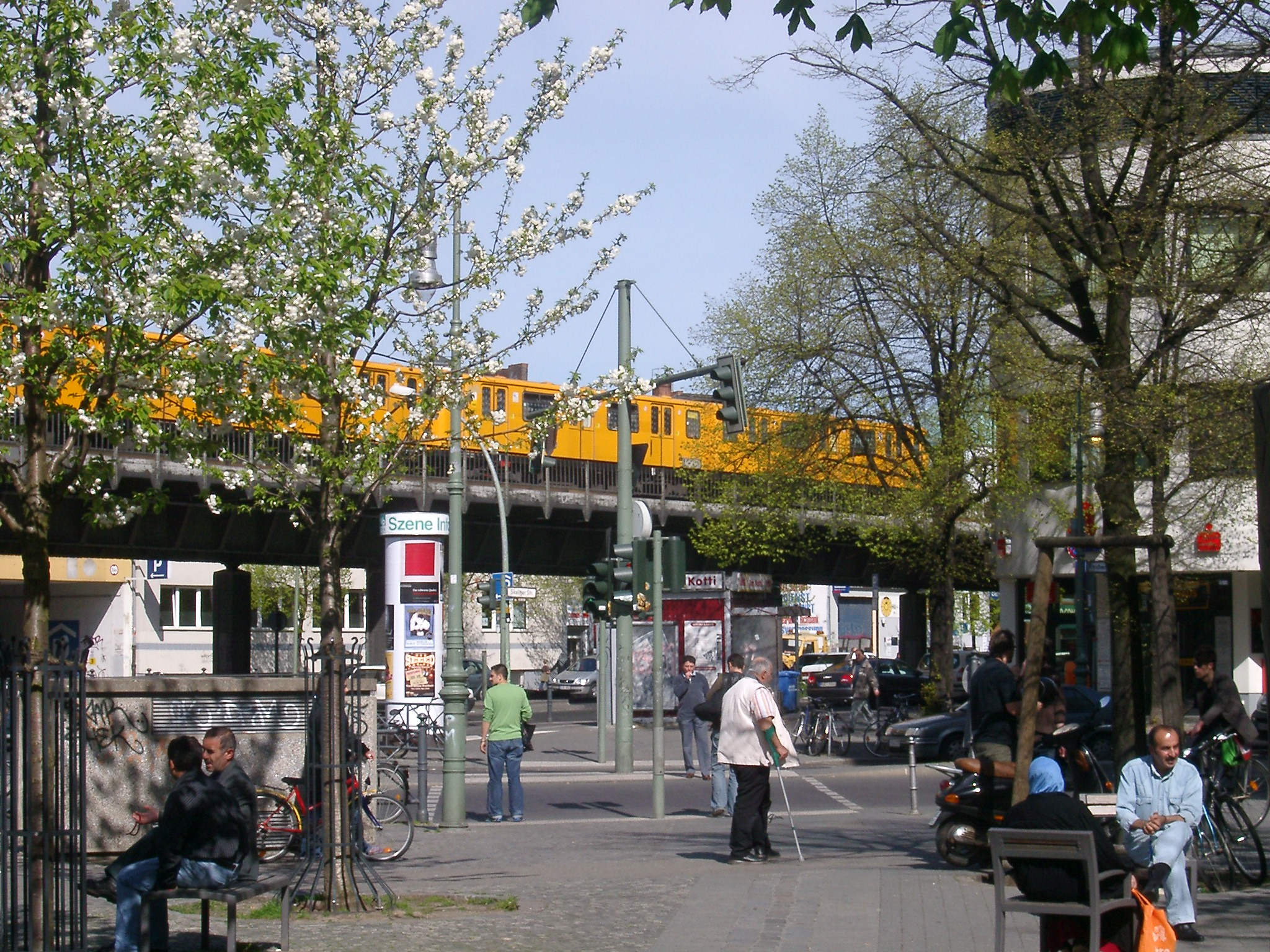
Kreuzberg
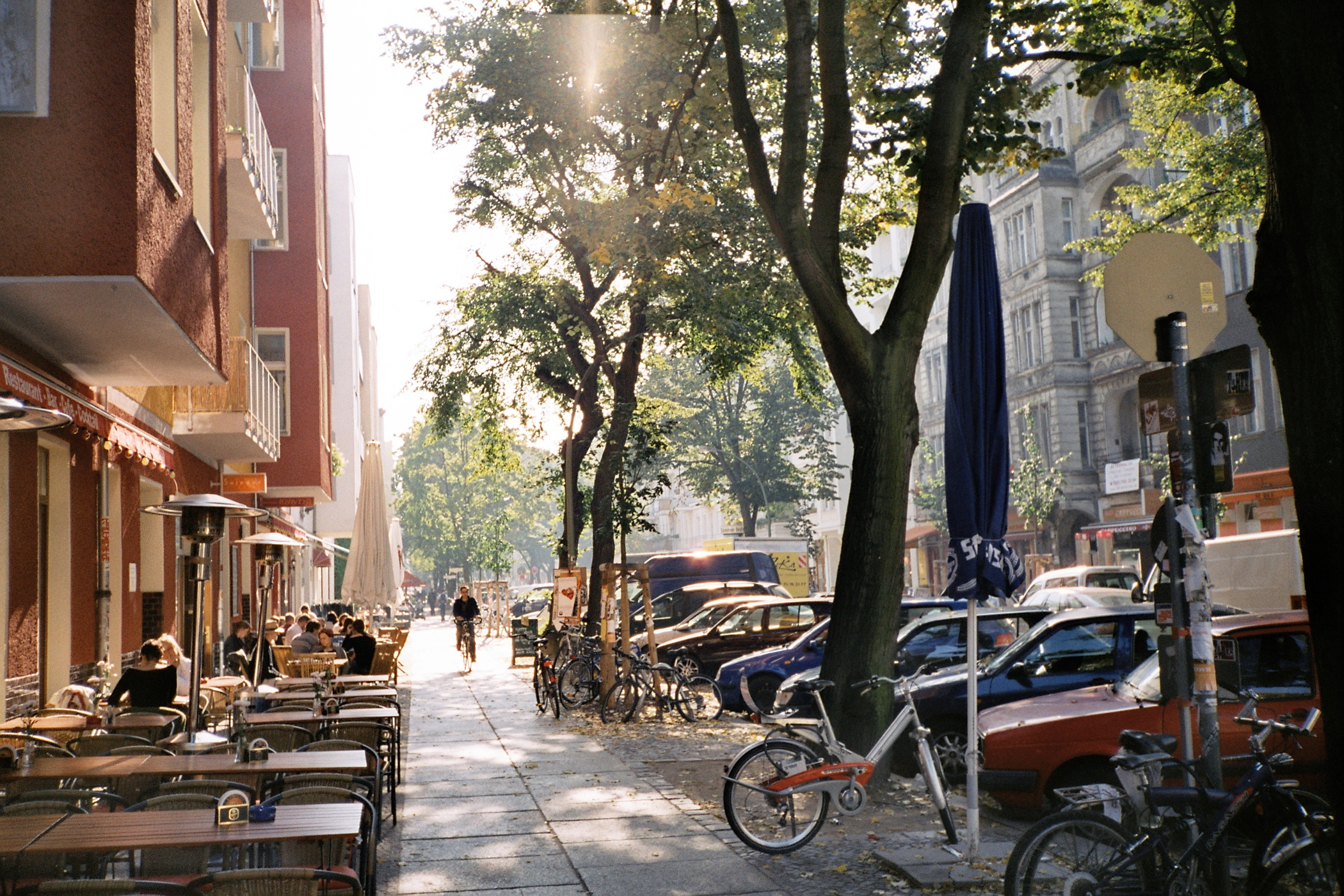
Friedrichshain
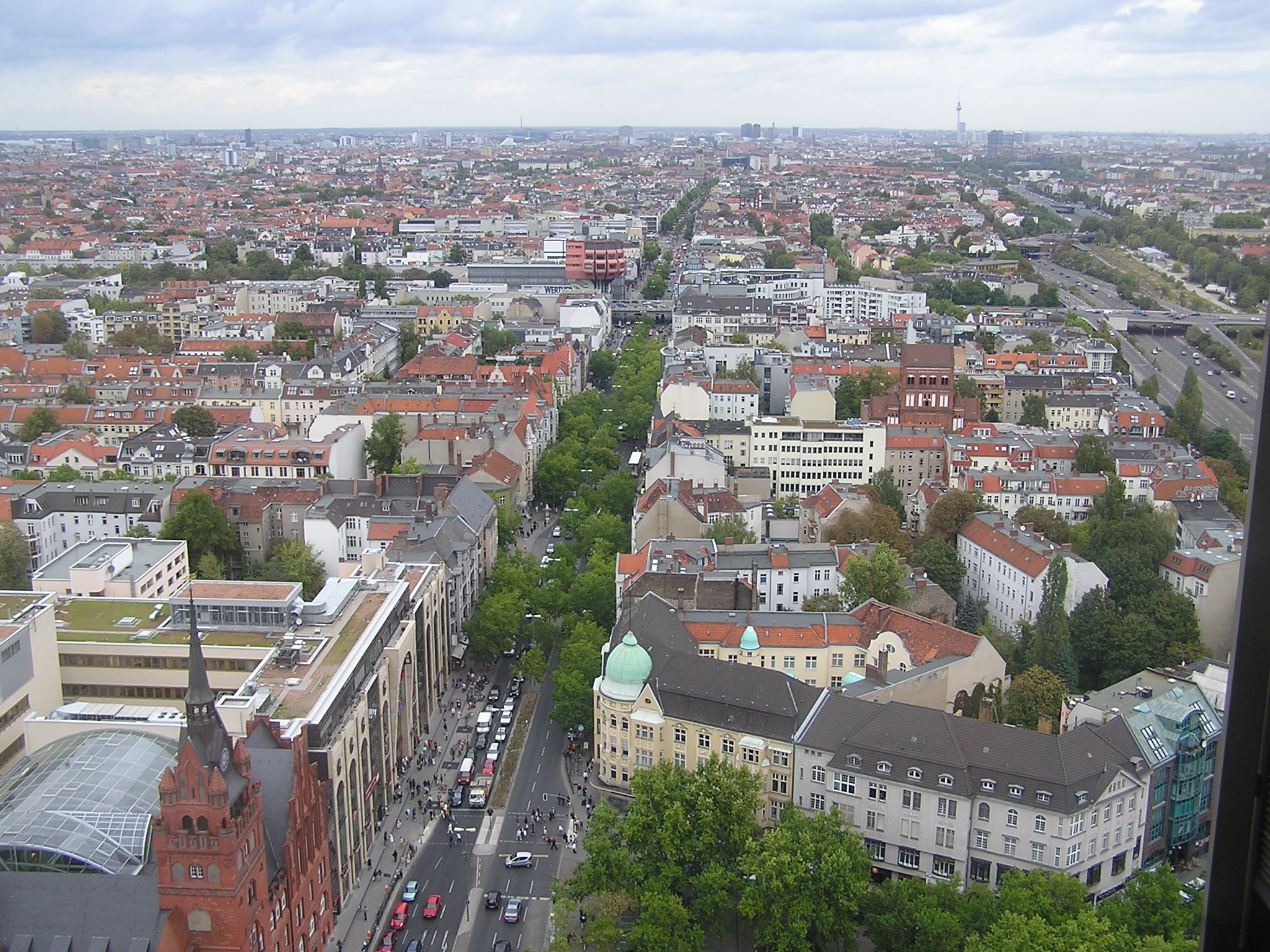
Steglitz
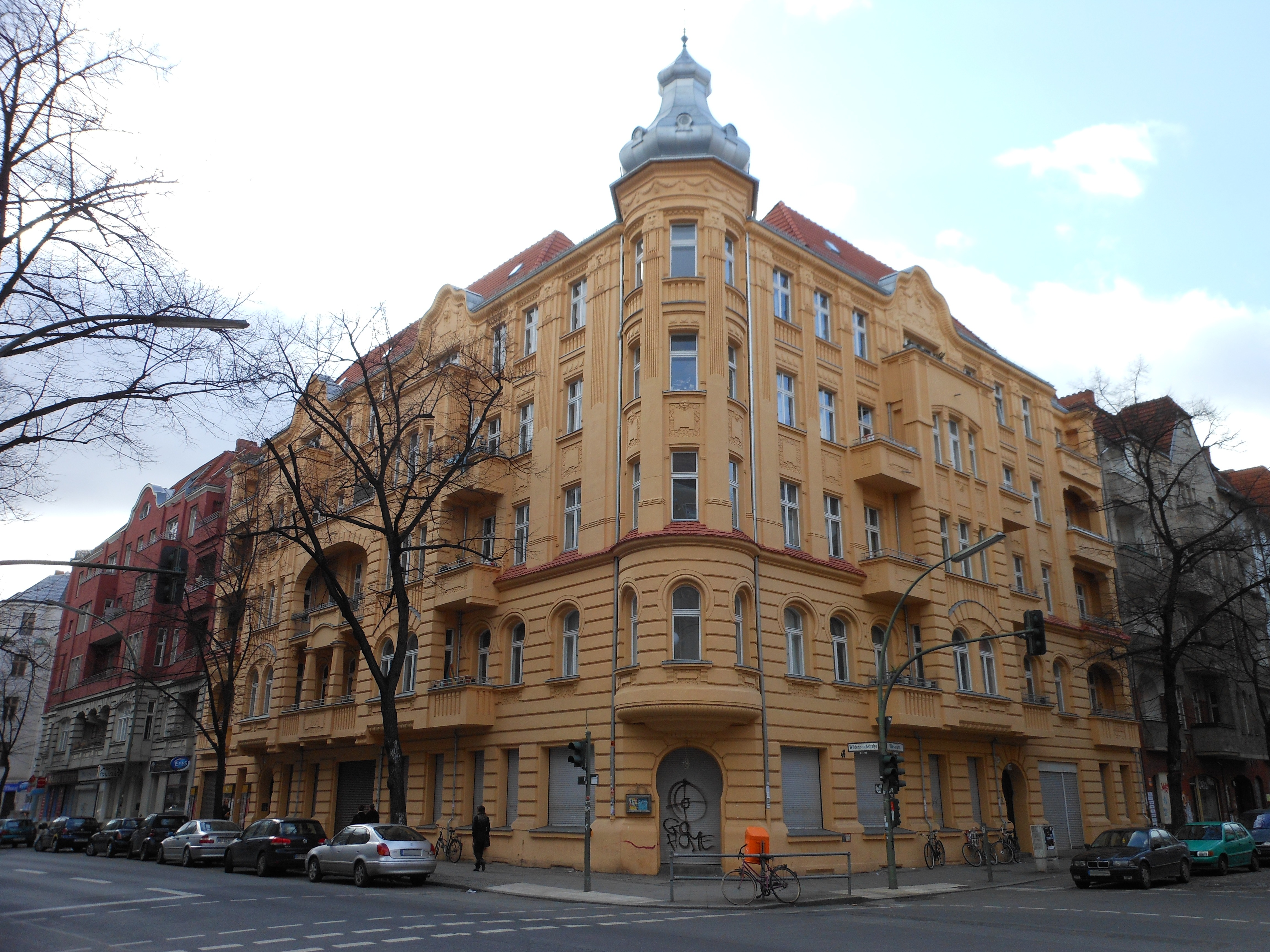
Neukölln
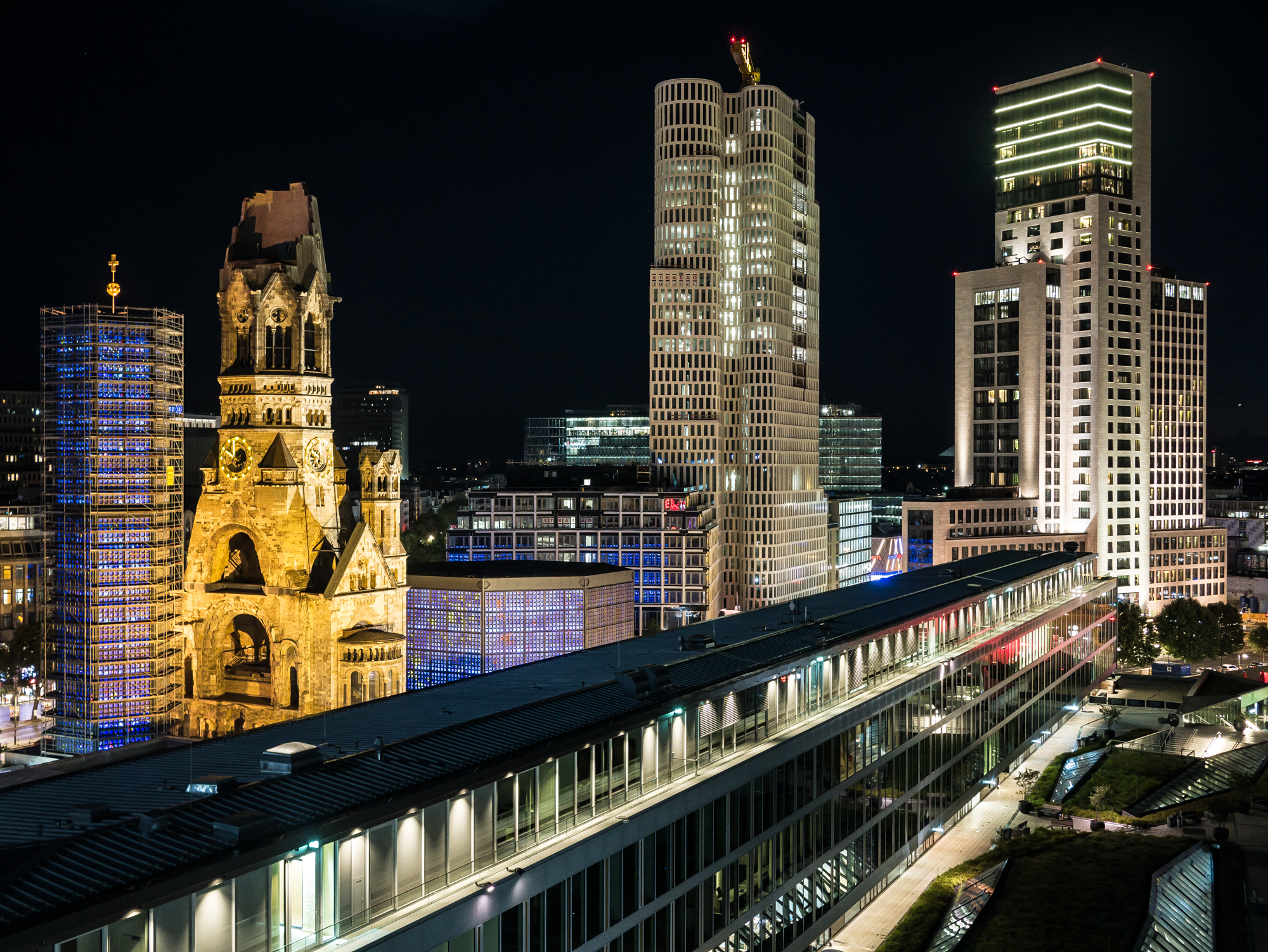
Breitscheidtplatz